# Tweede divisie 1968/69/Wedstrijden
De wedstrijden van het Nederlandse Tweede divisie voetbal uit het seizoen 1968/69 was het 13e seizoen van de laagste (semi-)professionele Nederlandse voetbalcompetitie voor mannen. Het seizoen bestond uit 34 speelronden van elk negen wedstrijden. De competitie begon op 18 augustus 1968 en duurde tot 1 juni 1969.

## Speelronde 1
|                  |               |       |         |                                                                                 |
| 18 augustus 1968 | Excelsior     | 1 – 0 | Baronie | Stadion: Woudestein, Rotterdam Toeschouwers: 4.000 Scheidsrechter: Joop Mulders |
| 18 augustus 1968 | Eddy Blok 43' |       |         | Stadion: Woudestein, Rotterdam Toeschouwers: 4.000 Scheidsrechter: Joop Mulders |
| 18 augustus 1968 |               |       |         | Stadion: Woudestein, Rotterdam Toeschouwers: 4.000 Scheidsrechter: Joop Mulders |
| 18 augustus 1968 |               |       |         | Stadion: Woudestein, Rotterdam Toeschouwers: 4.000 Scheidsrechter: Joop Mulders |
|                  |               |       |         |                                                                                 |

|                  |               |       |                                          |                                                                                  |
| 18 augustus 1968 | Velox         | 1 – 3 | AGOVV                                    | Stadion: Galgenwaard, Utrecht Toeschouwers: 3.000 Scheidsrechter: Tjeerd Elsinga |
| 18 augustus 1968 | Piet de Vries |       | 14' Hans van Houttum -', -' Frits Hoeben | Stadion: Galgenwaard, Utrecht Toeschouwers: 3.000 Scheidsrechter: Tjeerd Elsinga |
| 18 augustus 1968 |               |       |                                          | Stadion: Galgenwaard, Utrecht Toeschouwers: 3.000 Scheidsrechter: Tjeerd Elsinga |
| 18 augustus 1968 |               |       |                                          | Stadion: Galgenwaard, Utrecht Toeschouwers: 3.000 Scheidsrechter: Tjeerd Elsinga |
|                  |               |       |                                          |                                                                                  |

|                  |                    |       |                                                                   |                                                                              |
| 18 augustus 1968 | PEC                | 1 – 5 | Roda JC                                                           | Stadion: Zwolle, De Vrolijkheid Toeschouwers: 2.000 Scheidsrechter: Jan Beck |
| 18 augustus 1968 | Harrie Lammers 52' |       | 34', 71' Walter Kousen 42' Uwe Blotenberg 67', 85' Fred Gillissen | Stadion: Zwolle, De Vrolijkheid Toeschouwers: 2.000 Scheidsrechter: Jan Beck |
| 18 augustus 1968 |                    |       |                                                                   | Stadion: Zwolle, De Vrolijkheid Toeschouwers: 2.000 Scheidsrechter: Jan Beck |
| 18 augustus 1968 |                    |       |                                                                   | Stadion: Zwolle, De Vrolijkheid Toeschouwers: 2.000 Scheidsrechter: Jan Beck |
|                  |                    |       |                                                                   |                                                                              |

|                  |                                        |       |                  |                                                                                           |
| 18 augustus 1968 | SC Gooiland                            | 3 – 1 | Hermes DVS       | Stadion: Gemeentelijk Sportpark, Hilversum Toeschouwers: 5.000 Scheidsrechter: Jan Regtop |
| 18 augustus 1968 | Eddy Westbroek Huub Lenz Piet Boogaard |       | Joop Stuivenberg | Stadion: Gemeentelijk Sportpark, Hilversum Toeschouwers: 5.000 Scheidsrechter: Jan Regtop |
| 18 augustus 1968 |                                        |       |                  | Stadion: Gemeentelijk Sportpark, Hilversum Toeschouwers: 5.000 Scheidsrechter: Jan Regtop |
| 18 augustus 1968 |                                        |       |                  | Stadion: Gemeentelijk Sportpark, Hilversum Toeschouwers: 5.000 Scheidsrechter: Jan Regtop |
|                  |                                        |       |                  |                                                                                           |

|                  |                        |       |                                                            |                                                                          |
| 18 augustus 1968 | FC VVV                 | 1 – 3 | De Graafschap                                              | Stadion: De Kraal, Venlo Toeschouwers: 3.500 Scheidsrechter: Henk Pijper |
| 18 augustus 1968 | Frans Derix 89' (pen.) |       | 10' Bennie Bartelink 53' Fred Jaski 79' (e.d.) Heinz Lowin | Stadion: De Kraal, Venlo Toeschouwers: 3.500 Scheidsrechter: Henk Pijper |
| 18 augustus 1968 |                        |       |                                                            | Stadion: De Kraal, Venlo Toeschouwers: 3.500 Scheidsrechter: Henk Pijper |
| 18 augustus 1968 |                        |       |                                                            | Stadion: De Kraal, Venlo Toeschouwers: 3.500 Scheidsrechter: Henk Pijper |
|                  |                        |       |                                                            |                                                                          |

|                  |                          |       |                        |                                                                                         |
| 18 augustus 1968 | SC Drente                | 2 – 1 | ZFC                    | Stadion: Mr. Ovingstraat, Klazienaveen Toeschouwers: 2.500 Scheidsrechter: Henk Geurens |
| 18 augustus 1968 | Gerrie de Jonge 61', 81' |       | 80' Dirk-Jan van Zaane | Stadion: Mr. Ovingstraat, Klazienaveen Toeschouwers: 2.500 Scheidsrechter: Henk Geurens |
| 18 augustus 1968 |                          |       |                        | Stadion: Mr. Ovingstraat, Klazienaveen Toeschouwers: 2.500 Scheidsrechter: Henk Geurens |
| 18 augustus 1968 |                          |       |                        | Stadion: Mr. Ovingstraat, Klazienaveen Toeschouwers: 2.500 Scheidsrechter: Henk Geurens |
|                  |                          |       |                        |                                                                                         |

|                  |      |                |                     |                                                                                                 |
| 18 augustus 1968 | NOAD | 0 – 1          | Fortuna Vlaardingen | Stadion: Gemeentelijk Sportpark, Tilburg Toeschouwers: 2.000 Scheidsrechter: Koen Hoppenbrouwer |
| 18 augustus 1968 |      | 82' Jan Bouman |                     | Stadion: Gemeentelijk Sportpark, Tilburg Toeschouwers: 2.000 Scheidsrechter: Koen Hoppenbrouwer |
| 18 augustus 1968 |      |                |                     | Stadion: Gemeentelijk Sportpark, Tilburg Toeschouwers: 2.000 Scheidsrechter: Koen Hoppenbrouwer |
| 18 augustus 1968 |      |                |                     | Stadion: Gemeentelijk Sportpark, Tilburg Toeschouwers: 2.000 Scheidsrechter: Koen Hoppenbrouwer |
|                  |      |                |                     |                                                                                                 |

|                  |                                                               |       |                    |                                                                                  |
| 18 augustus 1968 | Heerenveen                                                    | 5 – 1 | EDO                | Stadion: Noord, Heerenveen Toeschouwers: 3.000 Scheidsrechter: Gerrit Berrevoets |
| 18 augustus 1968 | Thomas Haan 16', 79', 84' Herman Hofstra 56' Roel Huitema 77' |       | 84' Chris Hendriks | Stadion: Noord, Heerenveen Toeschouwers: 3.000 Scheidsrechter: Gerrit Berrevoets |
| 18 augustus 1968 |                                                               |       |                    | Stadion: Noord, Heerenveen Toeschouwers: 3.000 Scheidsrechter: Gerrit Berrevoets |
| 18 augustus 1968 |                                                               |       |                    | Stadion: Noord, Heerenveen Toeschouwers: 3.000 Scheidsrechter: Gerrit Berrevoets |
|                  |                                                               |       |                    |                                                                                  |

|                  |                                                |       |                                     |                                                                              |
| 18 augustus 1968 | Limburgia                                      | 3 – 2 | Zwolsche Boys                       | Stadion: Venweg, Brunssum Toeschouwers: 2.500 Scheidsrechter: Charles Corver |
| 18 augustus 1968 | Willy Coolen 2' Wim Vrösch 7' Piet Hermans 63' |       | 42' Freek Schutten 76' Anton Goenee | Stadion: Venweg, Brunssum Toeschouwers: 2.500 Scheidsrechter: Charles Corver |
| 18 augustus 1968 |                                                |       |                                     | Stadion: Venweg, Brunssum Toeschouwers: 2.500 Scheidsrechter: Charles Corver |
| 18 augustus 1968 |                                                |       |                                     | Stadion: Venweg, Brunssum Toeschouwers: 2.500 Scheidsrechter: Charles Corver |
|                  |                                                |       |                                     |                                                                              |

## Speelronde 2
|                  |                                               |       |                  |                                                                                    |
| 25 augustus 1968 | ZFC                                           | 2 – 1 | PEC              | Stadion: Westzanerdijk, Zaandam Toeschouwers: 2.300 Scheidsrechter: Charles Corver |
| 25 augustus 1968 | Jan Brouwer 21' (pen.) Dirk-Jan van Zaane 77' |       | 61' Eddy Brandes | Stadion: Westzanerdijk, Zaandam Toeschouwers: 2.300 Scheidsrechter: Charles Corver |
| 25 augustus 1968 |                                               |       |                  | Stadion: Westzanerdijk, Zaandam Toeschouwers: 2.300 Scheidsrechter: Charles Corver |
| 25 augustus 1968 |                                               |       |                  | Stadion: Westzanerdijk, Zaandam Toeschouwers: 2.300 Scheidsrechter: Charles Corver |
|                  |                                               |       |                  |                                                                                    |

|                  |                   |       |      |                                                                                |
| 25 augustus 1968 | Roda JC           | 1 – 0 | NOAD | Stadion: Kaalheide, Kerkrade Toeschouwers: 5.000 Scheidsrechter: Siem Wellinga |
| 25 augustus 1968 | Walter Kousen 14' |       |      | Stadion: Kaalheide, Kerkrade Toeschouwers: 5.000 Scheidsrechter: Siem Wellinga |
| 25 augustus 1968 |                   |       |      | Stadion: Kaalheide, Kerkrade Toeschouwers: 5.000 Scheidsrechter: Siem Wellinga |
| 25 augustus 1968 |                   |       |      | Stadion: Kaalheide, Kerkrade Toeschouwers: 5.000 Scheidsrechter: Siem Wellinga |
|                  |                   |       |      |                                                                                |

|                  |            |                                       |            |                                                                         |
| 25 augustus 1968 | Hermes DVS | 0 – 3                                 | Heerenveen | Stadion: Harga, Schiedam Toeschouwers: 1.000 Scheidsrechter: Jan Keizer |
| 25 augustus 1968 |            | 15', 55' Roel Huitema 68' Thomas Haan |            | Stadion: Harga, Schiedam Toeschouwers: 1.000 Scheidsrechter: Jan Keizer |
| 25 augustus 1968 |            |                                       |            | Stadion: Harga, Schiedam Toeschouwers: 1.000 Scheidsrechter: Jan Keizer |
| 25 augustus 1968 |            |                                       |            | Stadion: Harga, Schiedam Toeschouwers: 1.000 Scheidsrechter: Jan Keizer |
|                  |            |                                       |            |                                                                         |

|                  |                   |       |                  |                                                                                          |
| 25 augustus 1968 | De Graafschap     | 1 – 1 | Limburgia        | Stadion: De Vijverberg, Doetinchem Toeschouwers: 3.500 Scheidsrechter: Gerrit Berrevoets |
| 25 augustus 1968 | Franz Möllers 35' |       | 83' Willy Coolen | Stadion: De Vijverberg, Doetinchem Toeschouwers: 3.500 Scheidsrechter: Gerrit Berrevoets |
| 25 augustus 1968 |                   |       |                  | Stadion: De Vijverberg, Doetinchem Toeschouwers: 3.500 Scheidsrechter: Gerrit Berrevoets |
| 25 augustus 1968 |                   |       |                  | Stadion: De Vijverberg, Doetinchem Toeschouwers: 3.500 Scheidsrechter: Gerrit Berrevoets |
|                  |                   |       |                  |                                                                                          |

|                  |                                               |       |                                                       |                                                                                |
| 25 augustus 1968 | AGOVV                                         | 2 – 3 | SC Gooiland                                           | Stadion: Berg & Bos, Apeldoorn Toeschouwers: 5.000 Scheidsrechter: Frans Derks |
| 25 augustus 1968 | Frits Hoeben 24' Leo van de Kraats 56' (pen.) |       | 43' Huub Lenz 70' Gerard Hogenbirk 81' Eddy Westbroek | Stadion: Berg & Bos, Apeldoorn Toeschouwers: 5.000 Scheidsrechter: Frans Derks |
| 25 augustus 1968 |                                               |       |                                                       | Stadion: Berg & Bos, Apeldoorn Toeschouwers: 5.000 Scheidsrechter: Frans Derks |
| 25 augustus 1968 |                                               |       |                                                       | Stadion: Berg & Bos, Apeldoorn Toeschouwers: 5.000 Scheidsrechter: Frans Derks |
|                  |                                               |       |                                                       |                                                                                |

|                  |                   |       |        |                                                                                   |
| 25 augustus 1968 | Baronie           | 1 – 0 | FC VVV | Stadion: De Blauwe Kei, Breda Toeschouwers: 1.500 Scheidsrechter: Rinus Barmentlo |
| 25 augustus 1968 | Frans de Jong 87' |       |        | Stadion: De Blauwe Kei, Breda Toeschouwers: 1.500 Scheidsrechter: Rinus Barmentlo |
| 25 augustus 1968 |                   |       |        | Stadion: De Blauwe Kei, Breda Toeschouwers: 1.500 Scheidsrechter: Rinus Barmentlo |
| 25 augustus 1968 |                   |       |        | Stadion: De Blauwe Kei, Breda Toeschouwers: 1.500 Scheidsrechter: Rinus Barmentlo |
|                  |                   |       |        |                                                                                   |

|                  |                     |       |                  |                                                                                       |
| 25 augustus 1968 | Fortuna Vlaardingen | 1 – 1 | Excelsior        | Stadion: Floreslaan, Vlaardingen Toeschouwers: 4.500 Scheidsrechter: Gerard Klaassens |
| 25 augustus 1968 | Jan Hordijk 66'     |       | 22' Hans Bassant | Stadion: Floreslaan, Vlaardingen Toeschouwers: 4.500 Scheidsrechter: Gerard Klaassens |
| 25 augustus 1968 |                     |       |                  | Stadion: Floreslaan, Vlaardingen Toeschouwers: 4.500 Scheidsrechter: Gerard Klaassens |
| 25 augustus 1968 |                     |       |                  | Stadion: Floreslaan, Vlaardingen Toeschouwers: 4.500 Scheidsrechter: Gerard Klaassens |
|                  |                     |       |                  |                                                                                       |

|                  |                                  |       |                |                                                                                        |
| 25 augustus 1968 | EDO                              | 3 – 1 | SC Drente      | Stadion: Noordersportpark, Haarlem Toeschouwers: 1.500 Scheidsrechter: Martin Batelaan |
| 25 augustus 1968 | Rob Bosdijk 51', 57' (pen.), 78' |       | 2' Wout Bosman | Stadion: Noordersportpark, Haarlem Toeschouwers: 1.500 Scheidsrechter: Martin Batelaan |
| 25 augustus 1968 |                                  |       |                | Stadion: Noordersportpark, Haarlem Toeschouwers: 1.500 Scheidsrechter: Martin Batelaan |
| 25 augustus 1968 |                                  |       |                | Stadion: Noordersportpark, Haarlem Toeschouwers: 1.500 Scheidsrechter: Martin Batelaan |
|                  |                                  |       |                |                                                                                        |

|                  |                                                                          |       |       |                                                                                          |
| 25 augustus 1968 | Zwolsche Boys                                                            | 5 – 0 | Velox | Stadion: Gemeentelijk Sportpark, Zwolle Toeschouwers: 5.500 Scheidsrechter: Henk Geurens |
| 25 augustus 1968 | Jan Welles 16' Andreja Randjic 51', 83' Sietze Veen 61' Anton Goenee 82' |       |       | Stadion: Gemeentelijk Sportpark, Zwolle Toeschouwers: 5.500 Scheidsrechter: Henk Geurens |
| 25 augustus 1968 |                                                                          |       |       | Stadion: Gemeentelijk Sportpark, Zwolle Toeschouwers: 5.500 Scheidsrechter: Henk Geurens |
| 25 augustus 1968 |                                                                          |       |       | Stadion: Gemeentelijk Sportpark, Zwolle Toeschouwers: 5.500 Scheidsrechter: Henk Geurens |
|                  |                                                                          |       |       |                                                                                          |

## Speelronde 3
|                  |           |                   |         |                                                                                 |
| 1 september 1968 | Excelsior | 0 – 1             | Roda JC | Stadion: Woudestein, Rotterdam Toeschouwers: 3.000 Scheidsrechter: Henk Geurens |
| 1 september 1968 |           | 23' Walter Kousen |         | Stadion: Woudestein, Rotterdam Toeschouwers: 3.000 Scheidsrechter: Henk Geurens |
| 1 september 1968 |           |                   |         | Stadion: Woudestein, Rotterdam Toeschouwers: 3.000 Scheidsrechter: Henk Geurens |
| 1 september 1968 |           |                   |         | Stadion: Woudestein, Rotterdam Toeschouwers: 3.000 Scheidsrechter: Henk Geurens |
|                  |           |                   |         |                                                                                 |

|                  |                  |       |                                                      |                                                                                     |
| 1 september 1968 | Velox            | 1 – 3 | De Graafschap                                        | Stadion: Galgenwaard, Utrecht Toeschouwers: 1.000 Scheidsrechter: Leo van der Kroft |
| 1 september 1968 | Wim Meijrink 75' |       | 10' Franz Möllers 12' Fred Jaski 25' Theo van Londen | Stadion: Galgenwaard, Utrecht Toeschouwers: 1.000 Scheidsrechter: Leo van der Kroft |
| 1 september 1968 |                  |       |                                                      | Stadion: Galgenwaard, Utrecht Toeschouwers: 1.000 Scheidsrechter: Leo van der Kroft |
| 1 september 1968 |                  |       |                                                      | Stadion: Galgenwaard, Utrecht Toeschouwers: 1.000 Scheidsrechter: Leo van der Kroft |
|                  |                  |       |                                                      |                                                                                     |

|                  |               |       |                |                                                                                                  |
| 1 september 1968 | SC Gooiland   | 1 – 1 | Zwolsche Boys  | Stadion: Gemeentelijk Sportpark, Hilversum Toeschouwers: 5.700 Scheidsrechter: Gerrit Berrevoets |
| 1 september 1968 | Huub Lenz 68' |       | 37' Jan Welles | Stadion: Gemeentelijk Sportpark, Hilversum Toeschouwers: 5.700 Scheidsrechter: Gerrit Berrevoets |
| 1 september 1968 |               |       |                | Stadion: Gemeentelijk Sportpark, Hilversum Toeschouwers: 5.700 Scheidsrechter: Gerrit Berrevoets |
| 1 september 1968 |               |       |                | Stadion: Gemeentelijk Sportpark, Hilversum Toeschouwers: 5.700 Scheidsrechter: Gerrit Berrevoets |
|                  |               |       |                |                                                                                                  |

|                  |                     |       |                    |                                                                                     |
| 1 september 1968 | SC Drente           | 1 – 1 | Hermes DVS         | Stadion: Mr. Ovingstraat, Klazienaveen Toeschouwers: 3.000 Scheidsrechter: Jan Beck |
| 1 september 1968 | Gerrie de Jonge 57' |       | 70' Wim van Baarle | Stadion: Mr. Ovingstraat, Klazienaveen Toeschouwers: 3.000 Scheidsrechter: Jan Beck |
| 1 september 1968 |                     |       |                    | Stadion: Mr. Ovingstraat, Klazienaveen Toeschouwers: 3.000 Scheidsrechter: Jan Beck |
| 1 september 1968 |                     |       |                    | Stadion: Mr. Ovingstraat, Klazienaveen Toeschouwers: 3.000 Scheidsrechter: Jan Beck |
|                  |                     |       |                    |                                                                                     |

|                  |                                   |       |                |                                                                                        |
| 1 september 1968 | NOAD                              | 2 – 1 | ZFC            | Stadion: Gemeentelijk Sportpark, Tilburg Toeschouwers: 1.000 Scheidsrechter: Henk Vlug |
| 1 september 1968 | Bart Stovers 40' Cas Janssens 79' |       | 5' Hans Bakker | Stadion: Gemeentelijk Sportpark, Tilburg Toeschouwers: 1.000 Scheidsrechter: Henk Vlug |
| 1 september 1968 |                                   |       |                | Stadion: Gemeentelijk Sportpark, Tilburg Toeschouwers: 1.000 Scheidsrechter: Henk Vlug |
| 1 september 1968 |                                   |       |                | Stadion: Gemeentelijk Sportpark, Tilburg Toeschouwers: 1.000 Scheidsrechter: Henk Vlug |
|                  |                                   |       |                |                                                                                        |

|                  |                        |       |       |                                                                                |
| 1 september 1968 | Heerenveen             | 1 – 0 | AGOVV | Stadion: Noord, Heerenveen Toeschouwers: 4.500 Scheidsrechter: Bernard Verbeek |
| 1 september 1968 | Thomas Haan 82' (pen.) |       |       | Stadion: Noord, Heerenveen Toeschouwers: 4.500 Scheidsrechter: Bernard Verbeek |
| 1 september 1968 |                        |       |       | Stadion: Noord, Heerenveen Toeschouwers: 4.500 Scheidsrechter: Bernard Verbeek |
| 1 september 1968 |                        |       |       | Stadion: Noord, Heerenveen Toeschouwers: 4.500 Scheidsrechter: Bernard Verbeek |
|                  |                        |       |       |                                                                                |

|                  |           |       |        |                                                                           |
| 1 september 1968 | Limburgia | 0 – 0 | FC VVV | Stadion: Venweg, Brunssum Toeschouwers: 4.000 Scheidsrechter: Jan Godding |
| 1 september 1968 |           |       |        | Stadion: Venweg, Brunssum Toeschouwers: 4.000 Scheidsrechter: Jan Godding |
| 1 september 1968 |           |       |        | Stadion: Venweg, Brunssum Toeschouwers: 4.000 Scheidsrechter: Jan Godding |
| 1 september 1968 |           |       |        | Stadion: Venweg, Brunssum Toeschouwers: 4.000 Scheidsrechter: Jan Godding |
|                  |           |       |        |                                                                           |

|                  |                                    |       |                  |                                                                                   |
| 1 september 1968 | Fortuna Vlaardingen                | 3 – 1 | Baronie          | Stadion: Floreslaan, Vlaardingen Toeschouwers: 4.000 Scheidsrechter: Henk Klopper |
| 1 september 1968 | Jan Bouman 56', 77' Ed Verweel 89' |       | 66' Ferry Pirard | Stadion: Floreslaan, Vlaardingen Toeschouwers: 4.000 Scheidsrechter: Henk Klopper |
| 1 september 1968 |                                    |       |                  | Stadion: Floreslaan, Vlaardingen Toeschouwers: 4.000 Scheidsrechter: Henk Klopper |
| 1 september 1968 |                                    |       |                  | Stadion: Floreslaan, Vlaardingen Toeschouwers: 4.000 Scheidsrechter: Henk Klopper |
|                  |                                    |       |                  |                                                                                   |

|                  |     |                                             |     |                                                                                   |
| 1 september 1968 | PEC | 0 – 4                                       | EDO | Stadion: Zwolle, De Vrolijkheid Toeschouwers: 2.500 Scheidsrechter: Siem Wellinga |
| 1 september 1968 |     | 4', 63', 86' Rob Bosdijk 54' Chris Hendriks |     | Stadion: Zwolle, De Vrolijkheid Toeschouwers: 2.500 Scheidsrechter: Siem Wellinga |
| 1 september 1968 |     |                                             |     | Stadion: Zwolle, De Vrolijkheid Toeschouwers: 2.500 Scheidsrechter: Siem Wellinga |
| 1 september 1968 |     |                                             |     | Stadion: Zwolle, De Vrolijkheid Toeschouwers: 2.500 Scheidsrechter: Siem Wellinga |
|                  |     |                                             |     |                                                                                   |

## Speelronde 4
|                  |                                      |       |                  |                                                                                     |
| 8 september 1968 | ZFC                                  | 2 – 1 | Excelsior        | Stadion: Westzanerdijk, Zaandam Toeschouwers: 2.500 Scheidsrechter: Joop Bentvelzen |
| 8 september 1968 | Dirk-Jan van Zaane 8' Jan Beelen 27' |       | 84' Hans Bassant | Stadion: Westzanerdijk, Zaandam Toeschouwers: 2.500 Scheidsrechter: Joop Bentvelzen |
| 8 september 1968 |                                      |       |                  | Stadion: Westzanerdijk, Zaandam Toeschouwers: 2.500 Scheidsrechter: Joop Bentvelzen |
| 8 september 1968 |                                      |       |                  | Stadion: Westzanerdijk, Zaandam Toeschouwers: 2.500 Scheidsrechter: Joop Bentvelzen |
|                  |                                      |       |                  |                                                                                     |

|                  |                       |       |                                                                 |                                                                               |
| 8 september 1968 | AGOVV                 | 1 – 5 | SC Drente                                                       | Stadion: Berg & Bos, Apeldoorn Toeschouwers: 4.000 Scheidsrechter: Jan Keizer |
| 8 september 1968 | Aad van der Voort 49' |       | 10' Wout Bosman 25', 60', 65' Tonny Roosken 80' (pen.) Jan Mink | Stadion: Berg & Bos, Apeldoorn Toeschouwers: 4.000 Scheidsrechter: Jan Keizer |
| 8 september 1968 |                       |       |                                                                 | Stadion: Berg & Bos, Apeldoorn Toeschouwers: 4.000 Scheidsrechter: Jan Keizer |
| 8 september 1968 |                       |       |                                                                 | Stadion: Berg & Bos, Apeldoorn Toeschouwers: 4.000 Scheidsrechter: Jan Keizer |
|                  |                       |       |                                                                 |                                                                               |

|                  |                 |       |                |                                                                            |
| 8 september 1968 | FC VVV          | 1 – 1 | Velox          | Stadion: De Kraal, Venlo Toeschouwers: 3.000 Scheidsrechter: Siem Wellinga |
| 8 september 1968 | Frans Derix 80' |       | 87' Marco Cabo | Stadion: De Kraal, Venlo Toeschouwers: 3.000 Scheidsrechter: Siem Wellinga |
| 8 september 1968 |                 |       |                | Stadion: De Kraal, Venlo Toeschouwers: 3.000 Scheidsrechter: Siem Wellinga |
| 8 september 1968 |                 |       |                | Stadion: De Kraal, Venlo Toeschouwers: 3.000 Scheidsrechter: Siem Wellinga |
|                  |                 |       |                |                                                                            |

|                  |                                  |       |                                    |                                                                                       |
| 8 september 1968 | EDO                              | 2 – 2 | NOAD                               | Stadion: Noordersportpark, Haarlem Toeschouwers: 2.000 Scheidsrechter: Charles Corver |
| 8 september 1968 | Chris Hendriks 50' Theo Blum 70' |       | 22' Bart Stovers 25' Ad Brekelmans | Stadion: Noordersportpark, Haarlem Toeschouwers: 2.000 Scheidsrechter: Charles Corver |
| 8 september 1968 |                                  |       |                                    | Stadion: Noordersportpark, Haarlem Toeschouwers: 2.000 Scheidsrechter: Charles Corver |
| 8 september 1968 |                                  |       |                                    | Stadion: Noordersportpark, Haarlem Toeschouwers: 2.000 Scheidsrechter: Charles Corver |
|                  |                                  |       |                                    |                                                                                       |

|                  |                 |       |            |                                                                                      |
| 8 september 1968 | Zwolsche Boys   | 1 – 0 | Heerenveen | Stadion: Gemeentelijk Sportpark, Zwolle Toeschouwers: 7.000 Scheidsrechter: Jan Beck |
| 8 september 1968 | Sietze Veen 11' |       |            | Stadion: Gemeentelijk Sportpark, Zwolle Toeschouwers: 7.000 Scheidsrechter: Jan Beck |
| 8 september 1968 |                 |       |            | Stadion: Gemeentelijk Sportpark, Zwolle Toeschouwers: 7.000 Scheidsrechter: Jan Beck |
| 8 september 1968 |                 |       |            | Stadion: Gemeentelijk Sportpark, Zwolle Toeschouwers: 7.000 Scheidsrechter: Jan Beck |
|                  |                 |       |            |                                                                                      |

|                  |                  |       |                  |                                                                                |
| 8 september 1968 | Baronie          | 1 – 1 | Limburgia        | Stadion: De Blauwe Kei, Breda Toeschouwers: 1.500 Scheidsrechter: Henk Weerink |
| 8 september 1968 | Ferry Pirard 62' |       | 60' Piet Hermans | Stadion: De Blauwe Kei, Breda Toeschouwers: 1.500 Scheidsrechter: Henk Weerink |
| 8 september 1968 |                  |       |                  | Stadion: De Blauwe Kei, Breda Toeschouwers: 1.500 Scheidsrechter: Henk Weerink |
| 8 september 1968 |                  |       |                  | Stadion: De Blauwe Kei, Breda Toeschouwers: 1.500 Scheidsrechter: Henk Weerink |
|                  |                  |       |                  |                                                                                |

|                  |                                   |       |                                          |                                                                                  |
| 8 september 1968 | Roda JC                           | 2 – 4 | Fortuna Vlaardingen                      | Stadion: Kaalheide, Kerkrade Toeschouwers: 5.000 Scheidsrechter: Martin Batelaan |
| 8 september 1968 | Dré Rijnders 13' Hens Fischer 75' |       | 34', 56' Jan Hordijk 58', 81' Piet Janse | Stadion: Kaalheide, Kerkrade Toeschouwers: 5.000 Scheidsrechter: Martin Batelaan |
| 8 september 1968 |                                   |       |                                          | Stadion: Kaalheide, Kerkrade Toeschouwers: 5.000 Scheidsrechter: Martin Batelaan |
| 8 september 1968 |                                   |       |                                          | Stadion: Kaalheide, Kerkrade Toeschouwers: 5.000 Scheidsrechter: Martin Batelaan |
|                  |                                   |       |                                          |                                                                                  |

|                  |                                                         |       |                  |                                                                           |
| 8 september 1968 | Hermes DVS                                              | 6 – 1 | PEC              | Stadion: Harga, Schiedam Toeschouwers: 1.000 Scheidsrechter: Henk Geurens |
| 8 september 1968 | Piet Teuling 8', 19', 75' Cees van Kooten 61', 68', 72' |       | 12' Eddy Brandes | Stadion: Harga, Schiedam Toeschouwers: 1.000 Scheidsrechter: Henk Geurens |
| 8 september 1968 |                                                         |       |                  | Stadion: Harga, Schiedam Toeschouwers: 1.000 Scheidsrechter: Henk Geurens |
| 8 september 1968 |                                                         |       |                  | Stadion: Harga, Schiedam Toeschouwers: 1.000 Scheidsrechter: Henk Geurens |
|                  |                                                         |       |                  |                                                                           |

|                  |                                                              |       |             |                                                                                        |
| 8 september 1968 | De Graafschap                                                | 4 – 0 | SC Gooiland | Stadion: De Vijverberg, Doetinchem Toeschouwers: 5.000 Scheidsrechter: Bernard Verbeek |
| 8 september 1968 | Franz Möllers 49' Theo van Londen 60' Henk Overgoor 80', 83' |       |             | Stadion: De Vijverberg, Doetinchem Toeschouwers: 5.000 Scheidsrechter: Bernard Verbeek |
| 8 september 1968 |                                                              |       |             | Stadion: De Vijverberg, Doetinchem Toeschouwers: 5.000 Scheidsrechter: Bernard Verbeek |
| 8 september 1968 |                                                              |       |             | Stadion: De Vijverberg, Doetinchem Toeschouwers: 5.000 Scheidsrechter: Bernard Verbeek |
|                  |                                                              |       |             |                                                                                        |

## Speelronde 5
|                   |                                                              |       |     |                                                                               |
| 22 september 1968 | Excelsior                                                    | 3 – 0 | EDO | Stadion: Woudestein, Rotterdam Toeschouwers: 3.500 Scheidsrechter: Jan Keizer |
| 22 september 1968 | Beb van der Heijden 19' Thijs Kwakkernaat 66' Rob Jacobs 80' |       |     | Stadion: Woudestein, Rotterdam Toeschouwers: 3.500 Scheidsrechter: Jan Keizer |
| 22 september 1968 |                                                              |       |     | Stadion: Woudestein, Rotterdam Toeschouwers: 3.500 Scheidsrechter: Jan Keizer |
| 22 september 1968 |                                                              |       |     | Stadion: Woudestein, Rotterdam Toeschouwers: 3.500 Scheidsrechter: Jan Keizer |
|                   |                                                              |       |     |                                                                               |

|                   |                |       |           |                                                                                 |
| 22 september 1968 | Velox          | 1 – 0 | Limburgia | Stadion: Galgenwaard, Utrecht Toeschouwers: 700 Scheidsrechter: Arie van Gemert |
| 22 september 1968 | Marco Cabo 80' |       |           | Stadion: Galgenwaard, Utrecht Toeschouwers: 700 Scheidsrechter: Arie van Gemert |
| 22 september 1968 |                |       |           | Stadion: Galgenwaard, Utrecht Toeschouwers: 700 Scheidsrechter: Arie van Gemert |
| 22 september 1968 |                |       |           | Stadion: Galgenwaard, Utrecht Toeschouwers: 700 Scheidsrechter: Arie van Gemert |
|                   |                |       |           |                                                                                 |

|                   |           |                 |               |                                                                                              |
| 22 september 1968 | SC Drente | 0 – 1           | Zwolsche Boys | Stadion: Mr. Ovingstraat, Klazienaveen Toeschouwers: 4.000 Scheidsrechter: Leo van der Kroft |
| 22 september 1968 |           | 75' Sietze Veen |               | Stadion: Mr. Ovingstraat, Klazienaveen Toeschouwers: 4.000 Scheidsrechter: Leo van der Kroft |
| 22 september 1968 |           |                 |               | Stadion: Mr. Ovingstraat, Klazienaveen Toeschouwers: 4.000 Scheidsrechter: Leo van der Kroft |
| 22 september 1968 |           |                 |               | Stadion: Mr. Ovingstraat, Klazienaveen Toeschouwers: 4.000 Scheidsrechter: Leo van der Kroft |
|                   |           |                 |               |                                                                                              |

|                   |                         |       |                                             |                                                                                 |
| 22 september 1968 | Roda JC                 | 2 – 4 | Baronie                                     | Stadion: Kaalheide, Kerkrade Toeschouwers: 3.000 Scheidsrechter: Charles Corver |
| 22 september 1968 | Uwe Blotenberg 15', 57' |       | 31', 43', 83' Ad Holleman 69' Cees Heijboer | Stadion: Kaalheide, Kerkrade Toeschouwers: 3.000 Scheidsrechter: Charles Corver |
| 22 september 1968 |                         |       |                                             | Stadion: Kaalheide, Kerkrade Toeschouwers: 3.000 Scheidsrechter: Charles Corver |
| 22 september 1968 |                         |       |                                             | Stadion: Kaalheide, Kerkrade Toeschouwers: 3.000 Scheidsrechter: Charles Corver |
|                   |                         |       |                                             |                                                                                 |

|                   |                                                                                  |       |                                                                                    |                                                                                           |
| 22 september 1968 | NOAD                                                                             | 4 – 4 | Hermes DVS                                                                         | Stadion: Gemeentelijk Sportpark, Tilburg Toeschouwers: 1.500 Scheidsrechter: Henk Weerink |
| 22 september 1968 | Jacques von Ranzow 10' Theo Netten 22' (pen.) Cas Janssens 25' Ad Brekelmans 70' |       | 38' (pen.) Joop Stuivenberg 45' Cees van Kooten 63' (e.d.) Hens Maas 83' Wim Klein | Stadion: Gemeentelijk Sportpark, Tilburg Toeschouwers: 1.500 Scheidsrechter: Henk Weerink |
| 22 september 1968 |                                                                                  |       |                                                                                    | Stadion: Gemeentelijk Sportpark, Tilburg Toeschouwers: 1.500 Scheidsrechter: Henk Weerink |
| 22 september 1968 |                                                                                  |       |                                                                                    | Stadion: Gemeentelijk Sportpark, Tilburg Toeschouwers: 1.500 Scheidsrechter: Henk Weerink |
|                   |                                                                                  |       |                                                                                    |                                                                                           |

|                   |            |       |               |                                                                             |
| 22 september 1968 | Heerenveen | 0 – 0 | De Graafschap | Stadion: Noord, Heerenveen Toeschouwers: 5.000 Scheidsrechter: Henk Geurens |
| 22 september 1968 |            |       |               | Stadion: Noord, Heerenveen Toeschouwers: 5.000 Scheidsrechter: Henk Geurens |
| 22 september 1968 |            |       |               | Stadion: Noord, Heerenveen Toeschouwers: 5.000 Scheidsrechter: Henk Geurens |
| 22 september 1968 |            |       |               | Stadion: Noord, Heerenveen Toeschouwers: 5.000 Scheidsrechter: Henk Geurens |
|                   |            |       |               |                                                                             |

|                   |                          |       |                   |                                                                              |
| 22 september 1968 | Fortuna Vlaardingen      | 1 – 1 | ZFC               | Stadion: Floreslaan, Vlaardingen Toeschouwers: 4.000 Scheidsrechter: Ton Bom |
| 22 september 1968 | Adrie van Oudheusden 70' |       | 85' Ab Ruitenbeek | Stadion: Floreslaan, Vlaardingen Toeschouwers: 4.000 Scheidsrechter: Ton Bom |
| 22 september 1968 |                          |       |                   | Stadion: Floreslaan, Vlaardingen Toeschouwers: 4.000 Scheidsrechter: Ton Bom |
| 22 september 1968 |                          |       |                   | Stadion: Floreslaan, Vlaardingen Toeschouwers: 4.000 Scheidsrechter: Ton Bom |
|                   |                          |       |                   |                                                                              |

|                   |                                                                |       |       |                                                                                       |
| 22 september 1968 | PEC                                                            | 5 – 0 | AGOVV | Stadion: Zwolle, De Vrolijkheid Toeschouwers: 2.000 Scheidsrechter: Gerrit Berrevoets |
| 22 september 1968 | Jan Fiechter 10' Theo Kok 13' Puck van der Horst 66', 72', 89' |       |       | Stadion: Zwolle, De Vrolijkheid Toeschouwers: 2.000 Scheidsrechter: Gerrit Berrevoets |
| 22 september 1968 |                                                                |       |       | Stadion: Zwolle, De Vrolijkheid Toeschouwers: 2.000 Scheidsrechter: Gerrit Berrevoets |
| 22 september 1968 |                                                                |       |       | Stadion: Zwolle, De Vrolijkheid Toeschouwers: 2.000 Scheidsrechter: Gerrit Berrevoets |
|                   |                                                                |       |       |                                                                                       |

|                   |                                  |       |        |                                                                                         |
| 22 september 1968 | SC Gooiland                      | 2 – 0 | FC VVV | Stadion: Gemeentelijk Sportpark, Hilversum Toeschouwers: 2.500 Scheidsrechter: Jan Beck |
| 22 september 1968 | Gerard Hogenbirk 60' (pen.), 72' |       |        | Stadion: Gemeentelijk Sportpark, Hilversum Toeschouwers: 2.500 Scheidsrechter: Jan Beck |
| 22 september 1968 |                                  |       |        | Stadion: Gemeentelijk Sportpark, Hilversum Toeschouwers: 2.500 Scheidsrechter: Jan Beck |
| 22 september 1968 |                                  |       |        | Stadion: Gemeentelijk Sportpark, Hilversum Toeschouwers: 2.500 Scheidsrechter: Jan Beck |
|                   |                                  |       |        |                                                                                         |

## Speelronde 6
|                   |                                                           |       |                    |                                                                                   |
| 29 september 1968 | ZFC                                                       | 3 – 1 | Roda JC            | Stadion: Westzanerdijk, Zaandam Toeschouwers: 1.500 Scheidsrechter: Siem Wellinga |
| 29 september 1968 | John Pfeiffer 52' (e.d.) Ab Ruitenbeek 67' Jan Beelen 85' |       | 73' Uwe Blotenberg | Stadion: Westzanerdijk, Zaandam Toeschouwers: 1.500 Scheidsrechter: Siem Wellinga |
| 29 september 1968 |                                                           |       |                    | Stadion: Westzanerdijk, Zaandam Toeschouwers: 1.500 Scheidsrechter: Siem Wellinga |
| 29 september 1968 |                                                           |       |                    | Stadion: Westzanerdijk, Zaandam Toeschouwers: 1.500 Scheidsrechter: Siem Wellinga |
|                   |                                                           |       |                    |                                                                                   |

|                   |                  |       |                                                  |                                                                      |
| 29 september 1968 | Hermes DVS       | 1 – 3 | Excelsior                                        | Stadion: Harga, Schiedam Toeschouwers: 3.500 Scheidsrechter: Ton Bom |
| 29 september 1968 | Piet Teuling 30' |       | 17' Beb van der Heijden 37' Eddy Blok Rob Jacobs | Stadion: Harga, Schiedam Toeschouwers: 3.500 Scheidsrechter: Ton Bom |
| 29 september 1968 |                  |       |                                                  | Stadion: Harga, Schiedam Toeschouwers: 3.500 Scheidsrechter: Ton Bom |
| 29 september 1968 |                  |       |                                                  | Stadion: Harga, Schiedam Toeschouwers: 3.500 Scheidsrechter: Ton Bom |
|                   |                  |       |                                                  |                                                                      |

|                   |                                                                    |       |                                    |                                                                                       |
| 29 september 1968 | De Graafschap                                                      | 4 – 2 | SC Drente                          | Stadion: De Vijverberg, Doetinchem Toeschouwers: 3.000 Scheidsrechter: Charles Corver |
| 29 september 1968 | Guus Hiddink Franz Möllers 23' Fred Jaski 42' Bennie Bartelink 75' |       | 7' Ab Groenewold 21' Tonny Roosken | Stadion: De Vijverberg, Doetinchem Toeschouwers: 3.000 Scheidsrechter: Charles Corver |
| 29 september 1968 |                                                                    |       |                                    | Stadion: De Vijverberg, Doetinchem Toeschouwers: 3.000 Scheidsrechter: Charles Corver |
| 29 september 1968 |                                                                    |       |                                    | Stadion: De Vijverberg, Doetinchem Toeschouwers: 3.000 Scheidsrechter: Charles Corver |
|                   |                                                                    |       |                                    |                                                                                       |

|                   |         |       |       |                                                                                     |
| 29 september 1968 | Baronie | 0 – 0 | Velox | Stadion: De Blauwe Kei, Breda Toeschouwers: 1.500 Scheidsrechter: Gerrit Berrevoets |
| 29 september 1968 |         |       |       | Stadion: De Blauwe Kei, Breda Toeschouwers: 1.500 Scheidsrechter: Gerrit Berrevoets |
| 29 september 1968 |         |       |       | Stadion: De Blauwe Kei, Breda Toeschouwers: 1.500 Scheidsrechter: Gerrit Berrevoets |
| 29 september 1968 |         |       |       | Stadion: De Blauwe Kei, Breda Toeschouwers: 1.500 Scheidsrechter: Gerrit Berrevoets |
|                   |         |       |       |                                                                                     |

|                   |                                        |       |      |                                                                                 |
| 29 september 1968 | AGOVV                                  | 2 – 0 | NOAD | Stadion: Berg & Bos, Apeldoorn Toeschouwers: 2.000 Scheidsrechter: Joop Mulders |
| 29 september 1968 | Herman Tiesselink 24' Frits Hoeben 83' |       |      | Stadion: Berg & Bos, Apeldoorn Toeschouwers: 2.000 Scheidsrechter: Joop Mulders |
| 29 september 1968 |                                        |       |      | Stadion: Berg & Bos, Apeldoorn Toeschouwers: 2.000 Scheidsrechter: Joop Mulders |
| 29 september 1968 |                                        |       |      | Stadion: Berg & Bos, Apeldoorn Toeschouwers: 2.000 Scheidsrechter: Joop Mulders |
|                   |                                        |       |      |                                                                                 |

|                   |                 |       |                  |                                                                              |
| 29 september 1968 | FC VVV          | 1 – 1 | Heerenveen       | Stadion: De Kraal, Venlo Toeschouwers: 1.500 Scheidsrechter: Martin Batelaan |
| 29 september 1968 | Jan Verbong 76' |       | 48' Henk Prinsen | Stadion: De Kraal, Venlo Toeschouwers: 1.500 Scheidsrechter: Martin Batelaan |
| 29 september 1968 |                 |       |                  | Stadion: De Kraal, Venlo Toeschouwers: 1.500 Scheidsrechter: Martin Batelaan |
| 29 september 1968 |                 |       |                  | Stadion: De Kraal, Venlo Toeschouwers: 1.500 Scheidsrechter: Martin Batelaan |
|                   |                 |       |                  |                                                                              |

|                   |     |       |                     |                                                                                 |
| 29 september 1968 | EDO | 0 – 0 | Fortuna Vlaardingen | Stadion: Noordersportpark, Haarlem Toeschouwers: 1.500 Scheidsrechter: Jan Beck |
| 29 september 1968 |     |       |                     | Stadion: Noordersportpark, Haarlem Toeschouwers: 1.500 Scheidsrechter: Jan Beck |
| 29 september 1968 |     |       |                     | Stadion: Noordersportpark, Haarlem Toeschouwers: 1.500 Scheidsrechter: Jan Beck |
| 29 september 1968 |     |       |                     | Stadion: Noordersportpark, Haarlem Toeschouwers: 1.500 Scheidsrechter: Jan Beck |
|                   |     |       |                     |                                                                                 |

|                   |               |                        |     |                                                                                           |
| 29 september 1968 | Zwolsche Boys | 0 – 1                  | PEC | Stadion: Gemeentelijk Sportpark, Zwolle Toeschouwers: 7.300 Scheidsrechter: Joop Vervoort |
| 29 september 1968 |               | 82' Puck van der Horst |     | Stadion: Gemeentelijk Sportpark, Zwolle Toeschouwers: 7.300 Scheidsrechter: Joop Vervoort |
| 29 september 1968 |               |                        |     | Stadion: Gemeentelijk Sportpark, Zwolle Toeschouwers: 7.300 Scheidsrechter: Joop Vervoort |
| 29 september 1968 |               |                        |     | Stadion: Gemeentelijk Sportpark, Zwolle Toeschouwers: 7.300 Scheidsrechter: Joop Vervoort |
|                   |               |                        |     |                                                                                           |

|                   |                  |       |                    |                                                                            |
| 29 september 1968 | Limburgia        | 1 – 1 | SC Gooiland        | Stadion: Venweg, Brunssum Toeschouwers: 1.500 Scheidsrechter: Henk Geurens |
| 29 september 1968 | Jacques Maas 10' |       | 43' Sveto Stanišić | Stadion: Venweg, Brunssum Toeschouwers: 1.500 Scheidsrechter: Henk Geurens |
| 29 september 1968 |                  |       |                    | Stadion: Venweg, Brunssum Toeschouwers: 1.500 Scheidsrechter: Henk Geurens |
| 29 september 1968 |                  |       |                    | Stadion: Venweg, Brunssum Toeschouwers: 1.500 Scheidsrechter: Henk Geurens |
|                   |                  |       |                    |                                                                            |

## Speelronde 7
|                |                                     |       |         |                                                                              |
| 6 oktober 1968 | ZFC                                 | 2 – 0 | Baronie | Stadion: Westzanerdijk, Zaandam Toeschouwers: 3.000 Scheidsrechter: Jan Beck |
| 6 oktober 1968 | Dirk-Jan van Zaane 2' Jan Beelen 4' |       |         | Stadion: Westzanerdijk, Zaandam Toeschouwers: 3.000 Scheidsrechter: Jan Beck |
| 6 oktober 1968 |                                     |       |         | Stadion: Westzanerdijk, Zaandam Toeschouwers: 3.000 Scheidsrechter: Jan Beck |
| 6 oktober 1968 |                                     |       |         | Stadion: Westzanerdijk, Zaandam Toeschouwers: 3.000 Scheidsrechter: Jan Beck |
|                |                                     |       |         |                                                                              |

|                |                                                       |       |                                         |                                                                                  |
| 6 oktober 1968 | Excelsior                                             | 4 – 2 | AGOVV                                   | Stadion: Woudestein, Rotterdam Toeschouwers: 4.500 Scheidsrechter: Siem Wellinga |
| 6 oktober 1968 | Rob Jacobs 32' (pen.), 70' Thijs Kwakkernaat 65', 85' |       | 18' Pauke Meijers 42' Aad van der Voort | Stadion: Woudestein, Rotterdam Toeschouwers: 4.500 Scheidsrechter: Siem Wellinga |
| 6 oktober 1968 |                                                       |       |                                         | Stadion: Woudestein, Rotterdam Toeschouwers: 4.500 Scheidsrechter: Siem Wellinga |
| 6 oktober 1968 |                                                       |       |                                         | Stadion: Woudestein, Rotterdam Toeschouwers: 4.500 Scheidsrechter: Siem Wellinga |
|                |                                                       |       |                                         |                                                                                  |

|                |                                        |       |                 |                                                                                         |
| 6 oktober 1968 | SC Drente                              | 3 – 1 | FC VVV          | Stadion: Mr. Ovingstraat, Klazienaveen Toeschouwers: 2.500 Scheidsrechter: Henk Geurens |
| 6 oktober 1968 | Ab Groenewold 22' Wout Bosman 82', 86' |       | 89' Jan Verbong | Stadion: Mr. Ovingstraat, Klazienaveen Toeschouwers: 2.500 Scheidsrechter: Henk Geurens |
| 6 oktober 1968 |                                        |       |                 | Stadion: Mr. Ovingstraat, Klazienaveen Toeschouwers: 2.500 Scheidsrechter: Henk Geurens |
| 6 oktober 1968 |                                        |       |                 | Stadion: Mr. Ovingstraat, Klazienaveen Toeschouwers: 2.500 Scheidsrechter: Henk Geurens |
|                |                                        |       |                 |                                                                                         |

|                |         |                       |     |                                                                                    |
| 6 oktober 1968 | Roda JC | 0 – 1                 | EDO | Stadion: Kaalheide, Kerkrade Toeschouwers: 2.800 Scheidsrechter: Gerrit Berrevoets |
| 6 oktober 1968 |         | 2' (pen.) Rob Bosdijk |     | Stadion: Kaalheide, Kerkrade Toeschouwers: 2.800 Scheidsrechter: Gerrit Berrevoets |
| 6 oktober 1968 |         |                       |     | Stadion: Kaalheide, Kerkrade Toeschouwers: 2.800 Scheidsrechter: Gerrit Berrevoets |
| 6 oktober 1968 |         |                       |     | Stadion: Kaalheide, Kerkrade Toeschouwers: 2.800 Scheidsrechter: Gerrit Berrevoets |
|                |         |                       |     |                                                                                    |

|                |                                            |       |               |                                                                                              |
| 6 oktober 1968 | NOAD                                       | 2 – 0 | Zwolsche Boys | Stadion: Gemeentelijk Sportpark, Tilburg Toeschouwers: 1.200 Scheidsrechter: Rinus Barmentlo |
| 6 oktober 1968 | Harrie van der Velden 39' Cas Janssens 72' |       |               | Stadion: Gemeentelijk Sportpark, Tilburg Toeschouwers: 1.200 Scheidsrechter: Rinus Barmentlo |
| 6 oktober 1968 |                                            |       |               | Stadion: Gemeentelijk Sportpark, Tilburg Toeschouwers: 1.200 Scheidsrechter: Rinus Barmentlo |
| 6 oktober 1968 |                                            |       |               | Stadion: Gemeentelijk Sportpark, Tilburg Toeschouwers: 1.200 Scheidsrechter: Rinus Barmentlo |
|                |                                            |       |               |                                                                                              |

|                |                  |       |           |                                                                             |
| 6 oktober 1968 | Heerenveen       | 1 – 0 | Limburgia | Stadion: Noord, Heerenveen Toeschouwers: 4.500 Scheidsrechter: Koen Brouwer |
| 6 oktober 1968 | Roel Huitema 84' |       |           | Stadion: Noord, Heerenveen Toeschouwers: 4.500 Scheidsrechter: Koen Brouwer |
| 6 oktober 1968 |                  |       |           | Stadion: Noord, Heerenveen Toeschouwers: 4.500 Scheidsrechter: Koen Brouwer |
| 6 oktober 1968 |                  |       |           | Stadion: Noord, Heerenveen Toeschouwers: 4.500 Scheidsrechter: Koen Brouwer |
|                |                  |       |           |                                                                             |

|                |                     |       |                             |                                                                                        |
| 6 oktober 1968 | Fortuna Vlaardingen | 1 – 1 | Hermes DVS                  | Stadion: Floreslaan, Vlaardingen Toeschouwers: 5.000 Scheidsrechter: Leo van der Kroft |
| 6 oktober 1968 | Ed Verweel 70'      |       | 88' (pen.) Joop Stuivenberg | Stadion: Floreslaan, Vlaardingen Toeschouwers: 5.000 Scheidsrechter: Leo van der Kroft |
| 6 oktober 1968 |                     |       |                             | Stadion: Floreslaan, Vlaardingen Toeschouwers: 5.000 Scheidsrechter: Leo van der Kroft |
| 6 oktober 1968 |                     |       |                             | Stadion: Floreslaan, Vlaardingen Toeschouwers: 5.000 Scheidsrechter: Leo van der Kroft |
|                |                     |       |                             |                                                                                        |

|                |     |                                                                       |               |                                                                                |
| 6 oktober 1968 | PEC | 0 – 5                                                                 | De Graafschap | Stadion: Zwolle, De Vrolijkheid Toeschouwers: 4.500 Scheidsrechter: Jan Regtop |
| 6 oktober 1968 |     | 32', 59' Franz Möllers 61' (pen.), 70' Guus Hiddink 76' Henk Overgoor |               | Stadion: Zwolle, De Vrolijkheid Toeschouwers: 4.500 Scheidsrechter: Jan Regtop |
| 6 oktober 1968 |     |                                                                       |               | Stadion: Zwolle, De Vrolijkheid Toeschouwers: 4.500 Scheidsrechter: Jan Regtop |
| 6 oktober 1968 |     |                                                                       |               | Stadion: Zwolle, De Vrolijkheid Toeschouwers: 4.500 Scheidsrechter: Jan Regtop |
|                |     |                                                                       |               |                                                                                |

|                |                      |       |                        |                                                                                             |
| 6 oktober 1968 | SC Gooiland          | 1 – 1 | Velox                  | Stadion: Gemeentelijk Sportpark, Hilversum Toeschouwers: 3.000 Scheidsrechter: Ad Boogaerts |
| 6 oktober 1968 | Gerard Hogenbirk 52' |       | 9' (e.d.) Joop Rooders | Stadion: Gemeentelijk Sportpark, Hilversum Toeschouwers: 3.000 Scheidsrechter: Ad Boogaerts |
| 6 oktober 1968 |                      |       |                        | Stadion: Gemeentelijk Sportpark, Hilversum Toeschouwers: 3.000 Scheidsrechter: Ad Boogaerts |
| 6 oktober 1968 |                      |       |                        | Stadion: Gemeentelijk Sportpark, Hilversum Toeschouwers: 3.000 Scheidsrechter: Ad Boogaerts |
|                |                      |       |                        |                                                                                             |

## Speelronde 8
|                 |                |       |                  |                                                                            |
| 13 oktober 1968 | Velox          | 1 – 1 | Heerenveen       | Stadion: Galgenwaard, Utrecht Toeschouwers: 1.500 Scheidsrechter: Jan Beck |
| 13 oktober 1968 | Marco Cabo 68' |       | 44' Roel Huitema | Stadion: Galgenwaard, Utrecht Toeschouwers: 1.500 Scheidsrechter: Jan Beck |
| 13 oktober 1968 |                |       |                  | Stadion: Galgenwaard, Utrecht Toeschouwers: 1.500 Scheidsrechter: Jan Beck |
| 13 oktober 1968 |                |       |                  | Stadion: Galgenwaard, Utrecht Toeschouwers: 1.500 Scheidsrechter: Jan Beck |
|                 |                |       |                  |                                                                            |

|                 |                               |       |                        |                                                                                       |
| 13 oktober 1968 | EDO                           | 2 – 1 | ZFC                    | Stadion: Noordersportpark, Haarlem Toeschouwers: 2.500 Scheidsrechter: Tjeerd Elsinga |
| 13 oktober 1968 | Rob Bosdijk 65' Cor Koene 82' |       | 15' Dirk-Jan van Zaane | Stadion: Noordersportpark, Haarlem Toeschouwers: 2.500 Scheidsrechter: Tjeerd Elsinga |
| 13 oktober 1968 |                               |       |                        | Stadion: Noordersportpark, Haarlem Toeschouwers: 2.500 Scheidsrechter: Tjeerd Elsinga |
| 13 oktober 1968 |                               |       |                        | Stadion: Noordersportpark, Haarlem Toeschouwers: 2.500 Scheidsrechter: Tjeerd Elsinga |
|                 |                               |       |                        |                                                                                       |

|                 |               |                                 |           |                                                                                            |
| 13 oktober 1968 | Zwolsche Boys | 0 – 3                           | Excelsior | Stadion: Gemeentelijk Sportpark, Zwolle Toeschouwers: 3.500 Scheidsrechter: Charles Corver |
| 13 oktober 1968 |               | 27', 51', 84' Thijs Kwakkernaat |           | Stadion: Gemeentelijk Sportpark, Zwolle Toeschouwers: 3.500 Scheidsrechter: Charles Corver |
| 13 oktober 1968 |               |                                 |           | Stadion: Gemeentelijk Sportpark, Zwolle Toeschouwers: 3.500 Scheidsrechter: Charles Corver |
| 13 oktober 1968 |               |                                 |           | Stadion: Gemeentelijk Sportpark, Zwolle Toeschouwers: 3.500 Scheidsrechter: Charles Corver |
|                 |               |                                 |           |                                                                                            |

|                 |                                       |       |                                        |                                                                                 |
| 13 oktober 1968 | Limburgia                             | 3 – 2 | SC Drente                              | Stadion: Venweg, Brunssum Toeschouwers: 3.000 Scheidsrechter: Gerrit Berrevoets |
| 13 oktober 1968 | Anton Dormans 46', 48' Wim Vrösch 63' |       | 68' Gerrie de Jonge 73' Henk de Groote | Stadion: Venweg, Brunssum Toeschouwers: 3.000 Scheidsrechter: Gerrit Berrevoets |
| 13 oktober 1968 |                                       |       |                                        | Stadion: Venweg, Brunssum Toeschouwers: 3.000 Scheidsrechter: Gerrit Berrevoets |
| 13 oktober 1968 |                                       |       |                                        | Stadion: Venweg, Brunssum Toeschouwers: 3.000 Scheidsrechter: Gerrit Berrevoets |
|                 |                                       |       |                                        |                                                                                 |

|                 |                                        |       |                      |                                                                        |
| 13 oktober 1968 | Hermes DVS                             | 3 – 1 | Roda JC              | Stadion: Harga, Schiedam Toeschouwers: 1.200 Scheidsrechter: Henk Vlug |
| 13 oktober 1968 | Cees van Kooten 31', 60' Wim Klein 42' |       | 48' Wim Langenhuizen | Stadion: Harga, Schiedam Toeschouwers: 1.200 Scheidsrechter: Henk Vlug |
| 13 oktober 1968 |                                        |       |                      | Stadion: Harga, Schiedam Toeschouwers: 1.200 Scheidsrechter: Henk Vlug |
| 13 oktober 1968 |                                        |       |                      | Stadion: Harga, Schiedam Toeschouwers: 1.200 Scheidsrechter: Henk Vlug |
|                 |                                        |       |                      |                                                                        |

|                 |                                         |       |                     |                                                                                      |
| 13 oktober 1968 | De Graafschap                           | 3 – 1 | NOAD                | Stadion: De Vijverberg, Doetinchem Toeschouwers: 6.500 Scheidsrechter: Siem Wellinga |
| 13 oktober 1968 | Guus Hiddink 18', 67' Franz Möllers 36' |       | 38' Aad van der Pas | Stadion: De Vijverberg, Doetinchem Toeschouwers: 6.500 Scheidsrechter: Siem Wellinga |
| 13 oktober 1968 |                                         |       |                     | Stadion: De Vijverberg, Doetinchem Toeschouwers: 6.500 Scheidsrechter: Siem Wellinga |
| 13 oktober 1968 |                                         |       |                     | Stadion: De Vijverberg, Doetinchem Toeschouwers: 6.500 Scheidsrechter: Siem Wellinga |
|                 |                                         |       |                     |                                                                                      |

|                 |       |                               |                     |                                                                                 |
| 13 oktober 1968 | AGOVV | 0 – 2                         | Fortuna Vlaardingen | Stadion: Berg & Bos, Apeldoorn Toeschouwers: 3.500 Scheidsrechter: Henk Weerink |
| 13 oktober 1968 |       | 56' Jan Bouman 87' Piet Janse |                     | Stadion: Berg & Bos, Apeldoorn Toeschouwers: 3.500 Scheidsrechter: Henk Weerink |
| 13 oktober 1968 |       |                               |                     | Stadion: Berg & Bos, Apeldoorn Toeschouwers: 3.500 Scheidsrechter: Henk Weerink |
| 13 oktober 1968 |       |                               |                     | Stadion: Berg & Bos, Apeldoorn Toeschouwers: 3.500 Scheidsrechter: Henk Weerink |
|                 |       |                               |                     |                                                                                 |

|                 |                                                                        |       |                                                |                                                                              |
| 13 oktober 1968 | FC VVV                                                                 | 5 – 3 | PEC                                            | Stadion: De Kraal, Venlo Toeschouwers: 3.500 Scheidsrechter: Rinus Barmentlo |
| 13 oktober 1968 | Wim Wijnands 28' Frans Derix 49', 87' Don Burhenne 58' Jan Verbong 60' |       | 9' Theo Kok 15' Jan Fiechter 75' Benny Carelsz | Stadion: De Kraal, Venlo Toeschouwers: 3.500 Scheidsrechter: Rinus Barmentlo |
| 13 oktober 1968 |                                                                        |       |                                                | Stadion: De Kraal, Venlo Toeschouwers: 3.500 Scheidsrechter: Rinus Barmentlo |
| 13 oktober 1968 |                                                                        |       |                                                | Stadion: De Kraal, Venlo Toeschouwers: 3.500 Scheidsrechter: Rinus Barmentlo |
|                 |                                                                        |       |                                                |                                                                              |

|                 |                                                                                                   |       |             |                                                                                    |
| 13 oktober 1968 | Baronie                                                                                           | 7 – 0 | SC Gooiland | Stadion: De Blauwe Kei, Breda Toeschouwers: 1.500 Scheidsrechter: Gerard Klaassens |
| 13 oktober 1968 | Kees van Ierssel 7' Cees Heijboer 8', 22' Piet Maas 12' Ad Holleman 19', 68' Rini van Zundert 81' |       |             | Stadion: De Blauwe Kei, Breda Toeschouwers: 1.500 Scheidsrechter: Gerard Klaassens |
| 13 oktober 1968 |                                                                                                   |       |             | Stadion: De Blauwe Kei, Breda Toeschouwers: 1.500 Scheidsrechter: Gerard Klaassens |
| 13 oktober 1968 |                                                                                                   |       |             | Stadion: De Blauwe Kei, Breda Toeschouwers: 1.500 Scheidsrechter: Gerard Klaassens |
|                 |                                                                                                   |       |             |                                                                                    |

## Speelronde 9
|                 |     |       |            |                                                                                  |
| 20 oktober 1968 | ZFC | 0 – 0 | Hermes DVS | Stadion: Westzanerdijk, Zaandam Toeschouwers: 2.000 Scheidsrechter: Theo Boosten |
| 20 oktober 1968 |     |       |            | Stadion: Westzanerdijk, Zaandam Toeschouwers: 2.000 Scheidsrechter: Theo Boosten |
| 20 oktober 1968 |     |       |            | Stadion: Westzanerdijk, Zaandam Toeschouwers: 2.000 Scheidsrechter: Theo Boosten |
| 20 oktober 1968 |     |       |            | Stadion: Westzanerdijk, Zaandam Toeschouwers: 2.000 Scheidsrechter: Theo Boosten |
|                 |     |       |            |                                                                                  |

|                 |                    |       |                 |                                                                              |
| 20 oktober 1968 | Excelsior          | 1 – 1 | De Graafschap   | Stadion: Woudestein, Rotterdam Toeschouwers: 6.000 Scheidsrechter: Henk Vlug |
| 20 oktober 1968 | Thijs Libregts 34' |       | 1' Guus Hiddink | Stadion: Woudestein, Rotterdam Toeschouwers: 6.000 Scheidsrechter: Henk Vlug |
| 20 oktober 1968 |                    |       |                 | Stadion: Woudestein, Rotterdam Toeschouwers: 6.000 Scheidsrechter: Henk Vlug |
| 20 oktober 1968 |                    |       |                 | Stadion: Woudestein, Rotterdam Toeschouwers: 6.000 Scheidsrechter: Henk Vlug |
|                 |                    |       |                 |                                                                              |

|                 |                                                                                           |       |                                   |                                                                                  |
| 20 oktober 1968 | Roda JC                                                                                   | 5 – 2 | AGOVV                             | Stadion: Kaalheide, Kerkrade Toeschouwers: 1.800 Scheidsrechter: Bernard Verbeek |
| 20 oktober 1968 | Hens Fischer 32' Uwe Blotenberg 41' Leo van der Linden 57', 73' Fred Gillissen 89' (pen.) |       | 8' Pauke Meijers 18' Frits Hoeben | Stadion: Kaalheide, Kerkrade Toeschouwers: 1.800 Scheidsrechter: Bernard Verbeek |
| 20 oktober 1968 |                                                                                           |       |                                   | Stadion: Kaalheide, Kerkrade Toeschouwers: 1.800 Scheidsrechter: Bernard Verbeek |
| 20 oktober 1968 |                                                                                           |       |                                   | Stadion: Kaalheide, Kerkrade Toeschouwers: 1.800 Scheidsrechter: Bernard Verbeek |
|                 |                                                                                           |       |                                   |                                                                                  |

|                 |      |       |        |                                                                                             |
| 20 oktober 1968 | NOAD | 0 – 0 | FC VVV | Stadion: Gemeentelijk Sportpark, Tilburg Toeschouwers: 1.200 Scheidsrechter: Charles Corver |
| 20 oktober 1968 |      |       |        | Stadion: Gemeentelijk Sportpark, Tilburg Toeschouwers: 1.200 Scheidsrechter: Charles Corver |
| 20 oktober 1968 |      |       |        | Stadion: Gemeentelijk Sportpark, Tilburg Toeschouwers: 1.200 Scheidsrechter: Charles Corver |
| 20 oktober 1968 |      |       |        | Stadion: Gemeentelijk Sportpark, Tilburg Toeschouwers: 1.200 Scheidsrechter: Charles Corver |
|                 |      |       |        |                                                                                             |

|                 |                                       |       |                                        |                                                                                |
| 20 oktober 1968 | Heerenveen                            | 2 – 2 | SC Gooiland                            | Stadion: Noord, Heerenveen Toeschouwers: 5.000 Scheidsrechter: Janus Aalbrecht |
| 20 oktober 1968 | Thomas Haan 18' (pen.) Eise Bosma 43' |       | 20' Eddy Westbroek 87' Wim Riechelmann | Stadion: Noord, Heerenveen Toeschouwers: 5.000 Scheidsrechter: Janus Aalbrecht |
| 20 oktober 1968 |                                       |       |                                        | Stadion: Noord, Heerenveen Toeschouwers: 5.000 Scheidsrechter: Janus Aalbrecht |
| 20 oktober 1968 |                                       |       |                                        | Stadion: Noord, Heerenveen Toeschouwers: 5.000 Scheidsrechter: Janus Aalbrecht |
|                 |                                       |       |                                        |                                                                                |

|                 |                                  |       |         |                                                                                     |
| 20 oktober 1968 | EDO                              | 2 – 0 | Baronie | Stadion: Noordersportpark, Haarlem Toeschouwers: 1.500 Scheidsrechter: Henk Geurens |
| 20 oktober 1968 | Rob Bosdijk 20' Bert Slisser 62' |       |         | Stadion: Noordersportpark, Haarlem Toeschouwers: 1.500 Scheidsrechter: Henk Geurens |
| 20 oktober 1968 |                                  |       |         | Stadion: Noordersportpark, Haarlem Toeschouwers: 1.500 Scheidsrechter: Henk Geurens |
| 20 oktober 1968 |                                  |       |         | Stadion: Noordersportpark, Haarlem Toeschouwers: 1.500 Scheidsrechter: Henk Geurens |
|                 |                                  |       |         |                                                                                     |

|                 |                     |       |               |                                                                                        |
| 20 oktober 1968 | Fortuna Vlaardingen | 0 – 0 | Zwolsche Boys | Stadion: Floreslaan, Vlaardingen Toeschouwers: 3.500 Scheidsrechter: Gerrit Berrevoets |
| 20 oktober 1968 |                     |       |               | Stadion: Floreslaan, Vlaardingen Toeschouwers: 3.500 Scheidsrechter: Gerrit Berrevoets |
| 20 oktober 1968 |                     |       |               | Stadion: Floreslaan, Vlaardingen Toeschouwers: 3.500 Scheidsrechter: Gerrit Berrevoets |
| 20 oktober 1968 |                     |       |               | Stadion: Floreslaan, Vlaardingen Toeschouwers: 3.500 Scheidsrechter: Gerrit Berrevoets |
|                 |                     |       |               |                                                                                        |

|                 |     |                                          |           |                                                                                |
| 20 oktober 1968 | PEC | 0 – 3                                    | Limburgia | Stadion: Zwolle, De Vrolijkheid Toeschouwers: 2.000 Scheidsrechter: Jan Keizer |
| 20 oktober 1968 |     | 16', 82' Willy Coolen 59' Ferdi Schreven |           | Stadion: Zwolle, De Vrolijkheid Toeschouwers: 2.000 Scheidsrechter: Jan Keizer |
| 20 oktober 1968 |     |                                          |           | Stadion: Zwolle, De Vrolijkheid Toeschouwers: 2.000 Scheidsrechter: Jan Keizer |
| 20 oktober 1968 |     |                                          |           | Stadion: Zwolle, De Vrolijkheid Toeschouwers: 2.000 Scheidsrechter: Jan Keizer |
|                 |     |                                          |           |                                                                                |

|                 |                                                                                          |       |                                           |                                                                                          |
| 20 oktober 1968 | SC Drente                                                                                | 7 – 2 | Velox                                     | Stadion: Mr. Ovingstraat, Klazienaveen Toeschouwers: 3.000 Scheidsrechter: Siem Wellinga |
| 20 oktober 1968 | Tonny Roosken 46', 82' Wout Bosman 55', 76' Frens Doldersum 57' Gerrie de Jonge 75', 89' |       | 37' Harrie Hilverts 65' Willem van Arnhem | Stadion: Mr. Ovingstraat, Klazienaveen Toeschouwers: 3.000 Scheidsrechter: Siem Wellinga |
| 20 oktober 1968 |                                                                                          |       |                                           | Stadion: Mr. Ovingstraat, Klazienaveen Toeschouwers: 3.000 Scheidsrechter: Siem Wellinga |
| 20 oktober 1968 |                                                                                          |       |                                           | Stadion: Mr. Ovingstraat, Klazienaveen Toeschouwers: 3.000 Scheidsrechter: Siem Wellinga |
|                 |                                                                                          |       |                                           |                                                                                          |

## Speelronde 10
|                 |                                                                                               |       |                  |                                                                              |
| 3 november 1968 | Velox                                                                                         | 5 – 1 | PEC              | Stadion: Galgenwaard, Utrecht Toeschouwers: 500 Scheidsrechter: Joop Mulders |
| 3 november 1968 | Harrie Hilverts 3' Cor Adelaar 43' Paul Behm 49' Gerard Matthijssen 72' Cees van den Berg 88' |       | 64' Ben Hendriks | Stadion: Galgenwaard, Utrecht Toeschouwers: 500 Scheidsrechter: Joop Mulders |
| 3 november 1968 |                                                                                               |       |                  | Stadion: Galgenwaard, Utrecht Toeschouwers: 500 Scheidsrechter: Joop Mulders |
| 3 november 1968 |                                                                                               |       |                  | Stadion: Galgenwaard, Utrecht Toeschouwers: 500 Scheidsrechter: Joop Mulders |
|                 |                                                                                               |       |                  |                                                                              |

|                 |                                          |       |                                         |                                                                            |
| 3 november 1968 | Hermes DVS                               | 2 – 3 | EDO                                     | Stadion: Harga, Schiedam Toeschouwers: 1.200 Scheidsrechter: Siem Wellinga |
| 3 november 1968 | Joop Stuivenberg 15' Cees van Kooten 60' |       | 43', 61' (pen.), 63' (pen.) Rob Bosdijk | Stadion: Harga, Schiedam Toeschouwers: 1.200 Scheidsrechter: Siem Wellinga |
| 3 november 1968 |                                          |       |                                         | Stadion: Harga, Schiedam Toeschouwers: 1.200 Scheidsrechter: Siem Wellinga |
| 3 november 1968 |                                          |       |                                         | Stadion: Harga, Schiedam Toeschouwers: 1.200 Scheidsrechter: Siem Wellinga |
|                 |                                          |       |                                         |                                                                            |

|                 |                  |       |                     |                                                                                     |
| 3 november 1968 | De Graafschap    | 1 – 1 | Fortuna Vlaardingen | Stadion: De Vijverberg, Doetinchem Toeschouwers: 10.000 Scheidsrechter: Wim Schalks |
| 3 november 1968 | Henk Overgoor 5' |       | 14' Jan Bouman      | Stadion: De Vijverberg, Doetinchem Toeschouwers: 10.000 Scheidsrechter: Wim Schalks |
| 3 november 1968 |                  |       |                     | Stadion: De Vijverberg, Doetinchem Toeschouwers: 10.000 Scheidsrechter: Wim Schalks |
| 3 november 1968 |                  |       |                     | Stadion: De Vijverberg, Doetinchem Toeschouwers: 10.000 Scheidsrechter: Wim Schalks |
|                 |                  |       |                     |                                                                                     |

|                 |       |                                       |     |                                                                                 |
| 3 november 1968 | AGOVV | 0 – 2                                 | ZFC | Stadion: Berg & Bos, Apeldoorn Toeschouwers: 1.500 Scheidsrechter: Henk Geurens |
| 3 november 1968 |       | 14' Dirk-Jan van Zaane 26' Jan Beelen |     | Stadion: Berg & Bos, Apeldoorn Toeschouwers: 1.500 Scheidsrechter: Henk Geurens |
| 3 november 1968 |       |                                       |     | Stadion: Berg & Bos, Apeldoorn Toeschouwers: 1.500 Scheidsrechter: Henk Geurens |
| 3 november 1968 |       |                                       |     | Stadion: Berg & Bos, Apeldoorn Toeschouwers: 1.500 Scheidsrechter: Henk Geurens |
|                 |       |                                       |     |                                                                                 |

|                 |                                                  |       |                  |                                                                         |
| 3 november 1968 | FC VVV                                           | 3 – 1 | Excelsior        | Stadion: De Kraal, Venlo Toeschouwers: 2.500 Scheidsrechter: Jan Regtop |
| 3 november 1968 | Jan Verbong 44' Frans Derix 78' Wim Wijnands 84' |       | 30' Hans Bassant | Stadion: De Kraal, Venlo Toeschouwers: 2.500 Scheidsrechter: Jan Regtop |
| 3 november 1968 |                                                  |       |                  | Stadion: De Kraal, Venlo Toeschouwers: 2.500 Scheidsrechter: Jan Regtop |
| 3 november 1968 |                                                  |       |                  | Stadion: De Kraal, Venlo Toeschouwers: 2.500 Scheidsrechter: Jan Regtop |
|                 |                                                  |       |                  |                                                                         |

|                 |                                    |       |           |                                                                                              |
| 3 november 1968 | SC Gooiland                        | 2 – 0 | SC Drente | Stadion: Gemeentelijk Sportpark, Hilversum Toeschouwers: 2.000 Scheidsrechter: Joop Vervoort |
| 3 november 1968 | Eddy Westbroek 15' Joop Hollak 83' |       |           | Stadion: Gemeentelijk Sportpark, Hilversum Toeschouwers: 2.000 Scheidsrechter: Joop Vervoort |
| 3 november 1968 |                                    |       |           | Stadion: Gemeentelijk Sportpark, Hilversum Toeschouwers: 2.000 Scheidsrechter: Joop Vervoort |
| 3 november 1968 |                                    |       |           | Stadion: Gemeentelijk Sportpark, Hilversum Toeschouwers: 2.000 Scheidsrechter: Joop Vervoort |
|                 |                                    |       |           |                                                                                              |

|                 |                                                    |       |                                                         |                                                                                          |
| 3 november 1968 | Zwolsche Boys                                      | 3 – 5 | Roda JC                                                 | Stadion: Gemeentelijk Sportpark, Zwolle Toeschouwers: 1.500 Scheidsrechter: Henk Weerink |
| 3 november 1968 | Adrie Vogel 73' Jan Welles 86' Wojo Gardašević 87' |       | 3', 12', 61', 68' Leo van der Linden 71' Fred Gillissen | Stadion: Gemeentelijk Sportpark, Zwolle Toeschouwers: 1.500 Scheidsrechter: Henk Weerink |
| 3 november 1968 |                                                    |       |                                                         | Stadion: Gemeentelijk Sportpark, Zwolle Toeschouwers: 1.500 Scheidsrechter: Henk Weerink |
| 3 november 1968 |                                                    |       |                                                         | Stadion: Gemeentelijk Sportpark, Zwolle Toeschouwers: 1.500 Scheidsrechter: Henk Weerink |
|                 |                                                    |       |                                                         |                                                                                          |

|                 |                  |       |      |                                                                             |
| 3 november 1968 | Limburgia        | 1 – 0 | NOAD | Stadion: Venweg, Brunssum Toeschouwers: 2.000 Scheidsrechter: Siem Wellinga |
| 3 november 1968 | Willy Coolen 35' |       |      | Stadion: Venweg, Brunssum Toeschouwers: 2.000 Scheidsrechter: Siem Wellinga |
| 3 november 1968 |                  |       |      | Stadion: Venweg, Brunssum Toeschouwers: 2.000 Scheidsrechter: Siem Wellinga |
| 3 november 1968 |                  |       |      | Stadion: Venweg, Brunssum Toeschouwers: 2.000 Scheidsrechter: Siem Wellinga |
|                 |                  |       |      |                                                                             |

|                 |                      |       |            |                                                                                  |
| 3 november 1968 | Baronie              | 1 – 0 | Heerenveen | Stadion: De Blauwe Kei, Breda Toeschouwers: 1.000 Scheidsrechter: Charles Corver |
| 3 november 1968 | Kees van Ierssel 20' |       |            | Stadion: De Blauwe Kei, Breda Toeschouwers: 1.000 Scheidsrechter: Charles Corver |
| 3 november 1968 |                      |       |            | Stadion: De Blauwe Kei, Breda Toeschouwers: 1.000 Scheidsrechter: Charles Corver |
| 3 november 1968 |                      |       |            | Stadion: De Blauwe Kei, Breda Toeschouwers: 1.000 Scheidsrechter: Charles Corver |
|                 |                      |       |            |                                                                                  |

## Speelronde 11
|                  |                     |       |                |                                                                                       |
| 17 november 1968 | ZFC                 | 1 – 1 | Zwolsche Boys  | Stadion: Westzanerdijk, Zaandam Toeschouwers: 3.000 Scheidsrechter: Gerrit Berrevoets |
| 17 november 1968 | Abe van den Ban 70' |       | 57' Jan Welles | Stadion: Westzanerdijk, Zaandam Toeschouwers: 3.000 Scheidsrechter: Gerrit Berrevoets |
| 17 november 1968 |                     |       |                | Stadion: Westzanerdijk, Zaandam Toeschouwers: 3.000 Scheidsrechter: Gerrit Berrevoets |
| 17 november 1968 |                     |       |                | Stadion: Westzanerdijk, Zaandam Toeschouwers: 3.000 Scheidsrechter: Gerrit Berrevoets |
|                  |                     |       |                |                                                                                       |

|                  |                       |       |                 |                                                                                 |
| 17 november 1968 | Excelsior             | 1 – 1 | Limburgia       | Stadion: Woudestein, Rotterdam Toeschouwers: 2.000 Scheidsrechter: Henk Weerink |
| 17 november 1968 | Thijs Kwakkernaat 56' |       | 4' Piet Hermans | Stadion: Woudestein, Rotterdam Toeschouwers: 2.000 Scheidsrechter: Henk Weerink |
| 17 november 1968 |                       |       |                 | Stadion: Woudestein, Rotterdam Toeschouwers: 2.000 Scheidsrechter: Henk Weerink |
| 17 november 1968 |                       |       |                 | Stadion: Woudestein, Rotterdam Toeschouwers: 2.000 Scheidsrechter: Henk Weerink |
|                  |                       |       |                 |                                                                                 |

|                  | |       |                                                 |                                                                              |
| 17 november 1968 | Hermes DVS                                                                                             | 5 – 3 | Baronie                                         | Stadion: Harga, Schiedam Toeschouwers: 7.500 Scheidsrechter: Martin Batelaan |
| 17 november 1968 | Wim Klein 20' Piet Teuling 71' Frits van Ierland 72' (e.d.) Cees van Kooten 76' Jaap van de Griend 79' |       | 7' Cees Heijboer 37' Ferry Pirard 86' Piet Maas | Stadion: Harga, Schiedam Toeschouwers: 7.500 Scheidsrechter: Martin Batelaan |
| 17 november 1968 | |       |                                                 | Stadion: Harga, Schiedam Toeschouwers: 7.500 Scheidsrechter: Martin Batelaan |
| 17 november 1968 | |       |                                                 | Stadion: Harga, Schiedam Toeschouwers: 7.500 Scheidsrechter: Martin Batelaan |
|                  | |       |                                                 |                                                                              |

|                  |                                     |       |               |                                                                                  |
| 17 november 1968 | Roda JC                             | 2 – 0 | De Graafschap | Stadion: Kaalheide, Kerkrade Toeschouwers: 2.500 Scheidsrechter: Rinus Barmentlo |
| 17 november 1968 | Walter Kousen 3' Uwe Blotenberg 70' |       |               | Stadion: Kaalheide, Kerkrade Toeschouwers: 2.500 Scheidsrechter: Rinus Barmentlo |
| 17 november 1968 |                                     |       |               | Stadion: Kaalheide, Kerkrade Toeschouwers: 2.500 Scheidsrechter: Rinus Barmentlo |
| 17 november 1968 |                                     |       |               | Stadion: Kaalheide, Kerkrade Toeschouwers: 2.500 Scheidsrechter: Rinus Barmentlo |
|                  |                                     |       |               |                                                                                  |

|                  |                                                              |       |                   |                                                                                         |
| 17 november 1968 | NOAD                                                         | 3 – 1 | Velox             | Stadion: Gemeentelijk Sportpark, Tilburg Toeschouwers: 500 Scheidsrechter: Henk Geurens |
| 17 november 1968 | Cas Janssens 15' Harrie van der Velden 47' Ad Brekelmans 63' |       | 31' Piet de Vries | Stadion: Gemeentelijk Sportpark, Tilburg Toeschouwers: 500 Scheidsrechter: Henk Geurens |
| 17 november 1968 |                                                              |       |                   | Stadion: Gemeentelijk Sportpark, Tilburg Toeschouwers: 500 Scheidsrechter: Henk Geurens |
| 17 november 1968 |                                                              |       |                   | Stadion: Gemeentelijk Sportpark, Tilburg Toeschouwers: 500 Scheidsrechter: Henk Geurens |
|                  |                                                              |       |                   |                                                                                         |

|                  |                                      |       |                      |                                                                                 |
| 17 november 1968 | EDO                                  | 3 – 1 | AGOVV                | Stadion: Noordersportpark, Haarlem Toeschouwers: 1.500 Scheidsrechter: Jan Beck |
| 17 november 1968 | Joop Koene 25' Bert Slisser 87', 88' |       | 85' Hans van Houttum | Stadion: Noordersportpark, Haarlem Toeschouwers: 1.500 Scheidsrechter: Jan Beck |
| 17 november 1968 |                                      |       |                      | Stadion: Noordersportpark, Haarlem Toeschouwers: 1.500 Scheidsrechter: Jan Beck |
| 17 november 1968 |                                      |       |                      | Stadion: Noordersportpark, Haarlem Toeschouwers: 1.500 Scheidsrechter: Jan Beck |
|                  |                                      |       |                      |                                                                                 |

|                  |                                         |       |        |                                                                                    |
| 17 november 1968 | Fortuna Vlaardingen                     | 2 – 0 | FC VVV | Stadion: Floreslaan, Vlaardingen Toeschouwers: 1.500 Scheidsrechter: Siem Wellinga |
| 17 november 1968 | Maarten van der Zwan 28' Jan Bouman 38' |       |        | Stadion: Floreslaan, Vlaardingen Toeschouwers: 1.500 Scheidsrechter: Siem Wellinga |
| 17 november 1968 |                                         |       |        | Stadion: Floreslaan, Vlaardingen Toeschouwers: 1.500 Scheidsrechter: Siem Wellinga |
| 17 november 1968 |                                         |       |        | Stadion: Floreslaan, Vlaardingen Toeschouwers: 1.500 Scheidsrechter: Siem Wellinga |
|                  |                                         |       |        |                                                                                    |

|                  |                                      |       |                         |                                                                                    |
| 17 november 1968 | PEC                                  | 2 – 2 | SC Gooiland             | Stadion: Zwolle, De Vrolijkheid Toeschouwers: 1.500 Scheidsrechter: Charles Corver |
| 17 november 1968 | Puck van der Horst 19' Cees Kick 37' |       | 59', 84' Henk Kanselaar | Stadion: Zwolle, De Vrolijkheid Toeschouwers: 1.500 Scheidsrechter: Charles Corver |
| 17 november 1968 |                                      |       |                         | Stadion: Zwolle, De Vrolijkheid Toeschouwers: 1.500 Scheidsrechter: Charles Corver |
| 17 november 1968 |                                      |       |                         | Stadion: Zwolle, De Vrolijkheid Toeschouwers: 1.500 Scheidsrechter: Charles Corver |
|                  |                                      |       |                         |                                                                                    |

|                  |                          |       |            |                                                                                            |
| 17 november 1968 | SC Drente                | 2 – 0 | Heerenveen | Stadion: Mr. Ovingstraat, Klazienaveen Toeschouwers: 2.500 Scheidsrechter: Bernard Verbeek |
| 17 november 1968 | Frens Doldersum 67', 68' |       |            | Stadion: Mr. Ovingstraat, Klazienaveen Toeschouwers: 2.500 Scheidsrechter: Bernard Verbeek |
| 17 november 1968 |                          |       |            | Stadion: Mr. Ovingstraat, Klazienaveen Toeschouwers: 2.500 Scheidsrechter: Bernard Verbeek |
| 17 november 1968 |                          |       |            | Stadion: Mr. Ovingstraat, Klazienaveen Toeschouwers: 2.500 Scheidsrechter: Bernard Verbeek |
|                  |                          |       |            |                                                                                            |

## Speelronde 12
|                  |                                     |       |           |                                                                                     |
| 24 november 1968 | Velox                               | 2 – 0 | Excelsior | Stadion: Galgenwaard, Utrecht Toeschouwers: 1.500 Scheidsrechter: Leo van der Kroft |
| 24 november 1968 | Harrie Hilverts 36' Cor Adelaar 44' |       |           | Stadion: Galgenwaard, Utrecht Toeschouwers: 1.500 Scheidsrechter: Leo van der Kroft |
| 24 november 1968 |                                     |       |           | Stadion: Galgenwaard, Utrecht Toeschouwers: 1.500 Scheidsrechter: Leo van der Kroft |
| 24 november 1968 |                                     |       |           | Stadion: Galgenwaard, Utrecht Toeschouwers: 1.500 Scheidsrechter: Leo van der Kroft |
|                  |                                     |       |           |                                                                                     |

|                  |                                 |       |     |                                                                                        |
| 24 november 1968 | De Graafschap                   | 2 – 0 | ZFC | Stadion: De Vijverberg, Doetinchem Toeschouwers: 5.000 Scheidsrechter: Bernard Verbeek |
| 24 november 1968 | Franz Möllers 6' Fred Jaski 44' |       |     | Stadion: De Vijverberg, Doetinchem Toeschouwers: 5.000 Scheidsrechter: Bernard Verbeek |
| 24 november 1968 |                                 |       |     | Stadion: De Vijverberg, Doetinchem Toeschouwers: 5.000 Scheidsrechter: Bernard Verbeek |
| 24 november 1968 |                                 |       |     | Stadion: De Vijverberg, Doetinchem Toeschouwers: 5.000 Scheidsrechter: Bernard Verbeek |
|                  |                                 |       |     |                                                                                        |

|                  |              |       |                     |                                                                            |
| 24 november 1968 | Baronie      | 1 – 1 | SC Drente           | Stadion: De Blauwe Kei, Breda Toeschouwers: 1.500 Scheidsrechter: Jan Beck |
| 24 november 1968 | Piet Maas 5' |       | 43' Frens Doldersum | Stadion: De Blauwe Kei, Breda Toeschouwers: 1.500 Scheidsrechter: Jan Beck |
| 24 november 1968 |              |       |                     | Stadion: De Blauwe Kei, Breda Toeschouwers: 1.500 Scheidsrechter: Jan Beck |
| 24 november 1968 |              |       |                     | Stadion: De Blauwe Kei, Breda Toeschouwers: 1.500 Scheidsrechter: Jan Beck |
|                  |              |       |                     |                                                                            |

|                  |                 |       |                                                             |                                                                                   |
| 24 november 1968 | AGOVV           | 1 – 3 | Hermes DVS                                                  | Stadion: Berg & Bos, Apeldoorn Toeschouwers: 1.500 Scheidsrechter: Charles Corver |
| 24 november 1968 | Frits Hoeben 6' |       | 49' Jaap van de Griend 68' Cees van Kooten 87' Piet Teuling | Stadion: Berg & Bos, Apeldoorn Toeschouwers: 1.500 Scheidsrechter: Charles Corver |
| 24 november 1968 |                 |       |                                                             | Stadion: Berg & Bos, Apeldoorn Toeschouwers: 1.500 Scheidsrechter: Charles Corver |
| 24 november 1968 |                 |       |                                                             | Stadion: Berg & Bos, Apeldoorn Toeschouwers: 1.500 Scheidsrechter: Charles Corver |
|                  |                 |       |                                                             |                                                                                   |

|                  |                  |       |                                         |                                                                                |
| 24 november 1968 | FC VVV           | 1 – 2 | Roda JC                                 | Stadion: De Kraal, Venlo Toeschouwers: 3.500 Scheidsrechter: Gerrit Berrevoets |
| 24 november 1968 | Don Burhenne 36' |       | 54' Hens Fischer 75' Leo van der Linden | Stadion: De Kraal, Venlo Toeschouwers: 3.500 Scheidsrechter: Gerrit Berrevoets |
| 24 november 1968 |                  |       |                                         | Stadion: De Kraal, Venlo Toeschouwers: 3.500 Scheidsrechter: Gerrit Berrevoets |
| 24 november 1968 |                  |       |                                         | Stadion: De Kraal, Venlo Toeschouwers: 3.500 Scheidsrechter: Gerrit Berrevoets |
|                  |                  |       |                                         |                                                                                |

|                  |                                  |       |                                       |                                                                                             |
| 24 november 1968 | SC Gooiland                      | 2 – 2 | NOAD                                  | Stadion: Gemeentelijk Sportpark, Hilversum Toeschouwers: 2.500 Scheidsrechter: Koen Brouwer |
| 24 november 1968 | Sveto Stanišić Piet Boogaard 89' |       | 63' Aad van der Pas 88' Ad Brekelmans | Stadion: Gemeentelijk Sportpark, Hilversum Toeschouwers: 2.500 Scheidsrechter: Koen Brouwer |
| 24 november 1968 |                                  |       |                                       | Stadion: Gemeentelijk Sportpark, Hilversum Toeschouwers: 2.500 Scheidsrechter: Koen Brouwer |
| 24 november 1968 |                                  |       |                                       | Stadion: Gemeentelijk Sportpark, Hilversum Toeschouwers: 2.500 Scheidsrechter: Koen Brouwer |
|                  |                                  |       |                                       |                                                                                             |

|                  |                     |       |     |                                                                                       |
| 24 november 1968 | Zwolsche Boys       | 1 – 0 | EDO | Stadion: Gemeentelijk Sportpark, Zwolle Toeschouwers: 1.500 Scheidsrechter: Henk Vlug |
| 24 november 1968 | Andreja Randjic 13' |       |     | Stadion: Gemeentelijk Sportpark, Zwolle Toeschouwers: 1.500 Scheidsrechter: Henk Vlug |
| 24 november 1968 |                     |       |     | Stadion: Gemeentelijk Sportpark, Zwolle Toeschouwers: 1.500 Scheidsrechter: Henk Vlug |
| 24 november 1968 |                     |       |     | Stadion: Gemeentelijk Sportpark, Zwolle Toeschouwers: 1.500 Scheidsrechter: Henk Vlug |
|                  |                     |       |     |                                                                                       |

|                  |                                                            |       |                     |                                                                           |
| 24 november 1968 | Limburgia                                                  | 3 – 0 | Fortuna Vlaardingen | Stadion: Venweg, Brunssum Toeschouwers: 6.000 Scheidsrechter: Frans Derks |
| 24 november 1968 | Anton Dormans 20' Jacques Maas 44' (pen.) Piet Hermans 89' |       |                     | Stadion: Venweg, Brunssum Toeschouwers: 6.000 Scheidsrechter: Frans Derks |
| 24 november 1968 |                                                            |       |                     | Stadion: Venweg, Brunssum Toeschouwers: 6.000 Scheidsrechter: Frans Derks |
| 24 november 1968 |                                                            |       |                     | Stadion: Venweg, Brunssum Toeschouwers: 6.000 Scheidsrechter: Frans Derks |
|                  |                                                            |       |                     |                                                                           |

|                  |                                     |       |     |                                                                              |
| 24 november 1968 | Heerenveen                          | 2 – 0 | PEC | Stadion: Noord, Heerenveen Toeschouwers: 2.500 Scheidsrechter: Siem Wellinga |
| 24 november 1968 | Roel Huitema 51' Henk Zoetendal 85' |       |     | Stadion: Noord, Heerenveen Toeschouwers: 2.500 Scheidsrechter: Siem Wellinga |
| 24 november 1968 |                                     |       |     | Stadion: Noord, Heerenveen Toeschouwers: 2.500 Scheidsrechter: Siem Wellinga |
| 24 november 1968 |                                     |       |     | Stadion: Noord, Heerenveen Toeschouwers: 2.500 Scheidsrechter: Siem Wellinga |
|                  |                                     |       |     |                                                                              |

## Speelronde 13
|                 |                                                                                 |       |                  |                                                                                  |
| 1 december 1968 | ZFC                                                                             | 4 – 1 | FC VVV           | Stadion: Westzanerdijk, Zaandam Toeschouwers: 1.500 Scheidsrechter: Henk Weerink |
| 1 december 1968 | Abe van den Ban 3' Jan Beelen 40' Jan Brouwer 43' (pen.) André Orval 64' (e.d.) |       | 31' Don Burhenne | Stadion: Westzanerdijk, Zaandam Toeschouwers: 1.500 Scheidsrechter: Henk Weerink |
| 1 december 1968 |                                                                                 |       |                  | Stadion: Westzanerdijk, Zaandam Toeschouwers: 1.500 Scheidsrechter: Henk Weerink |
| 1 december 1968 |                                                                                 |       |                  | Stadion: Westzanerdijk, Zaandam Toeschouwers: 1.500 Scheidsrechter: Henk Weerink |
|                 |                                                                                 |       |                  |                                                                                  |

|                 |                   |       |             |                                                                                  |
| 1 december 1968 | Excelsior         | 1 – 0 | SC Gooiland | Stadion: Woudestein, Rotterdam Toeschouwers: 3.000 Scheidsrechter: Siem Wellinga |
| 1 december 1968 | Thijs Libregts 7' |       |             | Stadion: Woudestein, Rotterdam Toeschouwers: 3.000 Scheidsrechter: Siem Wellinga |
| 1 december 1968 |                   |       |             | Stadion: Woudestein, Rotterdam Toeschouwers: 3.000 Scheidsrechter: Siem Wellinga |
| 1 december 1968 |                   |       |             | Stadion: Woudestein, Rotterdam Toeschouwers: 3.000 Scheidsrechter: Siem Wellinga |
|                 |                   |       |             |                                                                                  |

|                 |                                  |       |               |                                                                                 |
| 1 december 1968 | AGOVV                            | 2 – 1 | Baronie       | Stadion: Berg & Bos, Apeldoorn Toeschouwers: 750 Scheidsrechter: Tjeerd Elsinga |
| 1 december 1968 | Frits Hoeben 11' Gerard Kool 85' |       | 21' Piet Maas | Stadion: Berg & Bos, Apeldoorn Toeschouwers: 750 Scheidsrechter: Tjeerd Elsinga |
| 1 december 1968 |                                  |       |               | Stadion: Berg & Bos, Apeldoorn Toeschouwers: 750 Scheidsrechter: Tjeerd Elsinga |
| 1 december 1968 |                                  |       |               | Stadion: Berg & Bos, Apeldoorn Toeschouwers: 750 Scheidsrechter: Tjeerd Elsinga |
|                 |                                  |       |               |                                                                                 |

|                 |                     |       |                     |                                                                          |
| 1 december 1968 | Hermes DVS          | 1 – 1 | Zwolsche Boys       | Stadion: Harga, Schiedam Toeschouwers: 1.000 Scheidsrechter: Henk Pijper |
| 1 december 1968 | Cees van Kooten 37' |       | 35' Andreja Randjic | Stadion: Harga, Schiedam Toeschouwers: 1.000 Scheidsrechter: Henk Pijper |
| 1 december 1968 |                     |       |                     | Stadion: Harga, Schiedam Toeschouwers: 1.000 Scheidsrechter: Henk Pijper |
| 1 december 1968 |                     |       |                     | Stadion: Harga, Schiedam Toeschouwers: 1.000 Scheidsrechter: Henk Pijper |
|                 |                     |       |                     |                                                                          |

|                 |                                     |       |                                       |                                                                                    |
| 1 december 1968 | Roda JC                             | 2 – 2 | Limburgia                             | Stadion: Kaalheide, Kerkrade Toeschouwers: 9.000 Scheidsrechter: Henk van der Veer |
| 1 december 1968 | Uwe Blotenberg 32' Hens Fischer 55' |       | 44' Willy Coolen 75' Emil Klostermann | Stadion: Kaalheide, Kerkrade Toeschouwers: 9.000 Scheidsrechter: Henk van der Veer |
| 1 december 1968 |                                     |       |                                       | Stadion: Kaalheide, Kerkrade Toeschouwers: 9.000 Scheidsrechter: Henk van der Veer |
| 1 december 1968 |                                     |       |                                       | Stadion: Kaalheide, Kerkrade Toeschouwers: 9.000 Scheidsrechter: Henk van der Veer |
|                 |                                     |       |                                       |                                                                                    |

|                 |                                   |       |            |                                                                                       |
| 1 december 1968 | NOAD                              | 2 – 0 | Heerenveen | Stadion: Gemeentelijk Sportpark, Tilburg Toeschouwers: 750 Scheidsrechter: Jan Keizer |
| 1 december 1968 | Cas Janssens 27' Bart Stovers 42' |       |            | Stadion: Gemeentelijk Sportpark, Tilburg Toeschouwers: 750 Scheidsrechter: Jan Keizer |
| 1 december 1968 |                                   |       |            | Stadion: Gemeentelijk Sportpark, Tilburg Toeschouwers: 750 Scheidsrechter: Jan Keizer |
| 1 december 1968 |                                   |       |            | Stadion: Gemeentelijk Sportpark, Tilburg Toeschouwers: 750 Scheidsrechter: Jan Keizer |
|                 |                                   |       |            |                                                                                       |

|                 |                |       |                   |                                                                                          |
| 1 december 1968 | EDO            | 1 – 1 | De Graafschap     | Stadion: Noordersportpark, Haarlem Toeschouwers: 3.500 Scheidsrechter: Gerrit Berrevoets |
| 1 december 1968 | Joop Koene 55' |       | 70' Henk Overgoor | Stadion: Noordersportpark, Haarlem Toeschouwers: 3.500 Scheidsrechter: Gerrit Berrevoets |
| 1 december 1968 |                |       |                   | Stadion: Noordersportpark, Haarlem Toeschouwers: 3.500 Scheidsrechter: Gerrit Berrevoets |
| 1 december 1968 |                |       |                   | Stadion: Noordersportpark, Haarlem Toeschouwers: 3.500 Scheidsrechter: Gerrit Berrevoets |
|                 |                |       |                   |                                                                                          |

|                 |                                |       |       |                                                                                     |
| 1 december 1968 | Fortuna Vlaardingen            | 2 – 0 | Velox | Stadion: Floreslaan, Vlaardingen Toeschouwers: 3.000 Scheidsrechter: Charles Corver |
| 1 december 1968 | Ed Verweel 18' Jan Hordijk 24' |       |       | Stadion: Floreslaan, Vlaardingen Toeschouwers: 3.000 Scheidsrechter: Charles Corver |
| 1 december 1968 |                                |       |       | Stadion: Floreslaan, Vlaardingen Toeschouwers: 3.000 Scheidsrechter: Charles Corver |
| 1 december 1968 |                                |       |       | Stadion: Floreslaan, Vlaardingen Toeschouwers: 3.000 Scheidsrechter: Charles Corver |
|                 |                                |       |       |                                                                                     |

|                 |     |                |           |                                                                                  |
| 1 december 1968 | PEC | 0 – 1          | SC Drente | Stadion: Zwolle, De Vrolijkheid Toeschouwers: 1.500 Scheidsrechter: Henk Geurens |
| 1 december 1968 |     | 82' Luc Gerdes |           | Stadion: Zwolle, De Vrolijkheid Toeschouwers: 1.500 Scheidsrechter: Henk Geurens |
| 1 december 1968 |     |                |           | Stadion: Zwolle, De Vrolijkheid Toeschouwers: 1.500 Scheidsrechter: Henk Geurens |
| 1 december 1968 |     |                |           | Stadion: Zwolle, De Vrolijkheid Toeschouwers: 1.500 Scheidsrechter: Henk Geurens |
|                 |     |                |           |                                                                                  |

## Speelronde 14
|                 |                                                       |       |                                          |                                                                              |
| 8 december 1968 | Velox                                                 | 3 – 2 | Roda JC                                  | Stadion: Galgenwaard, Utrecht Toeschouwers: 400 Scheidsrechter: Henk Weerink |
| 8 december 1968 | Cor Adelaar 36' Gerard Matthijssen 51' Marco Cabo 62' |       | 47' Walter Kousen 66' Leo van der Linden | Stadion: Galgenwaard, Utrecht Toeschouwers: 400 Scheidsrechter: Henk Weerink |
| 8 december 1968 |                                                       |       |                                          | Stadion: Galgenwaard, Utrecht Toeschouwers: 400 Scheidsrechter: Henk Weerink |
| 8 december 1968 |                                                       |       |                                          | Stadion: Galgenwaard, Utrecht Toeschouwers: 400 Scheidsrechter: Henk Weerink |
|                 |                                                       |       |                                          |                                                                              |

|                 |                    |       |                  |                                                                                             |
| 8 december 1968 | Zwolsche Boys      | 1 – 1 | AGOVV            | Stadion: Gemeentelijk Sportpark, Zwolle Toeschouwers: 1.500 Scheidsrechter: Bernard Verbeek |
| 8 december 1968 | Freek Schutten 27' |       | 90' Frits Hoeben | Stadion: Gemeentelijk Sportpark, Zwolle Toeschouwers: 1.500 Scheidsrechter: Bernard Verbeek |
| 8 december 1968 |                    |       |                  | Stadion: Gemeentelijk Sportpark, Zwolle Toeschouwers: 1.500 Scheidsrechter: Bernard Verbeek |
| 8 december 1968 |                    |       |                  | Stadion: Gemeentelijk Sportpark, Zwolle Toeschouwers: 1.500 Scheidsrechter: Bernard Verbeek |
|                 |                    |       |                  |                                                                                             |

|                 |                       |       |     |                                                                            |
| 8 december 1968 | Limburgia             | 2 – 0 | ZFC | Stadion: Venweg, Brunssum Toeschouwers: 4.000 Scheidsrechter: Henk Klopper |
| 8 december 1968 | Willy Coolen 32', 39' |       |     | Stadion: Venweg, Brunssum Toeschouwers: 4.000 Scheidsrechter: Henk Klopper |
| 8 december 1968 |                       |       |     | Stadion: Venweg, Brunssum Toeschouwers: 4.000 Scheidsrechter: Henk Klopper |
| 8 december 1968 |                       |       |     | Stadion: Venweg, Brunssum Toeschouwers: 4.000 Scheidsrechter: Henk Klopper |
|                 |                       |       |     |                                                                            |

|                 |                  |       |                                           |                                                                                |
| 8 december 1968 | Heerenveen       | 1 – 2 | Excelsior                                 | Stadion: Noord, Heerenveen Toeschouwers: 1.500 Scheidsrechter: Joop Bentvelzen |
| 8 december 1968 | Henk Prinsen 34' |       | 3' Thijs Libregts 32' Beb van der Heijden | Stadion: Noord, Heerenveen Toeschouwers: 1.500 Scheidsrechter: Joop Bentvelzen |
| 8 december 1968 |                  |       |                                           | Stadion: Noord, Heerenveen Toeschouwers: 1.500 Scheidsrechter: Joop Bentvelzen |
| 8 december 1968 |                  |       |                                           | Stadion: Noord, Heerenveen Toeschouwers: 1.500 Scheidsrechter: Joop Bentvelzen |
|                 |                  |       |                                           |                                                                                |

|                 |                                             |       |            |                                                                                 |
| 8 december 1968 | De Graafschap                               | 2 – 0 | Hermes DVS | Stadion: De Vijverberg, Doetinchem Toeschouwers: 3.000 Scheidsrechter: Jan Beck |
| 8 december 1968 | Bennie Bartelink 54' Aad Monster 57' (e.d.) |       |            | Stadion: De Vijverberg, Doetinchem Toeschouwers: 3.000 Scheidsrechter: Jan Beck |
| 8 december 1968 |                                             |       |            | Stadion: De Vijverberg, Doetinchem Toeschouwers: 3.000 Scheidsrechter: Jan Beck |
| 8 december 1968 |                                             |       |            | Stadion: De Vijverberg, Doetinchem Toeschouwers: 3.000 Scheidsrechter: Jan Beck |
|                 |                                             |       |            |                                                                                 |

|                 |                                            |       |                           |                                                                                       |
| 8 december 1968 | SC Drente                                  | 3 – 1 | NOAD                      | Stadion: Mr. Ovingstraat, Klazienaveen Toeschouwers: 1.500 Scheidsrechter: Jan Regtop |
| 8 december 1968 | Gerrie de Jonge 12', 87' Ab Groenewold 38' |       | 36' Harrie van der Velden | Stadion: Mr. Ovingstraat, Klazienaveen Toeschouwers: 1.500 Scheidsrechter: Jan Regtop |
| 8 december 1968 |                                            |       |                           | Stadion: Mr. Ovingstraat, Klazienaveen Toeschouwers: 1.500 Scheidsrechter: Jan Regtop |
| 8 december 1968 |                                            |       |                           | Stadion: Mr. Ovingstraat, Klazienaveen Toeschouwers: 1.500 Scheidsrechter: Jan Regtop |
|                 |                                            |       |                           |                                                                                       |

|                 |                 |       |     |                                                                           |
| 8 december 1968 | FC VVV          | 1 – 0 | EDO | Stadion: De Kraal, Venlo Toeschouwers: 2.000 Scheidsrechter: Henk Geurens |
| 8 december 1968 | Frans Derix 53' |       |     | Stadion: De Kraal, Venlo Toeschouwers: 2.000 Scheidsrechter: Henk Geurens |
| 8 december 1968 |                 |       |     | Stadion: De Kraal, Venlo Toeschouwers: 2.000 Scheidsrechter: Henk Geurens |
| 8 december 1968 |                 |       |     | Stadion: De Kraal, Venlo Toeschouwers: 2.000 Scheidsrechter: Henk Geurens |
|                 |                 |       |     |                                                                           |

|                 |                    |       |                     |                                                                                             |
| 8 december 1968 | SC Gooiland        | 1 – 0 | Fortuna Vlaardingen | Stadion: Gemeentelijk Sportpark, Hilversum Toeschouwers: 2.000 Scheidsrechter: Joop Mulders |
| 8 december 1968 | Sveto Stanišić 60' |       |                     | Stadion: Gemeentelijk Sportpark, Hilversum Toeschouwers: 2.000 Scheidsrechter: Joop Mulders |
| 8 december 1968 |                    |       |                     | Stadion: Gemeentelijk Sportpark, Hilversum Toeschouwers: 2.000 Scheidsrechter: Joop Mulders |
| 8 december 1968 |                    |       |                     | Stadion: Gemeentelijk Sportpark, Hilversum Toeschouwers: 2.000 Scheidsrechter: Joop Mulders |
|                 |                    |       |                     |                                                                                             |

|                 |                                             |       |                                         |                                                                                   |
| 8 december 1968 | Baronie                                     | 3 – 2 | PEC                                     | Stadion: De Blauwe Kei, Breda Toeschouwers: 500 Scheidsrechter: Gerrit Berrevoets |
| 8 december 1968 | Kees van Ierssel 30', 40' Cees Heijboer 62' |       | 82' Ben Hendriks 89' Puck van der Horst | Stadion: De Blauwe Kei, Breda Toeschouwers: 500 Scheidsrechter: Gerrit Berrevoets |
| 8 december 1968 |                                             |       |                                         | Stadion: De Blauwe Kei, Breda Toeschouwers: 500 Scheidsrechter: Gerrit Berrevoets |
| 8 december 1968 |                                             |       |                                         | Stadion: De Blauwe Kei, Breda Toeschouwers: 500 Scheidsrechter: Gerrit Berrevoets |
|                 |                                             |       |                                         |                                                                                   |

## Speelronde 15
|                  |     |       |       |                                                                              |
| 15 december 1968 | ZFC | 0 – 0 | Velox | Stadion: Westzanerdijk, Zaandam Toeschouwers: 1.000 Scheidsrechter: Jan Beck |
| 15 december 1968 |     |       |       | Stadion: Westzanerdijk, Zaandam Toeschouwers: 1.000 Scheidsrechter: Jan Beck |
| 15 december 1968 |     |       |       | Stadion: Westzanerdijk, Zaandam Toeschouwers: 1.000 Scheidsrechter: Jan Beck |
| 15 december 1968 |     |       |       | Stadion: Westzanerdijk, Zaandam Toeschouwers: 1.000 Scheidsrechter: Jan Beck |
|                  |     |       |       |                                                                              |

|                  |                                          |       |                     |                                                                                |
| 15 december 1968 | Excelsior                                | 2 – 1 | SC Drente           | Stadion: Woudestein, Rotterdam Toeschouwers: 2.000 Scheidsrechter: Frans Derks |
| 15 december 1968 | Rob Jacobs 38' (pen.) Thijs Libregts 90' |       | 59' Gerrie de Jonge | Stadion: Woudestein, Rotterdam Toeschouwers: 2.000 Scheidsrechter: Frans Derks |
| 15 december 1968 |                                          |       |                     | Stadion: Woudestein, Rotterdam Toeschouwers: 2.000 Scheidsrechter: Frans Derks |
| 15 december 1968 |                                          |       |                     | Stadion: Woudestein, Rotterdam Toeschouwers: 2.000 Scheidsrechter: Frans Derks |
|                  |                                          |       |                     |                                                                                |

|                  |                                              |       |         |                                                             |
| 15 december 1968 | Zwolsche Boys                                | 3 – 0 | Baronie | Stadion: Gemeentelijk Sportpark, Zwolle Toeschouwers: 1.500 |
| 15 december 1968 | Sietze Veen 4', 60' Jack de Graaf 10' (e.d.) |       |         | Stadion: Gemeentelijk Sportpark, Zwolle Toeschouwers: 1.500 |
| 15 december 1968 |                                              |       |         | Stadion: Gemeentelijk Sportpark, Zwolle Toeschouwers: 1.500 |
| 15 december 1968 |                                              |       |         | Stadion: Gemeentelijk Sportpark, Zwolle Toeschouwers: 1.500 |
|                  |                                              |       |         |                                                             |

|                  |                    |       |                 |                                                                                     |
| 15 december 1968 | EDO                | 1 – 1 | Limburgia       | Stadion: Noordersportpark, Haarlem Toeschouwers: 900 Scheidsrechter: Charles Corver |
| 15 december 1968 | Chris Hendriks 52' |       | 4' Willy Coolen | Stadion: Noordersportpark, Haarlem Toeschouwers: 900 Scheidsrechter: Charles Corver |
| 15 december 1968 |                    |       |                 | Stadion: Noordersportpark, Haarlem Toeschouwers: 900 Scheidsrechter: Charles Corver |
| 15 december 1968 |                    |       |                 | Stadion: Noordersportpark, Haarlem Toeschouwers: 900 Scheidsrechter: Charles Corver |
|                  |                    |       |                 |                                                                                     |

|                  |                                 |       |            |                                                                                |
| 15 december 1968 | Fortuna Vlaardingen             | 2 – 0 | Heerenveen | Stadion: Floreslaan, Vlaardingen Toeschouwers: 2.000 Scheidsrechter: Henk Vlug |
| 15 december 1968 | Jan Baksteen 18' Ed Verweel 39' |       |            | Stadion: Floreslaan, Vlaardingen Toeschouwers: 2.000 Scheidsrechter: Henk Vlug |
| 15 december 1968 |                                 |       |            | Stadion: Floreslaan, Vlaardingen Toeschouwers: 2.000 Scheidsrechter: Henk Vlug |
| 15 december 1968 |                                 |       |            | Stadion: Floreslaan, Vlaardingen Toeschouwers: 2.000 Scheidsrechter: Henk Vlug |
|                  |                                 |       |            |                                                                                |

|                  |                                                         |       |               |                                                                                  |
| 15 december 1968 | AGOVV                                                   | 3 – 0 | De Graafschap | Stadion: Berg & Bos, Apeldoorn Toeschouwers: 2.500 Scheidsrechter: Siem Wellinga |
| 15 december 1968 | Leo van de Kraats 26' (pen.), 48' Aad van der Voort 62' |       |               | Stadion: Berg & Bos, Apeldoorn Toeschouwers: 2.500 Scheidsrechter: Siem Wellinga |
| 15 december 1968 |                                                         |       |               | Stadion: Berg & Bos, Apeldoorn Toeschouwers: 2.500 Scheidsrechter: Siem Wellinga |
| 15 december 1968 |                                                         |       |               | Stadion: Berg & Bos, Apeldoorn Toeschouwers: 2.500 Scheidsrechter: Siem Wellinga |
|                  |                                                         |       |               |                                                                                  |

|                  |                                              |       |                                        |                                                                            |
| 15 december 1968 | Hermes DVS                                   | 2 – 2 | FC VVV                                 | Stadion: Harga, Schiedam Toeschouwers: 400 Scheidsrechter: Rinus Barmentlo |
| 15 december 1968 | Piet Kowcz 22' (e.d.) Jaap van de Griend 40' |       | 27' (pen.) Sef Horsels 48' Jan Verbong | Stadion: Harga, Schiedam Toeschouwers: 400 Scheidsrechter: Rinus Barmentlo |
| 15 december 1968 |                                              |       |                                        | Stadion: Harga, Schiedam Toeschouwers: 400 Scheidsrechter: Rinus Barmentlo |
| 15 december 1968 |                                              |       |                                        | Stadion: Harga, Schiedam Toeschouwers: 400 Scheidsrechter: Rinus Barmentlo |
|                  |                                              |       |                                        |                                                                            |

|                  |                    |       |             |                                                                             |
| 15 december 1968 | Roda JC            | 1 – 0 | SC Gooiland | Stadion: Kaalheide, Kerkrade Toeschouwers: 1.500 Scheidsrechter: Jan Keizer |
| 15 december 1968 | Uwe Blotenberg 23' |       |             | Stadion: Kaalheide, Kerkrade Toeschouwers: 1.500 Scheidsrechter: Jan Keizer |
| 15 december 1968 |                    |       |             | Stadion: Kaalheide, Kerkrade Toeschouwers: 1.500 Scheidsrechter: Jan Keizer |
| 15 december 1968 |                    |       |             | Stadion: Kaalheide, Kerkrade Toeschouwers: 1.500 Scheidsrechter: Jan Keizer |
|                  |                    |       |             |                                                                             |

|                  |                                                      |       |     |                                                                                            |
| 15 december 1968 | NOAD                                                 | 3 – 0 | PEC | Stadion: Gemeentelijk Sportpark, Tilburg Toeschouwers: 300 Scheidsrechter: Martin Batelaan |
| 15 december 1968 | Theo Netten 15' Bart Stovers 62' Aad van der Pas 64' |       |     | Stadion: Gemeentelijk Sportpark, Tilburg Toeschouwers: 300 Scheidsrechter: Martin Batelaan |
| 15 december 1968 |                                                      |       |     | Stadion: Gemeentelijk Sportpark, Tilburg Toeschouwers: 300 Scheidsrechter: Martin Batelaan |
| 15 december 1968 |                                                      |       |     | Stadion: Gemeentelijk Sportpark, Tilburg Toeschouwers: 300 Scheidsrechter: Martin Batelaan |
|                  |                                                      |       |     |                                                                                            |

## Speelronde 16
|                  |                                             |       |                  |                                                                                        |
| 22 december 1968 | De Graafschap                               | 4 – 1 | Zwolsche Boys    | Stadion: De Vijverberg, Doetinchem Toeschouwers: 4.000 Scheidsrechter: Janus Aalbrecht |
| 22 december 1968 | Arie Beekman 69', 83' Guus Hiddink 74', 88' |       | 78' Anton Goenee | Stadion: De Vijverberg, Doetinchem Toeschouwers: 4.000 Scheidsrechter: Janus Aalbrecht |
| 22 december 1968 |                                             |       |                  | Stadion: De Vijverberg, Doetinchem Toeschouwers: 4.000 Scheidsrechter: Janus Aalbrecht |
| 22 december 1968 |                                             |       |                  | Stadion: De Vijverberg, Doetinchem Toeschouwers: 4.000 Scheidsrechter: Janus Aalbrecht |
|                  |                                             |       |                  |                                                                                        |

|                  |                                                        |       |               |                                                                              |
| 22 december 1968 | FC VVV                                                 | 4 – 1 | AGOVV         | Stadion: De Kraal, Venlo Toeschouwers: 4.000 Scheidsrechter: Bernard Verbeek |
| 22 december 1968 | Frans Derix 16' Ton van Elst 43', 81' Don Burhenne 84' |       | 40' Jan Evers | Stadion: De Kraal, Venlo Toeschouwers: 4.000 Scheidsrechter: Bernard Verbeek |
| 22 december 1968 |                                                        |       |               | Stadion: De Kraal, Venlo Toeschouwers: 4.000 Scheidsrechter: Bernard Verbeek |
| 22 december 1968 |                                                        |       |               | Stadion: De Kraal, Venlo Toeschouwers: 4.000 Scheidsrechter: Bernard Verbeek |
|                  |                                                        |       |               |                                                                              |

|                  |                  |       |                       |                                                                                  |
| 22 december 1968 | PEC              | 1 – 1 | Excelsior             | Stadion: Zwolle, De Vrolijkheid Toeschouwers: 2.000 Scheidsrechter: Henk Weerink |
| 22 december 1968 | Henk Leusink 57' |       | 76' Thijs Kwakkernaat | Stadion: Zwolle, De Vrolijkheid Toeschouwers: 2.000 Scheidsrechter: Henk Weerink |
| 22 december 1968 |                  |       |                       | Stadion: Zwolle, De Vrolijkheid Toeschouwers: 2.000 Scheidsrechter: Henk Weerink |
| 22 december 1968 |                  |       |                       | Stadion: Zwolle, De Vrolijkheid Toeschouwers: 2.000 Scheidsrechter: Henk Weerink |
|                  |                  |       |                       |                                                                                  |

|                  |                     |       |     |                                                                                      |
| 26 december 1968 | Velox               | 2 – 0 | EDO | Stadion: Galgenwaard, Utrecht Toeschouwers: 2.500 Scheidsrechter: Koen Hoppenbrouwer |
| 26 december 1968 | Marco Cabo 13', 67' |       |     | Stadion: Galgenwaard, Utrecht Toeschouwers: 2.500 Scheidsrechter: Koen Hoppenbrouwer |
| 26 december 1968 |                     |       |     | Stadion: Galgenwaard, Utrecht Toeschouwers: 2.500 Scheidsrechter: Koen Hoppenbrouwer |
| 26 december 1968 |                     |       |     | Stadion: Galgenwaard, Utrecht Toeschouwers: 2.500 Scheidsrechter: Koen Hoppenbrouwer |
|                  |                     |       |     |                                                                                      |

|                  |           |                     |                     |                                                                                           |
| 26 december 1968 | SC Drente | 0 – 2               | Fortuna Vlaardingen | Stadion: Mr. Ovingstraat, Klazienaveen Toeschouwers: 3.000 Scheidsrechter: Tjeerd Elsinga |
| 26 december 1968 |           | 68', 73' Jan Bouman |                     | Stadion: Mr. Ovingstraat, Klazienaveen Toeschouwers: 3.000 Scheidsrechter: Tjeerd Elsinga |
| 26 december 1968 |           |                     |                     | Stadion: Mr. Ovingstraat, Klazienaveen Toeschouwers: 3.000 Scheidsrechter: Tjeerd Elsinga |
| 26 december 1968 |           |                     |                     | Stadion: Mr. Ovingstraat, Klazienaveen Toeschouwers: 3.000 Scheidsrechter: Tjeerd Elsinga |
|                  |           |                     |                     |                                                                                           |

|                  |             |       |     |                                                                                               |
| 26 december 1968 | SC Gooiland | 0 – 0 | ZFC | Stadion: Gemeentelijk Sportpark, Hilversum Toeschouwers: 2.200 Scheidsrechter: Charles Corver |
| 26 december 1968 |             |       |     | Stadion: Gemeentelijk Sportpark, Hilversum Toeschouwers: 2.200 Scheidsrechter: Charles Corver |
| 26 december 1968 |             |       |     | Stadion: Gemeentelijk Sportpark, Hilversum Toeschouwers: 2.200 Scheidsrechter: Charles Corver |
| 26 december 1968 |             |       |     | Stadion: Gemeentelijk Sportpark, Hilversum Toeschouwers: 2.200 Scheidsrechter: Charles Corver |
|                  |             |       |     |                                                                                               |

|                  |                         |       |            |                                                                                 |
| 26 december 1968 | Limburgia               | 1 – 0 | Hermes DVS | Stadion: Venweg, Brunssum Toeschouwers: 4.500 Scheidsrechter: Gerrit Berrevoets |
| 26 december 1968 | Jacques Maas 89' (pen.) |       |            | Stadion: Venweg, Brunssum Toeschouwers: 4.500 Scheidsrechter: Gerrit Berrevoets |
| 26 december 1968 |                         |       |            | Stadion: Venweg, Brunssum Toeschouwers: 4.500 Scheidsrechter: Gerrit Berrevoets |
| 26 december 1968 |                         |       |            | Stadion: Venweg, Brunssum Toeschouwers: 4.500 Scheidsrechter: Gerrit Berrevoets |
|                  |                         |       |            |                                                                                 |

|                  |                                                      |       |                                         |                                                                                |
| 26 december 1968 | Heerenveen                                           | 3 – 2 | Roda JC                                 | Stadion: Noord, Heerenveen Toeschouwers: 2.000 Scheidsrechter: Martin Batelaan |
| 26 december 1968 | Herman Hofstra 9' Henk Zoetendal 28' Thomas Haan 80' |       | 15' Wim Langenhuizen 43' Uwe Blotenberg | Stadion: Noord, Heerenveen Toeschouwers: 2.000 Scheidsrechter: Martin Batelaan |
| 26 december 1968 |                                                      |       |                                         | Stadion: Noord, Heerenveen Toeschouwers: 2.000 Scheidsrechter: Martin Batelaan |
| 26 december 1968 |                                                      |       |                                         | Stadion: Noord, Heerenveen Toeschouwers: 2.000 Scheidsrechter: Martin Batelaan |
|                  |                                                      |       |                                         |                                                                                |

|               |                           |       |                                                   |                                                                                         |
| 23 maart 1969 | NOAD                      | 1 – 3 | Baronie                                           | Stadion: Gemeentelijk Sportpark, Tilburg Toeschouwers: 800 Scheidsrechter: Joop Mulders |
| 23 maart 1969 | Harrie van der Velden 43' |       | 5' Ad Holleman 57' (e.d.) Hens Maas 83' Piet Maas | Stadion: Gemeentelijk Sportpark, Tilburg Toeschouwers: 800 Scheidsrechter: Joop Mulders |
| 23 maart 1969 |                           |       |                                                   | Stadion: Gemeentelijk Sportpark, Tilburg Toeschouwers: 800 Scheidsrechter: Joop Mulders |
| 23 maart 1969 |                           |       |                                                   | Stadion: Gemeentelijk Sportpark, Tilburg Toeschouwers: 800 Scheidsrechter: Joop Mulders |
|               |                           |       |                                                   |                                                                                         |

## Speelronde 17
|                  |                         |       |                     |                                                                        |
| 29 december 1968 | Hermes DVS              | 1 – 2 | Velox               | Stadion: Harga, Schiedam Toeschouwers: 400 Scheidsrechter: Frans Derks |
| 29 december 1968 | Gerard Flaes 48' (pen.) |       | 30', 57' Marco Cabo | Stadion: Harga, Schiedam Toeschouwers: 400 Scheidsrechter: Frans Derks |
| 29 december 1968 |                         |       |                     | Stadion: Harga, Schiedam Toeschouwers: 400 Scheidsrechter: Frans Derks |
| 29 december 1968 |                         |       |                     | Stadion: Harga, Schiedam Toeschouwers: 400 Scheidsrechter: Frans Derks |
|                  |                         |       |                     |                                                                        |

|                  |                                                     |       |                        |                                                                                           |
| 29 december 1968 | Zwolsche Boys                                       | 4 – 1 | FC VVV                 | Stadion: Gemeentelijk Sportpark, Zwolle Toeschouwers: 2.000 Scheidsrechter: Siem Wellinga |
| 29 december 1968 | Freek Schutten 16' (pen.), 25', 47' Sietze Veen 62' |       | 89' (pen.) Sef Horsels | Stadion: Gemeentelijk Sportpark, Zwolle Toeschouwers: 2.000 Scheidsrechter: Siem Wellinga |
| 29 december 1968 |                                                     |       |                        | Stadion: Gemeentelijk Sportpark, Zwolle Toeschouwers: 2.000 Scheidsrechter: Siem Wellinga |
| 29 december 1968 |                                                     |       |                        | Stadion: Gemeentelijk Sportpark, Zwolle Toeschouwers: 2.000 Scheidsrechter: Siem Wellinga |
|                  |                                                     |       |                        |                                                                                           |

|                  |                     |       |                  |                                                                                      |
| 29 december 1968 | Fortuna Vlaardingen | 1 – 1 | PEC              | Stadion: Floreslaan, Vlaardingen Toeschouwers: 4.000 Scheidsrechter: Bernard Verbeek |
| 29 december 1968 | Ed Verweel 25'      |       | 17' Henk Leusink | Stadion: Floreslaan, Vlaardingen Toeschouwers: 4.000 Scheidsrechter: Bernard Verbeek |
| 29 december 1968 |                     |       |                  | Stadion: Floreslaan, Vlaardingen Toeschouwers: 4.000 Scheidsrechter: Bernard Verbeek |
| 29 december 1968 |                     |       |                  | Stadion: Floreslaan, Vlaardingen Toeschouwers: 4.000 Scheidsrechter: Bernard Verbeek |
|                  |                     |       |                  |                                                                                      |

|                  |                                      |       |           |                                                                                    |
| 29 december 1968 | AGOVV                                | 2 – 0 | Limburgia | Stadion: Berg & Bos, Apeldoorn Toeschouwers: 1.500 Scheidsrechter: Rinus Barmentlo |
| 29 december 1968 | Jacques Wentink 75' Frits Hoeben 76' |       |           | Stadion: Berg & Bos, Apeldoorn Toeschouwers: 1.500 Scheidsrechter: Rinus Barmentlo |
| 29 december 1968 |                                      |       |           | Stadion: Berg & Bos, Apeldoorn Toeschouwers: 1.500 Scheidsrechter: Rinus Barmentlo |
| 29 december 1968 |                                      |       |           | Stadion: Berg & Bos, Apeldoorn Toeschouwers: 1.500 Scheidsrechter: Rinus Barmentlo |
|                  |                                      |       |           |                                                                                    |

|              |                       |       |                  |                                                                              |
| 9 maart 1969 | Excelsior             | 1 – 1 | NOAD             | Stadion: Woudestein, Rotterdam Toeschouwers: 4.000 Scheidsrechter: Henk Vlug |
| 9 maart 1969 | Rob Jacobs 20' (pen.) |       | 15' Bart Stovers | Stadion: Woudestein, Rotterdam Toeschouwers: 4.000 Scheidsrechter: Henk Vlug |
| 9 maart 1969 |                       |       |                  | Stadion: Woudestein, Rotterdam Toeschouwers: 4.000 Scheidsrechter: Henk Vlug |
| 9 maart 1969 |                       |       |                  | Stadion: Woudestein, Rotterdam Toeschouwers: 4.000 Scheidsrechter: Henk Vlug |
|              |                       |       |                  |                                                                              |

|              |         |                                                                                 |               |                                                                                  |
| 9 maart 1969 | Baronie | 0 – 6                                                                           | De Graafschap | Stadion: De Blauwe Kei, Breda Toeschouwers: 1.700 Scheidsrechter: Charles Corver |
| 9 maart 1969 |         | 14', 28' Arie Beekman 35' Franz Möllers 48', 78' Guus Hiddink 71' Henk Overgoor |               | Stadion: De Blauwe Kei, Breda Toeschouwers: 1.700 Scheidsrechter: Charles Corver |
| 9 maart 1969 |         |                                                                                 |               | Stadion: De Blauwe Kei, Breda Toeschouwers: 1.700 Scheidsrechter: Charles Corver |
| 9 maart 1969 |         |                                                                                 |               | Stadion: De Blauwe Kei, Breda Toeschouwers: 1.700 Scheidsrechter: Charles Corver |
|              |         |                                                                                 |               |                                                                                  |

|              |                                          |       |                     |                                                                              |
| 9 maart 1969 | Roda JC                                  | 3 – 1 | SC Drente           | Stadion: Kaalheide, Kerkrade Toeschouwers: 3.500 Scheidsrechter: Jan Godding |
| 9 maart 1969 | Walter Kousen 58', 78' Martin Jongen 60' |       | 59' Gerrie de Jonge | Stadion: Kaalheide, Kerkrade Toeschouwers: 3.500 Scheidsrechter: Jan Godding |
| 9 maart 1969 |                                          |       |                     | Stadion: Kaalheide, Kerkrade Toeschouwers: 3.500 Scheidsrechter: Jan Godding |
| 9 maart 1969 |                                          |       |                     | Stadion: Kaalheide, Kerkrade Toeschouwers: 3.500 Scheidsrechter: Jan Godding |
|              |                                          |       |                     |                                                                              |

|              |     |       |             |                                                                                     |
| 9 maart 1969 | EDO | 0 – 0 | SC Gooiland | Stadion: Noordersportpark, Haarlem Toeschouwers: 1.500 Scheidsrechter: Henk Geurens |
| 9 maart 1969 |     |       |             | Stadion: Noordersportpark, Haarlem Toeschouwers: 1.500 Scheidsrechter: Henk Geurens |
| 9 maart 1969 |     |       |             | Stadion: Noordersportpark, Haarlem Toeschouwers: 1.500 Scheidsrechter: Henk Geurens |
| 9 maart 1969 |     |       |             | Stadion: Noordersportpark, Haarlem Toeschouwers: 1.500 Scheidsrechter: Henk Geurens |
|              |     |       |             |                                                                                     |

|               |                   |       |            |                                                                                  |
| 23 maart 1969 | ZFC               | 1 – 0 | Heerenveen | Stadion: Westzanerdijk, Zaandam Toeschouwers: 1.500 Scheidsrechter: Henk Geurens |
| 23 maart 1969 | Ab Ruitenbeek 26' |       |            | Stadion: Westzanerdijk, Zaandam Toeschouwers: 1.500 Scheidsrechter: Henk Geurens |
| 23 maart 1969 |                   |       |            | Stadion: Westzanerdijk, Zaandam Toeschouwers: 1.500 Scheidsrechter: Henk Geurens |
| 23 maart 1969 |                   |       |            | Stadion: Westzanerdijk, Zaandam Toeschouwers: 1.500 Scheidsrechter: Henk Geurens |
|               |                   |       |            |                                                                                  |

## Speelronde 18
|                |                  |       |           |                                                                               |
| 5 januari 1969 | ZFC              | 1 – 0 | SC Drente | Stadion: Westzanerdijk, Zaandam Toeschouwers: 1.800 Scheidsrechter: Henk Vlug |
| 5 januari 1969 | Ab Ruitenbeek 2' |       |           | Stadion: Westzanerdijk, Zaandam Toeschouwers: 1.800 Scheidsrechter: Henk Vlug |
| 5 januari 1969 |                  |       |           | Stadion: Westzanerdijk, Zaandam Toeschouwers: 1.800 Scheidsrechter: Henk Vlug |
| 5 januari 1969 |                  |       |           | Stadion: Westzanerdijk, Zaandam Toeschouwers: 1.800 Scheidsrechter: Henk Vlug |
|                |                  |       |           |                                                                               |

|                |         |                       |           |                                                                                   |
| 5 januari 1969 | Baronie | 0 – 1                 | Excelsior | Stadion: De Blauwe Kei, Breda Toeschouwers: 2.000 Scheidsrechter: Martin Batelaan |
| 5 januari 1969 |         | 65' Thijs Kwakkernaat |           | Stadion: De Blauwe Kei, Breda Toeschouwers: 2.000 Scheidsrechter: Martin Batelaan |
| 5 januari 1969 |         |                       |           | Stadion: De Blauwe Kei, Breda Toeschouwers: 2.000 Scheidsrechter: Martin Batelaan |
| 5 januari 1969 |         |                       |           | Stadion: De Blauwe Kei, Breda Toeschouwers: 2.000 Scheidsrechter: Martin Batelaan |
|                |         |                       |           |                                                                                   |

|                |                                                   |       |                                          |                                                                                      |
| 5 januari 1969 | AGOVV                                             | 2 – 2 | Velox                                    | Stadion: Berg & Bos, Apeldoorn Toeschouwers: 2.500 Scheidsrechter: Gerrit Berrevoets |
| 5 januari 1969 | Aad van der Voort 9' Leo van de Kraats 62' (pen.) |       | 22' Piet de Vries 69' (pen.) Cor Adelaar | Stadion: Berg & Bos, Apeldoorn Toeschouwers: 2.500 Scheidsrechter: Gerrit Berrevoets |
| 5 januari 1969 |                                                   |       |                                          | Stadion: Berg & Bos, Apeldoorn Toeschouwers: 2.500 Scheidsrechter: Gerrit Berrevoets |
| 5 januari 1969 |                                                   |       |                                          | Stadion: Berg & Bos, Apeldoorn Toeschouwers: 2.500 Scheidsrechter: Gerrit Berrevoets |
|                |                                                   |       |                                          |                                                                                      |

|                |                                                                         |       |      |                                                                               |
| 5 januari 1969 | Fortuna Vlaardingen                                                     | 4 – 0 | NOAD | Stadion: Floreslaan, Vlaardingen Toeschouwers: 3.000 Scheidsrechter: Jan Beck |
| 5 januari 1969 | Jan Hordijk 1' Cees Bouman 30' Jan Bouman 43' Henk Zieltjens 89' (e.d.) |       |      | Stadion: Floreslaan, Vlaardingen Toeschouwers: 3.000 Scheidsrechter: Jan Beck |
| 5 januari 1969 |                                                                         |       |      | Stadion: Floreslaan, Vlaardingen Toeschouwers: 3.000 Scheidsrechter: Jan Beck |
| 5 januari 1969 |                                                                         |       |      | Stadion: Floreslaan, Vlaardingen Toeschouwers: 3.000 Scheidsrechter: Jan Beck |
|                |                                                                         |       |      |                                                                               |

|                |                 |       |                                                          |                                                                                       |
| 5 januari 1969 | EDO             | 1 – 3 | Heerenveen                                               | Stadion: Noordersportpark, Haarlem Toeschouwers: 700 Scheidsrechter: Gerard Klaassens |
| 5 januari 1969 | Rob Bosdijk 40' |       | 50' (pen.) Cees Kist 55' Herman Hofstra 65' Roel Huitema | Stadion: Noordersportpark, Haarlem Toeschouwers: 700 Scheidsrechter: Gerard Klaassens |
| 5 januari 1969 |                 |       |                                                          | Stadion: Noordersportpark, Haarlem Toeschouwers: 700 Scheidsrechter: Gerard Klaassens |
| 5 januari 1969 |                 |       |                                                          | Stadion: Noordersportpark, Haarlem Toeschouwers: 700 Scheidsrechter: Gerard Klaassens |
|                |                 |       |                                                          |                                                                                       |

|                |                               |       |                  |                                                                                        |
| 5 januari 1969 | Zwolsche Boys                 | 2 – 1 | Limburgia        | Stadion: Gemeentelijk Sportpark, Zwolle Toeschouwers: 7.000 Scheidsrechter: Jan Regtop |
| 5 januari 1969 | Anton Goenee 33' Henk Ras 73' |       | 89' Piet Hermans | Stadion: Gemeentelijk Sportpark, Zwolle Toeschouwers: 7.000 Scheidsrechter: Jan Regtop |
| 5 januari 1969 |                               |       |                  | Stadion: Gemeentelijk Sportpark, Zwolle Toeschouwers: 7.000 Scheidsrechter: Jan Regtop |
| 5 januari 1969 |                               |       |                  | Stadion: Gemeentelijk Sportpark, Zwolle Toeschouwers: 7.000 Scheidsrechter: Jan Regtop |
|                |                               |       |                  |                                                                                        |

|                |                                             |       |                             |                                                                               |
| 5 januari 1969 | Roda JC                                     | 2 – 1 | PEC                         | Stadion: Kaalheide, Kerkrade Toeschouwers: 1.500 Scheidsrechter: Henk Geurens |
| 5 januari 1969 | Abdelmajid Chetali 19' Wim Langenhuizen 34' |       | 76' Folkert (Folly) van Dam | Stadion: Kaalheide, Kerkrade Toeschouwers: 1.500 Scheidsrechter: Henk Geurens |
| 5 januari 1969 |                                             |       |                             | Stadion: Kaalheide, Kerkrade Toeschouwers: 1.500 Scheidsrechter: Henk Geurens |
| 5 januari 1969 |                                             |       |                             | Stadion: Kaalheide, Kerkrade Toeschouwers: 1.500 Scheidsrechter: Henk Geurens |
|                |                                             |       |                             |                                                                               |

|                |                                   |       |             |                                                                           |
| 5 januari 1969 | Hermes DVS                        | 3 – 0 | SC Gooiland | Stadion: Harga, Schiedam Toeschouwers: 750 Scheidsrechter: Tjeerd Elsinga |
| 5 januari 1969 | Piet Teuling 39', 78', 82' (pen.) |       |             | Stadion: Harga, Schiedam Toeschouwers: 750 Scheidsrechter: Tjeerd Elsinga |
| 5 januari 1969 |                                   |       |             | Stadion: Harga, Schiedam Toeschouwers: 750 Scheidsrechter: Tjeerd Elsinga |
| 5 januari 1969 |                                   |       |             | Stadion: Harga, Schiedam Toeschouwers: 750 Scheidsrechter: Tjeerd Elsinga |
|                |                                   |       |             |                                                                           |

|                |                                                                            |       |        |                                                                                        |
| 5 januari 1969 | De Graafschap                                                              | 4 – 0 | FC VVV | Stadion: De Vijverberg, Doetinchem Toeschouwers: 3.500 Scheidsrechter: Arie Bentvelzen |
| 5 januari 1969 | Jo Pepels 36' (e.d.) Arie Beekman 40' Theo van Londen 58' Guus Hiddink 89' |       |        | Stadion: De Vijverberg, Doetinchem Toeschouwers: 3.500 Scheidsrechter: Arie Bentvelzen |
| 5 januari 1969 |                                                                            |       |        | Stadion: De Vijverberg, Doetinchem Toeschouwers: 3.500 Scheidsrechter: Arie Bentvelzen |
| 5 januari 1969 |                                                                            |       |        | Stadion: De Vijverberg, Doetinchem Toeschouwers: 3.500 Scheidsrechter: Arie Bentvelzen |
|                |                                                                            |       |        |                                                                                        |

## Speelronde 19
|                 |           |       |                     |                                                                                   |
| 12 januari 1969 | Excelsior | 0 – 0 | Fortuna Vlaardingen | Stadion: Woudestein, Rotterdam Toeschouwers: 7.000 Scheidsrechter: Lau van Ravens |
| 12 januari 1969 |           |       |                     | Stadion: Woudestein, Rotterdam Toeschouwers: 7.000 Scheidsrechter: Lau van Ravens |
| 12 januari 1969 |           |       |                     | Stadion: Woudestein, Rotterdam Toeschouwers: 7.000 Scheidsrechter: Lau van Ravens |
| 12 januari 1969 |           |       |                     | Stadion: Woudestein, Rotterdam Toeschouwers: 7.000 Scheidsrechter: Lau van Ravens |
|                 |           |       |                     |                                                                                   |

|                 |       |                                    |               |                                                                             |
| 12 januari 1969 | Velox | 0 – 2                              | Zwolsche Boys | Stadion: Galgenwaard, Utrecht Toeschouwers: 3.000 Scheidsrechter: Henk Vlug |
| 12 januari 1969 |       | 20' Freek Schutten 88' Sietze Veen |               | Stadion: Galgenwaard, Utrecht Toeschouwers: 3.000 Scheidsrechter: Henk Vlug |
| 12 januari 1969 |       |                                    |               | Stadion: Galgenwaard, Utrecht Toeschouwers: 3.000 Scheidsrechter: Henk Vlug |
| 12 januari 1969 |       |                                    |               | Stadion: Galgenwaard, Utrecht Toeschouwers: 3.000 Scheidsrechter: Henk Vlug |
|                 |       |                                    |               |                                                                             |

|                 |                                                                   |       |         |                                                                                                |
| 12 januari 1969 | NOAD                                                              | 4 – 0 | Roda JC | Stadion: Gemeentelijk Sportpark, Tilburg Toeschouwers: 1.000 Scheidsrechter: Gerrit Berrevoets |
| 12 januari 1969 | Theo Netten 40', 83' Henk Zieltjens 50' Harrie van der Velden 65' |       |         | Stadion: Gemeentelijk Sportpark, Tilburg Toeschouwers: 1.000 Scheidsrechter: Gerrit Berrevoets |
| 12 januari 1969 |                                                                   |       |         | Stadion: Gemeentelijk Sportpark, Tilburg Toeschouwers: 1.000 Scheidsrechter: Gerrit Berrevoets |
| 12 januari 1969 |                                                                   |       |         | Stadion: Gemeentelijk Sportpark, Tilburg Toeschouwers: 1.000 Scheidsrechter: Gerrit Berrevoets |
|                 |                                                                   |       |         |                                                                                                |

|                 |                                                        |       |                        |                                                                             |
| 12 januari 1969 | Heerenveen                                             | 4 – 1 | Hermes DVS             | Stadion: Noord, Heerenveen Toeschouwers: 1.500 Scheidsrechter: Henk Weerink |
| 12 januari 1969 | Thomas Haan 17' Ido Bunnig 51' Herman Hofstra 74', 79' |       | 55' Jaap van de Griend | Stadion: Noord, Heerenveen Toeschouwers: 1.500 Scheidsrechter: Henk Weerink |
| 12 januari 1969 |                                                        |       |                        | Stadion: Noord, Heerenveen Toeschouwers: 1.500 Scheidsrechter: Henk Weerink |
| 12 januari 1969 |                                                        |       |                        | Stadion: Noord, Heerenveen Toeschouwers: 1.500 Scheidsrechter: Henk Weerink |
|                 |                                                        |       |                        |                                                                             |

|                 |                                     |       |                  |                                                                                   |
| 12 januari 1969 | Limburgia                           | 3 – 1 | De Graafschap    | Stadion: Venweg, Brunssum Toeschouwers: 13.0000 Scheidsrechter: Ben Hoppenbrouwer |
| 12 januari 1969 | Piet Quix 23' Willy Coolen 74', 82' |       | 81' Guus Hiddink | Stadion: Venweg, Brunssum Toeschouwers: 13.0000 Scheidsrechter: Ben Hoppenbrouwer |
| 12 januari 1969 |                                     |       |                  | Stadion: Venweg, Brunssum Toeschouwers: 13.0000 Scheidsrechter: Ben Hoppenbrouwer |
| 12 januari 1969 |                                     |       |                  | Stadion: Venweg, Brunssum Toeschouwers: 13.0000 Scheidsrechter: Ben Hoppenbrouwer |
|                 |                                     |       |                  |                                                                                   |

|                 |                                          |       |                        |                                                                                  |
| 12 januari 1969 | PEC                                      | 3 – 2 | ZFC                    | Stadion: Zwolle, De Vrolijkheid Toeschouwers: 2.000 Scheidsrechter: Joop Mulders |
| 12 januari 1969 | Wolfgang Glock 10' Henk Leusink 27', 68' |       | 60', 89' Ab Ruitenbeek | Stadion: Zwolle, De Vrolijkheid Toeschouwers: 2.000 Scheidsrechter: Joop Mulders |
| 12 januari 1969 |                                          |       |                        | Stadion: Zwolle, De Vrolijkheid Toeschouwers: 2.000 Scheidsrechter: Joop Mulders |
| 12 januari 1969 |                                          |       |                        | Stadion: Zwolle, De Vrolijkheid Toeschouwers: 2.000 Scheidsrechter: Joop Mulders |
|                 |                                          |       |                        |                                                                                  |

|                 |             |                     |       |                                                                                             |
| 12 januari 1969 | SC Gooiland | 0 – 1               | AGOVV | Stadion: Gemeentelijk Sportpark, Hilversum Toeschouwers: 1.500 Scheidsrechter: Henk Geurens |
| 12 januari 1969 |             | 60' Jacques Wentink |       | Stadion: Gemeentelijk Sportpark, Hilversum Toeschouwers: 1.500 Scheidsrechter: Henk Geurens |
| 12 januari 1969 |             |                     |       | Stadion: Gemeentelijk Sportpark, Hilversum Toeschouwers: 1.500 Scheidsrechter: Henk Geurens |
| 12 januari 1969 |             |                     |       | Stadion: Gemeentelijk Sportpark, Hilversum Toeschouwers: 1.500 Scheidsrechter: Henk Geurens |
|                 |             |                     |       |                                                                                             |

|                 |                                 |       |                   |                                                                             |
| 12 januari 1969 | FC VVV                          | 2 – 1 | Baronie           | Stadion: De Kraal, Venlo Toeschouwers: 3.000 Scheidsrechter: Charles Corver |
| 12 januari 1969 | Jan Verbong 45' Sef Horsels 69' |       | 46' Cees Heijboer | Stadion: De Kraal, Venlo Toeschouwers: 3.000 Scheidsrechter: Charles Corver |
| 12 januari 1969 |                                 |       |                   | Stadion: De Kraal, Venlo Toeschouwers: 3.000 Scheidsrechter: Charles Corver |
| 12 januari 1969 |                                 |       |                   | Stadion: De Kraal, Venlo Toeschouwers: 3.000 Scheidsrechter: Charles Corver |
|                 |                                 |       |                   |                                                                             |

|               |                                                                                 |       |     |                                                                                            |
| 23 maart 1969 | SC Drente                                                                       | 6 – 0 | EDO | Stadion: Mr. Ovingstraat, Klazienaveen Toeschouwers: 1.500 Scheidsrechter: Bernard Verbeek |
| 23 maart 1969 | Jan Mink 21' Gerrie de Jonge 48', 60', 63' Henk de Groote 53' Ab Groenewold 87' |       |     | Stadion: Mr. Ovingstraat, Klazienaveen Toeschouwers: 1.500 Scheidsrechter: Bernard Verbeek |
| 23 maart 1969 |                                                                                 |       |     | Stadion: Mr. Ovingstraat, Klazienaveen Toeschouwers: 1.500 Scheidsrechter: Bernard Verbeek |
| 23 maart 1969 |                                                                                 |       |     | Stadion: Mr. Ovingstraat, Klazienaveen Toeschouwers: 1.500 Scheidsrechter: Bernard Verbeek |
|               |                                                                                 |       |     |                                                                                            |

## Speelronde 20
|                 |                                                                                              |       |                                  |                                                                                    |
| 19 januari 1969 | ZFC                                                                                          | 6 – 2 | NOAD                             | Stadion: Westzanerdijk, Zaandam Toeschouwers: 2.000 Scheidsrechter: Tjeerd Elsinga |
| 19 januari 1969 | Dirk-Jan van Zaane 9', 15', 75' Atie van de Walle 53' Abe van den Ban 80' Dick Zwarthoed 85' |       | 4' Theo Netten 31' Ad Brekelmans | Stadion: Westzanerdijk, Zaandam Toeschouwers: 2.000 Scheidsrechter: Tjeerd Elsinga |
| 19 januari 1969 |                                                                                              |       |                                  | Stadion: Westzanerdijk, Zaandam Toeschouwers: 2.000 Scheidsrechter: Tjeerd Elsinga |
| 19 januari 1969 |                                                                                              |       |                                  | Stadion: Westzanerdijk, Zaandam Toeschouwers: 2.000 Scheidsrechter: Tjeerd Elsinga |
|                 |                                                                                              |       |                                  |                                                                                    |

|                 |                              |       |                                        |                                                                              |
| 19 januari 1969 | Baronie                      | 2 – 2 | Fortuna Vlaardingen                    | Stadion: De Blauwe Kei, Breda Toeschouwers: 2.000 Scheidsrechter: Jan Regtop |
| 19 januari 1969 | Piet Maas 4' Ad Holleman 42' |       | 5' Piet Janse 89' Maarten van der Zwan | Stadion: De Blauwe Kei, Breda Toeschouwers: 2.000 Scheidsrechter: Jan Regtop |
| 19 januari 1969 |                              |       |                                        | Stadion: De Blauwe Kei, Breda Toeschouwers: 2.000 Scheidsrechter: Jan Regtop |
| 19 januari 1969 |                              |       |                                        | Stadion: De Blauwe Kei, Breda Toeschouwers: 2.000 Scheidsrechter: Jan Regtop |
|                 |                              |       |                                        |                                                                              |

|                 |                               |       |                       |                                                                                        |
| 19 januari 1969 | EDO                           | 4 – 2 | PEC                   | Stadion: Noordersportpark, Haarlem Toeschouwers: 1.000 Scheidsrechter: Martin Batelaan |
| 19 januari 1969 | Rob Bosdijk 4', 43', 63', 67' |       | 25', 85' Henk Leusink | Stadion: Noordersportpark, Haarlem Toeschouwers: 1.000 Scheidsrechter: Martin Batelaan |
| 19 januari 1969 |                               |       |                       | Stadion: Noordersportpark, Haarlem Toeschouwers: 1.000 Scheidsrechter: Martin Batelaan |
| 19 januari 1969 |                               |       |                       | Stadion: Noordersportpark, Haarlem Toeschouwers: 1.000 Scheidsrechter: Martin Batelaan |
|                 |                               |       |                       |                                                                                        |

|                 |                   |       |                      |                                                                                      |
| 19 januari 1969 | Zwolsche Boys     | 1 – 1 | SC Gooiland          | Stadion: Gemeentelijk Sportpark, Zwolle Toeschouwers: 8.000 Scheidsrechter: Jan Beck |
| 19 januari 1969 | Freek Schutten 5' |       | 80' Gerard Hogenbirk | Stadion: Gemeentelijk Sportpark, Zwolle Toeschouwers: 8.000 Scheidsrechter: Jan Beck |
| 19 januari 1969 |                   |       |                      | Stadion: Gemeentelijk Sportpark, Zwolle Toeschouwers: 8.000 Scheidsrechter: Jan Beck |
| 19 januari 1969 |                   |       |                      | Stadion: Gemeentelijk Sportpark, Zwolle Toeschouwers: 8.000 Scheidsrechter: Jan Beck |
|                 |                   |       |                      |                                                                                      |

|                 |                   |       |           |                                                                                |
| 19 januari 1969 | Roda JC           | 1 – 0 | Excelsior | Stadion: Kaalheide, Kerkrade Toeschouwers: 1.200 Scheidsrechter: Siem Wellinga |
| 19 januari 1969 | Uwe Blotenberg 7' |       |           | Stadion: Kaalheide, Kerkrade Toeschouwers: 1.200 Scheidsrechter: Siem Wellinga |
| 19 januari 1969 |                   |       |           | Stadion: Kaalheide, Kerkrade Toeschouwers: 1.200 Scheidsrechter: Siem Wellinga |
| 19 januari 1969 |                   |       |           | Stadion: Kaalheide, Kerkrade Toeschouwers: 1.200 Scheidsrechter: Siem Wellinga |
|                 |                   |       |           |                                                                                |

|                 |                  |       |           |                                                                           |
| 19 januari 1969 | Hermes DVS       | 1 – 0 | SC Drente | Stadion: Harga, Schiedam Toeschouwers: 750 Scheidsrechter: Charles Corver |
| 19 januari 1969 | Piet Teuling 15' |       |           | Stadion: Harga, Schiedam Toeschouwers: 750 Scheidsrechter: Charles Corver |
| 19 januari 1969 |                  |       |           | Stadion: Harga, Schiedam Toeschouwers: 750 Scheidsrechter: Charles Corver |
| 19 januari 1969 |                  |       |           | Stadion: Harga, Schiedam Toeschouwers: 750 Scheidsrechter: Charles Corver |
|                 |                  |       |           |                                                                           |

|                 |               |       |       |                                                                                     |
| 19 januari 1969 | De Graafschap | 0 – 0 | Velox | Stadion: De Vijverberg, Doetinchem Toeschouwers: 4.000 Scheidsrechter: Henk Geurens |
| 19 januari 1969 |               |       |       | Stadion: De Vijverberg, Doetinchem Toeschouwers: 4.000 Scheidsrechter: Henk Geurens |
| 19 januari 1969 |               |       |       | Stadion: De Vijverberg, Doetinchem Toeschouwers: 4.000 Scheidsrechter: Henk Geurens |
| 19 januari 1969 |               |       |       | Stadion: De Vijverberg, Doetinchem Toeschouwers: 4.000 Scheidsrechter: Henk Geurens |
|                 |               |       |       |                                                                                     |

|                 |                         |       |            |                                                                              |
| 19 januari 1969 | AGOVV                   | 2 – 0 | Heerenveen | Stadion: Berg & Bos, Apeldoorn Toeschouwers: 2.000 Scheidsrechter: Henk Vlug |
| 19 januari 1969 | Joop Steenhuis 45', 50' |       |            | Stadion: Berg & Bos, Apeldoorn Toeschouwers: 2.000 Scheidsrechter: Henk Vlug |
| 19 januari 1969 |                         |       |            | Stadion: Berg & Bos, Apeldoorn Toeschouwers: 2.000 Scheidsrechter: Henk Vlug |
| 19 januari 1969 |                         |       |            | Stadion: Berg & Bos, Apeldoorn Toeschouwers: 2.000 Scheidsrechter: Henk Vlug |
|                 |                         |       |            |                                                                              |

|              |        |                 |           |                                                                              |
| 9 maart 1969 | FC VVV | 0 – 1           | Limburgia | Stadion: De Kraal, Venlo Toeschouwers: 3.000 Scheidsrechter: Bernard Verbeek |
| 9 maart 1969 |        | 8' Willy Coolen |           | Stadion: De Kraal, Venlo Toeschouwers: 3.000 Scheidsrechter: Bernard Verbeek |
| 9 maart 1969 |        |                 |           | Stadion: De Kraal, Venlo Toeschouwers: 3.000 Scheidsrechter: Bernard Verbeek |
| 9 maart 1969 |        |                 |           | Stadion: De Kraal, Venlo Toeschouwers: 3.000 Scheidsrechter: Bernard Verbeek |
|              |        |                 |           |                                                                              |

## Speelronde 21
|                 |                                                                         |       |                        |                                                                                    |
| 26 januari 1969 | Excelsior                                                               | 4 – 1 | ZFC                    | Stadion: Woudestein, Rotterdam Toeschouwers: 3.000 Scheidsrechter: Rinus Barmentlo |
| 26 januari 1969 | Hans Bassant 2' Thijs Kwakkernaat 23' Rob Jacobs 70' Thijs Libregts 82' |       | 88' Dirk-Jan van Zaane | Stadion: Woudestein, Rotterdam Toeschouwers: 3.000 Scheidsrechter: Rinus Barmentlo |
| 26 januari 1969 |                                                                         |       |                        | Stadion: Woudestein, Rotterdam Toeschouwers: 3.000 Scheidsrechter: Rinus Barmentlo |
| 26 januari 1969 |                                                                         |       |                        | Stadion: Woudestein, Rotterdam Toeschouwers: 3.000 Scheidsrechter: Rinus Barmentlo |
|                 |                                                                         |       |                        |                                                                                    |

|                 |                                                                                             |       |        |                                                                              |
| 26 januari 1969 | Velox                                                                                       | 8 – 0 | FC VVV | Stadion: Galgenwaard, Utrecht Toeschouwers: 1.000 Scheidsrechter: Jan Regtop |
| 26 januari 1969 | Piet de Vries 20' Gerard Matthijssen 35', 60', 65' Cor Adelaar 50', 55', 85' Marco Cabo 75' |       |        | Stadion: Galgenwaard, Utrecht Toeschouwers: 1.000 Scheidsrechter: Jan Regtop |
| 26 januari 1969 |                                                                                             |       |        | Stadion: Galgenwaard, Utrecht Toeschouwers: 1.000 Scheidsrechter: Jan Regtop |
| 26 januari 1969 |                                                                                             |       |        | Stadion: Galgenwaard, Utrecht Toeschouwers: 1.000 Scheidsrechter: Jan Regtop |
|                 |                                                                                             |       |        |                                                                              |

|                 | |       |                                          |                                                                                     |
| 26 januari 1969 | SC Drente                                                                                          | 6 – 2 | AGOVV                                    | Stadion: Mr. Ovingstraat, Klazienaveen Toeschouwers: 1.500 Scheidsrechter: Jan Beck |
| 26 januari 1969 | Bé Klaster 21' Tonny Roosken 40' Ab Groenewold 44' (pen.) Gerrie de Jonge 55', 68' Wout Bosman 89' |       | 52' (pen.), 75' (pen.) Leo van de Kraats | Stadion: Mr. Ovingstraat, Klazienaveen Toeschouwers: 1.500 Scheidsrechter: Jan Beck |
| 26 januari 1969 | |       |                                          | Stadion: Mr. Ovingstraat, Klazienaveen Toeschouwers: 1.500 Scheidsrechter: Jan Beck |
| 26 januari 1969 | |       |                                          | Stadion: Mr. Ovingstraat, Klazienaveen Toeschouwers: 1.500 Scheidsrechter: Jan Beck |
|                 | |       |                                          |                                                                                     |

|                 |                           |       |                  |                                                                                         |
| 26 januari 1969 | NOAD                      | 1 – 1 | EDO              | Stadion: Gemeentelijk Sportpark, Tilburg Toeschouwers: 750 Scheidsrechter: Henk Geurens |
| 26 januari 1969 | Harrie van der Velden 12' |       | 78' Theo Nijssen | Stadion: Gemeentelijk Sportpark, Tilburg Toeschouwers: 750 Scheidsrechter: Henk Geurens |
| 26 januari 1969 |                           |       |                  | Stadion: Gemeentelijk Sportpark, Tilburg Toeschouwers: 750 Scheidsrechter: Henk Geurens |
| 26 januari 1969 |                           |       |                  | Stadion: Gemeentelijk Sportpark, Tilburg Toeschouwers: 750 Scheidsrechter: Henk Geurens |
|                 |                           |       |                  |                                                                                         |

|                 |                 |       |                                         |                                                                               |
| 26 januari 1969 | Heerenveen      | 1 – 3 | Zwolsche Boys                           | Stadion: Noord, Heerenveen Toeschouwers: 3.500 Scheidsrechter: Charles Corver |
| 26 januari 1969 | Thomas Haan 27' |       | 13' Sietze Veen 48', 83' Freek Schutten | Stadion: Noord, Heerenveen Toeschouwers: 3.500 Scheidsrechter: Charles Corver |
| 26 januari 1969 |                 |       |                                         | Stadion: Noord, Heerenveen Toeschouwers: 3.500 Scheidsrechter: Charles Corver |
| 26 januari 1969 |                 |       |                                         | Stadion: Noord, Heerenveen Toeschouwers: 3.500 Scheidsrechter: Charles Corver |
|                 |                 |       |                                         |                                                                               |

|                 |                  |       |                                |                                                                            |
| 26 januari 1969 | Limburgia        | 1 – 2 | Baronie                        | Stadion: Venweg, Brunssum Toeschouwers: 7.500 Scheidsrechter: Henk Weerink |
| 26 januari 1969 | Piet Hermans 34' |       | 60' Piet Maas 74' Ferry Pirard | Stadion: Venweg, Brunssum Toeschouwers: 7.500 Scheidsrechter: Henk Weerink |
| 26 januari 1969 |                  |       |                                | Stadion: Venweg, Brunssum Toeschouwers: 7.500 Scheidsrechter: Henk Weerink |
| 26 januari 1969 |                  |       |                                | Stadion: Venweg, Brunssum Toeschouwers: 7.500 Scheidsrechter: Henk Weerink |
|                 |                  |       |                                |                                                                            |

|                 |                     |       |         |                                                                                    |
| 26 januari 1969 | Fortuna Vlaardingen | 1 – 0 | Roda JC | Stadion: Floreslaan, Vlaardingen Toeschouwers: 3.500 Scheidsrechter: Joop Vervoort |
| 26 januari 1969 | Jan Bouman 70'      |       |         | Stadion: Floreslaan, Vlaardingen Toeschouwers: 3.500 Scheidsrechter: Joop Vervoort |
| 26 januari 1969 |                     |       |         | Stadion: Floreslaan, Vlaardingen Toeschouwers: 3.500 Scheidsrechter: Joop Vervoort |
| 26 januari 1969 |                     |       |         | Stadion: Floreslaan, Vlaardingen Toeschouwers: 3.500 Scheidsrechter: Joop Vervoort |
|                 |                     |       |         |                                                                                    |

|                 |                             |       |                     |                                                                               |
| 26 januari 1969 | PEC                         | 2 – 1 | Hermes DVS          | Stadion: Zwolle, De Vrolijkheid Toeschouwers: 1.000 Scheidsrechter: Henk Vlug |
| 26 januari 1969 | Henk Leusink 1' Theo Kok 4' |       | 10' Cees van Kooten | Stadion: Zwolle, De Vrolijkheid Toeschouwers: 1.000 Scheidsrechter: Henk Vlug |
| 26 januari 1969 |                             |       |                     | Stadion: Zwolle, De Vrolijkheid Toeschouwers: 1.000 Scheidsrechter: Henk Vlug |
| 26 januari 1969 |                             |       |                     | Stadion: Zwolle, De Vrolijkheid Toeschouwers: 1.000 Scheidsrechter: Henk Vlug |
|                 |                             |       |                     |                                                                               |

|                 |             |                                |               |                                                                                            |
| 26 januari 1969 | SC Gooiland | 0 – 2                          | De Graafschap | Stadion: Gemeentelijk Sportpark, Hilversum Toeschouwers: 2.500 Scheidsrechter: Henk Pijper |
| 26 januari 1969 |             | Henk Overgoor Bennie Bartelink |               | Stadion: Gemeentelijk Sportpark, Hilversum Toeschouwers: 2.500 Scheidsrechter: Henk Pijper |
| 26 januari 1969 |             |                                |               | Stadion: Gemeentelijk Sportpark, Hilversum Toeschouwers: 2.500 Scheidsrechter: Henk Pijper |
| 26 januari 1969 |             |                                |               | Stadion: Gemeentelijk Sportpark, Hilversum Toeschouwers: 2.500 Scheidsrechter: Henk Pijper |
|                 |             |                                |               |                                                                                            |

## Speelronde 22
|                 |     |       |                     |                                                                                       |
| 2 februari 1969 | ZFC | 0 – 0 | Fortuna Vlaardingen | Stadion: Westzanerdijk, Zaandam Toeschouwers: 1.500 Scheidsrechter: Gerrit Berrevoets |
| 2 februari 1969 |     |       |                     | Stadion: Westzanerdijk, Zaandam Toeschouwers: 1.500 Scheidsrechter: Gerrit Berrevoets |
| 2 februari 1969 |     |       |                     | Stadion: Westzanerdijk, Zaandam Toeschouwers: 1.500 Scheidsrechter: Gerrit Berrevoets |
| 2 februari 1969 |     |       |                     | Stadion: Westzanerdijk, Zaandam Toeschouwers: 1.500 Scheidsrechter: Gerrit Berrevoets |
|                 |     |       |                     |                                                                                       |

|                 |         |                    |         |                                                                                |
| 2 februari 1969 | Baronie | 0 – 1              | Roda JC | Stadion: De Blauwe Kei, Breda Toeschouwers: 1.000 Scheidsrechter: Henk Geurens |
| 2 februari 1969 |         | 25' Uwe Blotenberg |         | Stadion: De Blauwe Kei, Breda Toeschouwers: 1.000 Scheidsrechter: Henk Geurens |
| 2 februari 1969 |         |                    |         | Stadion: De Blauwe Kei, Breda Toeschouwers: 1.000 Scheidsrechter: Henk Geurens |
| 2 februari 1969 |         |                    |         | Stadion: De Blauwe Kei, Breda Toeschouwers: 1.000 Scheidsrechter: Henk Geurens |
|                 |         |                    |         |                                                                                |

|                 |                    |       |                                 |                                                                                   |
| 2 februari 1969 | AGOVV              | 1 – 2 | PEC                             | Stadion: Berg & Bos, Apeldoorn Toeschouwers: 1.100 Scheidsrechter: Tjeerd Elsinga |
| 2 februari 1969 | Joop Steenhuis 50' |       | 18' Wolfgang Glock 73' Theo Kok | Stadion: Berg & Bos, Apeldoorn Toeschouwers: 1.100 Scheidsrechter: Tjeerd Elsinga |
| 2 februari 1969 |                    |       |                                 | Stadion: Berg & Bos, Apeldoorn Toeschouwers: 1.100 Scheidsrechter: Tjeerd Elsinga |
| 2 februari 1969 |                    |       |                                 | Stadion: Berg & Bos, Apeldoorn Toeschouwers: 1.100 Scheidsrechter: Tjeerd Elsinga |
|                 |                    |       |                                 |                                                                                   |

|                 |                                |       |             |                                                                           |
| 2 februari 1969 | FC VVV                         | 2 – 0 | SC Gooiland | Stadion: De Kraal, Venlo Toeschouwers: 1.500 Scheidsrechter: Henk Klopper |
| 2 februari 1969 | Frans Derix 2' Jan Verbong 84' |       |             | Stadion: De Kraal, Venlo Toeschouwers: 1.500 Scheidsrechter: Henk Klopper |
| 2 februari 1969 |                                |       |             | Stadion: De Kraal, Venlo Toeschouwers: 1.500 Scheidsrechter: Henk Klopper |
| 2 februari 1969 |                                |       |             | Stadion: De Kraal, Venlo Toeschouwers: 1.500 Scheidsrechter: Henk Klopper |
|                 |                                |       |             |                                                                           |

|                 |               |       |                    |                                                                               |
| 2 februari 1969 | EDO           | 1 – 1 | Excelsior          | Stadion: Noordersportpark, Haarlem Toeschouwers: 800 Scheidsrechter: Jan Beck |
| 2 februari 1969 | Theo Blum 15' |       | 25' Thijs Libregts | Stadion: Noordersportpark, Haarlem Toeschouwers: 800 Scheidsrechter: Jan Beck |
| 2 februari 1969 |               |       |                    | Stadion: Noordersportpark, Haarlem Toeschouwers: 800 Scheidsrechter: Jan Beck |
| 2 februari 1969 |               |       |                    | Stadion: Noordersportpark, Haarlem Toeschouwers: 800 Scheidsrechter: Jan Beck |
|                 |               |       |                    |                                                                               |

|                 |                 |       |                                |                                                                                             |
| 2 februari 1969 | Zwolsche Boys   | 1 – 2 | SC Drente                      | Stadion: Gemeentelijk Sportpark, Zwolle Toeschouwers: 4.500 Scheidsrechter: Rinus Barmentlo |
| 2 februari 1969 | Hans Reuser 35' |       | 67' Jan Mink 80' Tonny Roosken | Stadion: Gemeentelijk Sportpark, Zwolle Toeschouwers: 4.500 Scheidsrechter: Rinus Barmentlo |
| 2 februari 1969 |                 |       |                                | Stadion: Gemeentelijk Sportpark, Zwolle Toeschouwers: 4.500 Scheidsrechter: Rinus Barmentlo |
| 2 februari 1969 |                 |       |                                | Stadion: Gemeentelijk Sportpark, Zwolle Toeschouwers: 4.500 Scheidsrechter: Rinus Barmentlo |
|                 |                 |       |                                |                                                                                             |

|                 |                  |       |                            |                                                                             |
| 2 februari 1969 | Limburgia        | 1 – 1 | Velox                      | Stadion: Venweg, Brunssum Toeschouwers: 2.500 Scheidsrechter: Siem Wellinga |
| 2 februari 1969 | Gène Gerards 40' |       | 4' (e.d.) Emil Klostermann | Stadion: Venweg, Brunssum Toeschouwers: 2.500 Scheidsrechter: Siem Wellinga |
| 2 februari 1969 |                  |       |                            | Stadion: Venweg, Brunssum Toeschouwers: 2.500 Scheidsrechter: Siem Wellinga |
| 2 februari 1969 |                  |       |                            | Stadion: Venweg, Brunssum Toeschouwers: 2.500 Scheidsrechter: Siem Wellinga |
|                 |                  |       |                            |                                                                             |

|                 |            |                                         |      |                                                                             |
| 2 februari 1969 | Hermes DVS | 0 – 3                                   | NOAD | Stadion: Harga, Schiedam Toeschouwers: 350 Scheidsrechter: Gerard Klaassens |
| 2 februari 1969 |            | 57', 68' Cas Janssens 83' Ad Brekelmans |      | Stadion: Harga, Schiedam Toeschouwers: 350 Scheidsrechter: Gerard Klaassens |
| 2 februari 1969 |            |                                         |      | Stadion: Harga, Schiedam Toeschouwers: 350 Scheidsrechter: Gerard Klaassens |
| 2 februari 1969 |            |                                         |      | Stadion: Harga, Schiedam Toeschouwers: 350 Scheidsrechter: Gerard Klaassens |
|                 |            |                                         |      |                                                                             |

|                 |                                   |       |            |                                                                                      |
| 2 februari 1969 | De Graafschap                     | 2 – 0 | Heerenveen | Stadion: De Vijverberg, Doetinchem Toeschouwers: 2.500 Scheidsrechter: Siem Wellinga |
| 2 februari 1969 | Arie Beekman 17' Guus Hiddink 42' |       |            | Stadion: De Vijverberg, Doetinchem Toeschouwers: 2.500 Scheidsrechter: Siem Wellinga |
| 2 februari 1969 |                                   |       |            | Stadion: De Vijverberg, Doetinchem Toeschouwers: 2.500 Scheidsrechter: Siem Wellinga |
| 2 februari 1969 |                                   |       |            | Stadion: De Vijverberg, Doetinchem Toeschouwers: 2.500 Scheidsrechter: Siem Wellinga |
|                 |                                   |       |            |                                                                                      |

## Speelronde 23
|              |                 |       |                                  |                                                                                     |
| 2 maart 1969 | ZFC             | 1 – 2 | EDO                              | Stadion: Westzanerdijk, Zaandam Toeschouwers: 2.500 Scheidsrechter: Bernard Verbeek |
| 2 maart 1969 | Hans Bakker 14' |       | 20' Rob Bosdijk 65' Bert Slisser | Stadion: Westzanerdijk, Zaandam Toeschouwers: 2.500 Scheidsrechter: Bernard Verbeek |
| 2 maart 1969 |                 |       |                                  | Stadion: Westzanerdijk, Zaandam Toeschouwers: 2.500 Scheidsrechter: Bernard Verbeek |
| 2 maart 1969 |                 |       |                                  | Stadion: Westzanerdijk, Zaandam Toeschouwers: 2.500 Scheidsrechter: Bernard Verbeek |
|              |                 |       |                                  |                                                                                     |

|              |                                                                |       |               |                                                                                     |
| 2 maart 1969 | Excelsior                                                      | 3 – 0 | Zwolsche Boys | Stadion: Woudestein, Rotterdam Toeschouwers: 3.000 Scheidsrechter: Gerard Klaassens |
| 2 maart 1969 | Thijs Libregts 63' Thijs Kwakkernaat 83' Gerrit den Butter 89' |       |               | Stadion: Woudestein, Rotterdam Toeschouwers: 3.000 Scheidsrechter: Gerard Klaassens |
| 2 maart 1969 |                                                                |       |               | Stadion: Woudestein, Rotterdam Toeschouwers: 3.000 Scheidsrechter: Gerard Klaassens |
| 2 maart 1969 |                                                                |       |               | Stadion: Woudestein, Rotterdam Toeschouwers: 3.000 Scheidsrechter: Gerard Klaassens |
|              |                                                                |       |               |                                                                                     |

|              |                                |       |                                       |                                                                                           |
| 2 maart 1969 | SC Drente                      | 2 – 2 | Limburgia                             | Stadion: Mr. Ovingstraat, Klazienaveen Toeschouwers: 2.000 Scheidsrechter: Charles Corver |
| 2 maart 1969 | Wout Bosman 28' Luc Gerdes 31' |       | 79' Willy Coolen 85' Emil Klostermann | Stadion: Mr. Ovingstraat, Klazienaveen Toeschouwers: 2.000 Scheidsrechter: Charles Corver |
| 2 maart 1969 |                                |       |                                       | Stadion: Mr. Ovingstraat, Klazienaveen Toeschouwers: 2.000 Scheidsrechter: Charles Corver |
| 2 maart 1969 |                                |       |                                       | Stadion: Mr. Ovingstraat, Klazienaveen Toeschouwers: 2.000 Scheidsrechter: Charles Corver |
|              |                                |       |                                       |                                                                                           |

|              |                                                        |       |            |                                                                             |
| 2 maart 1969 | Roda JC                                                | 3 – 0 | Hermes DVS | Stadion: Kaalheide, Kerkrade Toeschouwers: 2.500 Scheidsrechter: Jan Regtop |
| 2 maart 1969 | Horst Gnielka 39' Fred Gillissen 60' Walter Kousen 77' |       |            | Stadion: Kaalheide, Kerkrade Toeschouwers: 2.500 Scheidsrechter: Jan Regtop |
| 2 maart 1969 |                                                        |       |            | Stadion: Kaalheide, Kerkrade Toeschouwers: 2.500 Scheidsrechter: Jan Regtop |
| 2 maart 1969 |                                                        |       |            | Stadion: Kaalheide, Kerkrade Toeschouwers: 2.500 Scheidsrechter: Jan Regtop |
|              |                                                        |       |            |                                                                             |

|              |                  |       |                                       |                                                                                             |
| 2 maart 1969 | NOAD             | 1 – 2 | De Graafschap                         | Stadion: Gemeentelijk Sportpark, Tilburg Toeschouwers: 1.000 Scheidsrechter: Tjeerd Elsinga |
| 2 maart 1969 | Bart Stovers 85' |       | 54' Guus Hiddink 59' Bennie Bartelink | Stadion: Gemeentelijk Sportpark, Tilburg Toeschouwers: 1.000 Scheidsrechter: Tjeerd Elsinga |
| 2 maart 1969 |                  |       |                                       | Stadion: Gemeentelijk Sportpark, Tilburg Toeschouwers: 1.000 Scheidsrechter: Tjeerd Elsinga |
| 2 maart 1969 |                  |       |                                       | Stadion: Gemeentelijk Sportpark, Tilburg Toeschouwers: 1.000 Scheidsrechter: Tjeerd Elsinga |
|              |                  |       |                                       |                                                                                             |

|              |                                |       |                  |                                                                            |
| 2 maart 1969 | Heerenveen                     | 2 – 1 | Velox            | Stadion: Noord, Heerenveen Toeschouwers: 1.500 Scheidsrechter: Jan Godding |
| 2 maart 1969 | Thomas Haan 21' Ido Bunnig 77' |       | 69' Arie Bransen | Stadion: Noord, Heerenveen Toeschouwers: 1.500 Scheidsrechter: Jan Godding |
| 2 maart 1969 |                                |       |                  | Stadion: Noord, Heerenveen Toeschouwers: 1.500 Scheidsrechter: Jan Godding |
| 2 maart 1969 |                                |       |                  | Stadion: Noord, Heerenveen Toeschouwers: 1.500 Scheidsrechter: Jan Godding |
|              |                                |       |                  |                                                                            |

|              |                                  |       |       |                                                                                    |
| 2 maart 1969 | Fortuna Vlaardingen              | 3 – 0 | AGOVV | Stadion: Floreslaan, Vlaardingen Toeschouwers: 3.500 Scheidsrechter: Siem Wellinga |
| 2 maart 1969 | Jan Bouman 28', 85' Ger Pijl 79' |       |       | Stadion: Floreslaan, Vlaardingen Toeschouwers: 3.500 Scheidsrechter: Siem Wellinga |
| 2 maart 1969 |                                  |       |       | Stadion: Floreslaan, Vlaardingen Toeschouwers: 3.500 Scheidsrechter: Siem Wellinga |
| 2 maart 1969 |                                  |       |       | Stadion: Floreslaan, Vlaardingen Toeschouwers: 3.500 Scheidsrechter: Siem Wellinga |
|              |                                  |       |       |                                                                                    |

|              |                                |       |        |                                                                                  |
| 2 maart 1969 | PEC                            | 2 – 0 | FC VVV | Stadion: Zwolle, De Vrolijkheid Toeschouwers: 2.000 Scheidsrechter: Henk Geurens |
| 2 maart 1969 | Wolfgang Glock 6' Theo Kok 54' |       |        | Stadion: Zwolle, De Vrolijkheid Toeschouwers: 2.000 Scheidsrechter: Henk Geurens |
| 2 maart 1969 |                                |       |        | Stadion: Zwolle, De Vrolijkheid Toeschouwers: 2.000 Scheidsrechter: Henk Geurens |
| 2 maart 1969 |                                |       |        | Stadion: Zwolle, De Vrolijkheid Toeschouwers: 2.000 Scheidsrechter: Henk Geurens |
|              |                                |       |        |                                                                                  |

|              |                                                |       |         |                                                                                                |
| 2 maart 1969 | SC Gooiland                                    | 4 – 0 | Baronie | Stadion: Gemeentelijk Sportpark, Hilversum Toeschouwers: 1.250 Scheidsrechter: Rinus Barmentlo |
| 2 maart 1969 | Sveto Stanišić 7', 25', 80' Henk Kanselaar 15' |       |         | Stadion: Gemeentelijk Sportpark, Hilversum Toeschouwers: 1.250 Scheidsrechter: Rinus Barmentlo |
| 2 maart 1969 |                                                |       |         | Stadion: Gemeentelijk Sportpark, Hilversum Toeschouwers: 1.250 Scheidsrechter: Rinus Barmentlo |
| 2 maart 1969 |                                                |       |         | Stadion: Gemeentelijk Sportpark, Hilversum Toeschouwers: 1.250 Scheidsrechter: Rinus Barmentlo |
|              |                                                |       |         |                                                                                                |

## Speelronde 24
|               |                                          |       |                       |                                                                                |
| 16 maart 1969 | Excelsior                                | 2 – 1 | Hermes DVS            | Stadion: Woudestein, Rotterdam Toeschouwers: 3.000 Scheidsrechter: Jan Godding |
| 16 maart 1969 | Thijs Kwakkernaat 38' Aad den Butter 77' |       | 30' Piet van der Burg | Stadion: Woudestein, Rotterdam Toeschouwers: 3.000 Scheidsrechter: Jan Godding |
| 16 maart 1969 |                                          |       |                       | Stadion: Woudestein, Rotterdam Toeschouwers: 3.000 Scheidsrechter: Jan Godding |
| 16 maart 1969 |                                          |       |                       | Stadion: Woudestein, Rotterdam Toeschouwers: 3.000 Scheidsrechter: Jan Godding |
|               |                                          |       |                       |                                                                                |

|               |                                      |       |                   |                                                                                 |
| 16 maart 1969 | Velox                                | 3 – 1 | Baronie           | Stadion: Galgenwaard, Utrecht Toeschouwers: 1.000 Scheidsrechter: Siem Wellinga |
| 16 maart 1969 | Karel Sülzle 26' Marco Cabo 44', 74' |       | 85' Cees Heijboer | Stadion: Galgenwaard, Utrecht Toeschouwers: 1.000 Scheidsrechter: Siem Wellinga |
| 16 maart 1969 |                                      |       |                   | Stadion: Galgenwaard, Utrecht Toeschouwers: 1.000 Scheidsrechter: Siem Wellinga |
| 16 maart 1969 |                                      |       |                   | Stadion: Galgenwaard, Utrecht Toeschouwers: 1.000 Scheidsrechter: Siem Wellinga |
|               |                                      |       |                   |                                                                                 |

|               |                                                                       |       |     |                                                                           |
| 16 maart 1969 | Roda JC                                                               | 6 – 0 | ZFC | Stadion: Kaalheide, Kerkrade Toeschouwers: 4.000 Scheidsrechter: Jan Beck |
| 16 maart 1969 | Uwe Blotenberg 26', 28', 41', 88' Horst Gnielka 32' Walter Kousen 81' |       |     | Stadion: Kaalheide, Kerkrade Toeschouwers: 4.000 Scheidsrechter: Jan Beck |
| 16 maart 1969 |                                                                       |       |     | Stadion: Kaalheide, Kerkrade Toeschouwers: 4.000 Scheidsrechter: Jan Beck |
| 16 maart 1969 |                                                                       |       |     | Stadion: Kaalheide, Kerkrade Toeschouwers: 4.000 Scheidsrechter: Jan Beck |
|               |                                                                       |       |     |                                                                           |

|               |                                       |       |       |                                                                                           |
| 16 maart 1969 | NOAD                                  | 3 – 0 | AGOVV | Stadion: Gemeentelijk Sportpark, Tilburg Toeschouwers: 600 Scheidsrechter: Charles Corver |
| 16 maart 1969 | Cas Janssens 5', 60' Bart Stovers 44' |       |       | Stadion: Gemeentelijk Sportpark, Tilburg Toeschouwers: 600 Scheidsrechter: Charles Corver |
| 16 maart 1969 |                                       |       |       | Stadion: Gemeentelijk Sportpark, Tilburg Toeschouwers: 600 Scheidsrechter: Charles Corver |
| 16 maart 1969 |                                       |       |       | Stadion: Gemeentelijk Sportpark, Tilburg Toeschouwers: 600 Scheidsrechter: Charles Corver |
|               |                                       |       |       |                                                                                           |

|               |                                                                     |       |                        |                                                                             |
| 16 maart 1969 | Heerenveen                                                          | 4 – 1 | FC VVV                 | Stadion: Noord, Heerenveen Toeschouwers: 1.200 Scheidsrechter: Joop Mulders |
| 16 maart 1969 | Cees Kist 13' Henk Zoetendal 43' Thomas Haan 61' Herman Hofstra 85' |       | 50' (pen.) Frans Derix | Stadion: Noord, Heerenveen Toeschouwers: 1.200 Scheidsrechter: Joop Mulders |
| 16 maart 1969 |                                                                     |       |                        | Stadion: Noord, Heerenveen Toeschouwers: 1.200 Scheidsrechter: Joop Mulders |
| 16 maart 1969 |                                                                     |       |                        | Stadion: Noord, Heerenveen Toeschouwers: 1.200 Scheidsrechter: Joop Mulders |
|               |                                                                     |       |                        |                                                                             |

|               |                               |       |                 |                                                                              |
| 16 maart 1969 | Fortuna Vlaardingen           | 2 – 1 | EDO             | Stadion: Floreslaan, Vlaardingen Toeschouwers: 3.500 Scheidsrechter: Ton Bom |
| 16 maart 1969 | Jan Bouman 27' Piet Janse 37' |       | 75' Rob Bosdijk | Stadion: Floreslaan, Vlaardingen Toeschouwers: 3.500 Scheidsrechter: Ton Bom |
| 16 maart 1969 |                               |       |                 | Stadion: Floreslaan, Vlaardingen Toeschouwers: 3.500 Scheidsrechter: Ton Bom |
| 16 maart 1969 |                               |       |                 | Stadion: Floreslaan, Vlaardingen Toeschouwers: 3.500 Scheidsrechter: Ton Bom |
|               |                               |       |                 |                                                                              |

|               |                        |       |                |                                                                                     |
| 16 maart 1969 | PEC                    | 1 – 1 | Zwolsche Boys  | Stadion: Zwolle, De Vrolijkheid Toeschouwers: 4.000 Scheidsrechter: Bernard Verbeek |
| 16 maart 1969 | Puck van der Horst 72' |       | 14' Jan Welles | Stadion: Zwolle, De Vrolijkheid Toeschouwers: 4.000 Scheidsrechter: Bernard Verbeek |
| 16 maart 1969 |                        |       |                | Stadion: Zwolle, De Vrolijkheid Toeschouwers: 4.000 Scheidsrechter: Bernard Verbeek |
| 16 maart 1969 |                        |       |                | Stadion: Zwolle, De Vrolijkheid Toeschouwers: 4.000 Scheidsrechter: Bernard Verbeek |
|               |                        |       |                |                                                                                     |

|               |                                       |       |           |                                                                                              |
| 16 maart 1969 | SC Gooiland                           | 2 – 0 | Limburgia | Stadion: Gemeentelijk Sportpark, Hilversum Toeschouwers: 800 Scheidsrechter: Joop Bentvelzen |
| 16 maart 1969 | Sveto Stanišić 61' Eddy Westbroek 79' |       |           | Stadion: Gemeentelijk Sportpark, Hilversum Toeschouwers: 800 Scheidsrechter: Joop Bentvelzen |
| 16 maart 1969 |                                       |       |           | Stadion: Gemeentelijk Sportpark, Hilversum Toeschouwers: 800 Scheidsrechter: Joop Bentvelzen |
| 16 maart 1969 |                                       |       |           | Stadion: Gemeentelijk Sportpark, Hilversum Toeschouwers: 800 Scheidsrechter: Joop Bentvelzen |
|               |                                       |       |           |                                                                                              |

|               |           |                                                     |               |                                                                                              |
| 16 maart 1969 | SC Drente | 0 – 3                                               | De Graafschap | Stadion: Mr. Ovingstraat, Klazienaveen Toeschouwers: 1.000 Scheidsrechter: Gerrit Berrevoets |
| 16 maart 1969 |           | 78' Arie Beekman 87' Guus Hiddink 90' Henk Overgoor |               | Stadion: Mr. Ovingstraat, Klazienaveen Toeschouwers: 1.000 Scheidsrechter: Gerrit Berrevoets |
| 16 maart 1969 |           |                                                     |               | Stadion: Mr. Ovingstraat, Klazienaveen Toeschouwers: 1.000 Scheidsrechter: Gerrit Berrevoets |
| 16 maart 1969 |           |                                                     |               | Stadion: Mr. Ovingstraat, Klazienaveen Toeschouwers: 1.000 Scheidsrechter: Gerrit Berrevoets |
|               |           |                                                     |               |                                                                                              |

## Speelronde 25
|               |                |       |                                       |                                                                                |
| 30 maart 1969 | Velox          | 1 – 2 | SC Gooiland                           | Stadion: Galgenwaard, Utrecht Toeschouwers: 1.000 Scheidsrechter: Joop Mulders |
| 30 maart 1969 | Marco Cabo 60' |       | 16' Sveto Stanišić 38' Eddy Westbroek | Stadion: Galgenwaard, Utrecht Toeschouwers: 1.000 Scheidsrechter: Joop Mulders |
| 30 maart 1969 |                |       |                                       | Stadion: Galgenwaard, Utrecht Toeschouwers: 1.000 Scheidsrechter: Joop Mulders |
| 30 maart 1969 |                |       |                                       | Stadion: Galgenwaard, Utrecht Toeschouwers: 1.000 Scheidsrechter: Joop Mulders |
|               |                |       |                                       |                                                                                |

|               |                                                                         |       |         |                                                                                     |
| 30 maart 1969 | EDO                                                                     | 4 – 0 | Roda JC | Stadion: Noordersportpark, Haarlem Toeschouwers: 800 Scheidsrechter: Charles Corver |
| 30 maart 1969 | Theo Nijssen 20' Sjef Engelen 34' (e.d.) Ferry Kock 56' Rob Bosdijk 70' |       |         | Stadion: Noordersportpark, Haarlem Toeschouwers: 800 Scheidsrechter: Charles Corver |
| 30 maart 1969 |                                                                         |       |         | Stadion: Noordersportpark, Haarlem Toeschouwers: 800 Scheidsrechter: Charles Corver |
| 30 maart 1969 |                                                                         |       |         | Stadion: Noordersportpark, Haarlem Toeschouwers: 800 Scheidsrechter: Charles Corver |
|               |                                                                         |       |         |                                                                                     |

|               |                                    |       |      |                                                                                           |
| 30 maart 1969 | Zwolsche Boys                      | 2 – 0 | NOAD | Stadion: Gemeentelijk Sportpark, Zwolle Toeschouwers: 1.500 Scheidsrechter: Siem Wellinga |
| 30 maart 1969 | Sietze Veen 32' Freek Schutten 66' |       |      | Stadion: Gemeentelijk Sportpark, Zwolle Toeschouwers: 1.500 Scheidsrechter: Siem Wellinga |
| 30 maart 1969 |                                    |       |      | Stadion: Gemeentelijk Sportpark, Zwolle Toeschouwers: 1.500 Scheidsrechter: Siem Wellinga |
| 30 maart 1969 |                                    |       |      | Stadion: Gemeentelijk Sportpark, Zwolle Toeschouwers: 1.500 Scheidsrechter: Siem Wellinga |
|               |                                    |       |      |                                                                                           |

|               |                       |       |                                 |                                                                                 |
| 30 maart 1969 | Limburgia             | 2 – 2 | Heerenveen                      | Stadion: Venweg, Brunssum Toeschouwers: 2.500 Scheidsrechter: Gerrit Berrevoets |
| 30 maart 1969 | Willy Coolen 42', 52' |       | 75' Guus Joustra 86' Hans Zwart | Stadion: Venweg, Brunssum Toeschouwers: 2.500 Scheidsrechter: Gerrit Berrevoets |
| 30 maart 1969 |                       |       |                                 | Stadion: Venweg, Brunssum Toeschouwers: 2.500 Scheidsrechter: Gerrit Berrevoets |
| 30 maart 1969 |                       |       |                                 | Stadion: Venweg, Brunssum Toeschouwers: 2.500 Scheidsrechter: Gerrit Berrevoets |
|               |                       |       |                                 |                                                                                 |

|               |                |       |                                                 |                                                                           |
| 30 maart 1969 | Hermes DVS     | 1 – 3 | Fortuna Vlaardingen                             | Stadion: Harga, Schiedam Toeschouwers: 2.000 Scheidsrechter: Jef Dorpmans |
| 30 maart 1969 | Ger Bakkes 23' |       | 37' Ed Verweel 52' Jan Baksteen 60' Jan Hordijk | Stadion: Harga, Schiedam Toeschouwers: 2.000 Scheidsrechter: Jef Dorpmans |
| 30 maart 1969 |                |       |                                                 | Stadion: Harga, Schiedam Toeschouwers: 2.000 Scheidsrechter: Jef Dorpmans |
| 30 maart 1969 |                |       |                                                 | Stadion: Harga, Schiedam Toeschouwers: 2.000 Scheidsrechter: Jef Dorpmans |
|               |                |       |                                                 |                                                                           |

|               |                                                                  |       |                  |                                                                                   |
| 30 maart 1969 | De Graafschap                                                    | 5 – 2 | PEC              | Stadion: De Vijverberg, Doetinchem Toeschouwers: 3.500 Scheidsrechter: Jan Keizer |
| 30 maart 1969 | Guus Hiddink 12', 16' Bennie Bartelink 25' Arie Beekman 54', 73' |       | 5', 20' Theo Kok | Stadion: De Vijverberg, Doetinchem Toeschouwers: 3.500 Scheidsrechter: Jan Keizer |
| 30 maart 1969 |                                                                  |       |                  | Stadion: De Vijverberg, Doetinchem Toeschouwers: 3.500 Scheidsrechter: Jan Keizer |
| 30 maart 1969 |                                                                  |       |                  | Stadion: De Vijverberg, Doetinchem Toeschouwers: 3.500 Scheidsrechter: Jan Keizer |
|               |                                                                  |       |                  |                                                                                   |

|               |                   |       |                                  |                                                                              |
| 30 maart 1969 | Baronie           | 1 – 2 | ZFC                              | Stadion: De Blauwe Kei, Breda Toeschouwers: 500 Scheidsrechter: Henk Weerink |
| 30 maart 1969 | Cees Heijboer 10' |       | 11' Ab Ruitenbeek 86' Jan Beelen | Stadion: De Blauwe Kei, Breda Toeschouwers: 500 Scheidsrechter: Henk Weerink |
| 30 maart 1969 |                   |       |                                  | Stadion: De Blauwe Kei, Breda Toeschouwers: 500 Scheidsrechter: Henk Weerink |
| 30 maart 1969 |                   |       |                                  | Stadion: De Blauwe Kei, Breda Toeschouwers: 500 Scheidsrechter: Henk Weerink |
|               |                   |       |                                  |                                                                              |

|               |                   |       |                                                                            |                                                                               |
| 30 maart 1969 | AGOVV             | 1 – 4 | Excelsior                                                                  | Stadion: Berg & Bos, Apeldoorn Toeschouwers: 1.500 Scheidsrechter: Jan Regtop |
| 30 maart 1969 | Pauke Meijers 80' |       | 9' Thijs Libregts 18' Thijs Kwakkernaat 20' Hans Bassant 57' Jan Kleingeld | Stadion: Berg & Bos, Apeldoorn Toeschouwers: 1.500 Scheidsrechter: Jan Regtop |
| 30 maart 1969 |                   |       |                                                                            | Stadion: Berg & Bos, Apeldoorn Toeschouwers: 1.500 Scheidsrechter: Jan Regtop |
| 30 maart 1969 |                   |       |                                                                            | Stadion: Berg & Bos, Apeldoorn Toeschouwers: 1.500 Scheidsrechter: Jan Regtop |
|               |                   |       |                                                                            |                                                                               |

|               |                                                     |       |                                       |                                                                        |
| 30 maart 1969 | FC VVV                                              | 3 – 2 | SC Drente                             | Stadion: De Kraal, Venlo Toeschouwers: 2.000 Scheidsrechter: Henk Vlug |
| 30 maart 1969 | Ton van Elst 52' Huub Vercoulen 53' Frans Derix 85' |       | 15' Gerrie de Jonge 47' Tonny Roosken | Stadion: De Kraal, Venlo Toeschouwers: 2.000 Scheidsrechter: Henk Vlug |
| 30 maart 1969 |                                                     |       |                                       | Stadion: De Kraal, Venlo Toeschouwers: 2.000 Scheidsrechter: Henk Vlug |
| 30 maart 1969 |                                                     |       |                                       | Stadion: De Kraal, Venlo Toeschouwers: 2.000 Scheidsrechter: Henk Vlug |
|               |                                                     |       |                                       |                                                                        |

## Speelronde 26
|              |                                                                    |       |           |                                                                                |
| 7 april 1969 | Velox                                                              | 4 – 0 | SC Drente | Stadion: Galgenwaard, Utrecht Toeschouwers: 1.500 Scheidsrechter: Henk Geurens |
| 7 april 1969 | Piet de Vries 52' Marco Cabo 57' Harrie Hilverts 58' Paul Behm 75' |       |           | Stadion: Galgenwaard, Utrecht Toeschouwers: 1.500 Scheidsrechter: Henk Geurens |
| 7 april 1969 |                                                                    |       |           | Stadion: Galgenwaard, Utrecht Toeschouwers: 1.500 Scheidsrechter: Henk Geurens |
| 7 april 1969 |                                                                    |       |           | Stadion: Galgenwaard, Utrecht Toeschouwers: 1.500 Scheidsrechter: Henk Geurens |
|              |                                                                    |       |           |                                                                                |

|              |                                      |       |                    |                                                                                    |
| 7 april 1969 | AGOVV                                | 2 – 1 | Roda JC            | Stadion: Berg & Bos, Apeldoorn Toeschouwers: 800 Scheidsrechter: Gerrit Berrevoets |
| 7 april 1969 | Frits Hoeben 75' Jacques Wentink 77' |       | 90' Uwe Blotenberg | Stadion: Berg & Bos, Apeldoorn Toeschouwers: 800 Scheidsrechter: Gerrit Berrevoets |
| 7 april 1969 |                                      |       |                    | Stadion: Berg & Bos, Apeldoorn Toeschouwers: 800 Scheidsrechter: Gerrit Berrevoets |
| 7 april 1969 |                                      |       |                    | Stadion: Berg & Bos, Apeldoorn Toeschouwers: 800 Scheidsrechter: Gerrit Berrevoets |
|              |                                      |       |                    |                                                                                    |

|              |                                       |       |                                    |                                                                              |
| 7 april 1969 | FC VVV                                | 2 – 2 | NOAD                               | Stadion: De Kraal, Venlo Toeschouwers: 1.500 Scheidsrechter: Rinus Barmentlo |
| 7 april 1969 | Frans Derix 5' (pen.) Jan Verbong 30' |       | 40' Gerard Netten 74' Cas Janssens | Stadion: De Kraal, Venlo Toeschouwers: 1.500 Scheidsrechter: Rinus Barmentlo |
| 7 april 1969 |                                       |       |                                    | Stadion: De Kraal, Venlo Toeschouwers: 1.500 Scheidsrechter: Rinus Barmentlo |
| 7 april 1969 |                                       |       |                                    | Stadion: De Kraal, Venlo Toeschouwers: 1.500 Scheidsrechter: Rinus Barmentlo |
|              |                                       |       |                                    |                                                                              |

|              |                                             |       |                                    |                                                                                              |
| 7 april 1969 | SC Gooiland                                 | 3 – 2 | Heerenveen                         | Stadion: Gemeentelijk Sportpark, Hilversum Toeschouwers: 2.000 Scheidsrechter: Siem Wellinga |
| 7 april 1969 | Sveto Stanišić 9', 49' Joop Wendelgelst 78' |       | 9' Roel Huitema 86' Henk Zoetendal | Stadion: Gemeentelijk Sportpark, Hilversum Toeschouwers: 2.000 Scheidsrechter: Siem Wellinga |
| 7 april 1969 |                                             |       |                                    | Stadion: Gemeentelijk Sportpark, Hilversum Toeschouwers: 2.000 Scheidsrechter: Siem Wellinga |
| 7 april 1969 |                                             |       |                                    | Stadion: Gemeentelijk Sportpark, Hilversum Toeschouwers: 2.000 Scheidsrechter: Siem Wellinga |
|              |                                             |       |                                    |                                                                                              |

|              |                                           |       |                 |                                                                          |
| 7 april 1969 | Baronie                                   | 3 – 1 | EDO             | Stadion: De Blauwe Kei, Breda Toeschouwers: 500 Scheidsrechter: Jan Beck |
| 7 april 1969 | Kees van Ierssel 2' Ferry Pirard 40', 69' |       | 89' Rob Bosdijk | Stadion: De Blauwe Kei, Breda Toeschouwers: 500 Scheidsrechter: Jan Beck |
| 7 april 1969 |                                           |       |                 | Stadion: De Blauwe Kei, Breda Toeschouwers: 500 Scheidsrechter: Jan Beck |
| 7 april 1969 |                                           |       |                 | Stadion: De Blauwe Kei, Breda Toeschouwers: 500 Scheidsrechter: Jan Beck |
|              |                                           |       |                 |                                                                          |

|              |                   |       |                     |                                                                                        |
| 7 april 1969 | Zwolsche Boys     | 1 – 0 | Fortuna Vlaardingen | Stadion: Gemeentelijk Sportpark, Zwolle Toeschouwers: 3.500 Scheidsrechter: Jan Regtop |
| 7 april 1969 | Ger Lagendijk 83' |       |                     | Stadion: Gemeentelijk Sportpark, Zwolle Toeschouwers: 3.500 Scheidsrechter: Jan Regtop |
| 7 april 1969 |                   |       |                     | Stadion: Gemeentelijk Sportpark, Zwolle Toeschouwers: 3.500 Scheidsrechter: Jan Regtop |
| 7 april 1969 |                   |       |                     | Stadion: Gemeentelijk Sportpark, Zwolle Toeschouwers: 3.500 Scheidsrechter: Jan Regtop |
|              |                   |       |                     |                                                                                        |

|              |                                                                  |       |                                                           |                                                                         |
| 7 april 1969 | Limburgia                                                        | 4 – 3 | PEC                                                       | Stadion: Venweg, Brunssum Toeschouwers: 3.000 Scheidsrechter: Henk Vlug |
| 7 april 1969 | Ferdi Schreven 26', 66' Jacques Maas 37' (pen.) Piet Hermans 43' |       | 61' Henk Leusink 72' Ger Schuurman 87' Puck van der Horst | Stadion: Venweg, Brunssum Toeschouwers: 3.000 Scheidsrechter: Henk Vlug |
| 7 april 1969 |                                                                  |       |                                                           | Stadion: Venweg, Brunssum Toeschouwers: 3.000 Scheidsrechter: Henk Vlug |
| 7 april 1969 |                                                                  |       |                                                           | Stadion: Venweg, Brunssum Toeschouwers: 3.000 Scheidsrechter: Henk Vlug |
|              |                                                                  |       |                                                           |                                                                         |

|              |               |       |                                                              |                                                                           |
| 7 april 1969 | Hermes DVS    | 1 – 3 | ZFC                                                          | Stadion: Harga, Schiedam Toeschouwers: 250 Scheidsrechter: Charles Corver |
| 7 april 1969 | Wim Klein 87' |       | 6' Piet Ouderland 32' Dirk-Jan van Zaane 71' Peter van Ingen | Stadion: Harga, Schiedam Toeschouwers: 250 Scheidsrechter: Charles Corver |
| 7 april 1969 |               |       |                                                              | Stadion: Harga, Schiedam Toeschouwers: 250 Scheidsrechter: Charles Corver |
| 7 april 1969 |               |       |                                                              | Stadion: Harga, Schiedam Toeschouwers: 250 Scheidsrechter: Charles Corver |
|              |               |       |                                                              |                                                                           |

|              |                |       |                                        |                                                                                     |
| 7 april 1969 | De Graafschap  | 1 – 2 | Excelsior                              | Stadion: De Vijverberg, Doetinchem Toeschouwers: 8.000 Scheidsrechter: Theo Boosten |
| 7 april 1969 | Fred Jaski 35' |       | 61' Hans Bassant 88' Thijs Kwakkernaat | Stadion: De Vijverberg, Doetinchem Toeschouwers: 8.000 Scheidsrechter: Theo Boosten |
| 7 april 1969 |                |       |                                        | Stadion: De Vijverberg, Doetinchem Toeschouwers: 8.000 Scheidsrechter: Theo Boosten |
| 7 april 1969 |                |       |                                        | Stadion: De Vijverberg, Doetinchem Toeschouwers: 8.000 Scheidsrechter: Theo Boosten |
|              |                |       |                                        |                                                                                     |

## Speelronde 27
|               |                                                 |       |                       |                                                                                   |
| 13 april 1969 | ZFC                                             | 3 – 1 | AGOVV                 | Stadion: Westzanerdijk, Zaandam Toeschouwers: 1.000 Scheidsrechter: Siem Wellinga |
| 13 april 1969 | Abe van den Ban 62', 70' Dirk-Jan van Zaane 65' |       | 56' Aad van der Voort | Stadion: Westzanerdijk, Zaandam Toeschouwers: 1.000 Scheidsrechter: Siem Wellinga |
| 13 april 1969 |                                                 |       |                       | Stadion: Westzanerdijk, Zaandam Toeschouwers: 1.000 Scheidsrechter: Siem Wellinga |
| 13 april 1969 |                                                 |       |                       | Stadion: Westzanerdijk, Zaandam Toeschouwers: 1.000 Scheidsrechter: Siem Wellinga |
|               |                                                 |       |                       |                                                                                   |

|               |           |       |        |                                                                             |
| 13 april 1969 | Excelsior | 0 – 0 | FC VVV | Stadion: Woudestein, Rotterdam Toeschouwers: 2.500 Scheidsrechter: Jan Beck |
| 13 april 1969 |           |       |        | Stadion: Woudestein, Rotterdam Toeschouwers: 2.500 Scheidsrechter: Jan Beck |
| 13 april 1969 |           |       |        | Stadion: Woudestein, Rotterdam Toeschouwers: 2.500 Scheidsrechter: Jan Beck |
| 13 april 1969 |           |       |        | Stadion: Woudestein, Rotterdam Toeschouwers: 2.500 Scheidsrechter: Jan Beck |
|               |           |       |        |                                                                             |

|               |     |       |            |                                                                                   |
| 13 april 1969 | EDO | 0 – 0 | Hermes DVS | Stadion: Noordersportpark, Haarlem Toeschouwers: 900 Scheidsrechter: Joop Mulders |
| 13 april 1969 |     |       |            | Stadion: Noordersportpark, Haarlem Toeschouwers: 900 Scheidsrechter: Joop Mulders |
| 13 april 1969 |     |       |            | Stadion: Noordersportpark, Haarlem Toeschouwers: 900 Scheidsrechter: Joop Mulders |
| 13 april 1969 |     |       |            | Stadion: Noordersportpark, Haarlem Toeschouwers: 900 Scheidsrechter: Joop Mulders |
|               |     |       |            |                                                                                   |

|               |                     |       |               |                                                                                      |
| 13 april 1969 | Fortuna Vlaardingen | 0 – 0 | De Graafschap | Stadion: Floreslaan, Vlaardingen Toeschouwers: 5.000 Scheidsrechter: Arie van Gemert |
| 13 april 1969 |                     |       |               | Stadion: Floreslaan, Vlaardingen Toeschouwers: 5.000 Scheidsrechter: Arie van Gemert |
| 13 april 1969 |                     |       |               | Stadion: Floreslaan, Vlaardingen Toeschouwers: 5.000 Scheidsrechter: Arie van Gemert |
| 13 april 1969 |                     |       |               | Stadion: Floreslaan, Vlaardingen Toeschouwers: 5.000 Scheidsrechter: Arie van Gemert |
|               |                     |       |               |                                                                                      |

|               |                         |       |                               |                                                                                        |
| 13 april 1969 | PEC                     | 1 – 2 | Velox                         | Stadion: Zwolle, De Vrolijkheid Toeschouwers: 2.000 Scheidsrechter: Koen Hoppenbrouwer |
| 13 april 1969 | Jan Fiechter 80' (pen.) |       | 42' Paul Behm 68' Cor Adelaar | Stadion: Zwolle, De Vrolijkheid Toeschouwers: 2.000 Scheidsrechter: Koen Hoppenbrouwer |
| 13 april 1969 |                         |       |                               | Stadion: Zwolle, De Vrolijkheid Toeschouwers: 2.000 Scheidsrechter: Koen Hoppenbrouwer |
| 13 april 1969 |                         |       |                               | Stadion: Zwolle, De Vrolijkheid Toeschouwers: 2.000 Scheidsrechter: Koen Hoppenbrouwer |
|               |                         |       |                               |                                                                                        |

|               |                |       |             |                                                                                         |
| 13 april 1969 | SC Drente      | 1 – 0 | SC Gooiland | Stadion: Mr. Ovingstraat, Klazienaveen Toeschouwers: 800 Scheidsrechter: Tjeerd Elsinga |
| 13 april 1969 | Luc Gerdes 60' |       |             | Stadion: Mr. Ovingstraat, Klazienaveen Toeschouwers: 800 Scheidsrechter: Tjeerd Elsinga |
| 13 april 1969 |                |       |             | Stadion: Mr. Ovingstraat, Klazienaveen Toeschouwers: 800 Scheidsrechter: Tjeerd Elsinga |
| 13 april 1969 |                |       |             | Stadion: Mr. Ovingstraat, Klazienaveen Toeschouwers: 800 Scheidsrechter: Tjeerd Elsinga |
|               |                |       |             |                                                                                         |

|               |                                                                        |       |                                |                                                                              |
| 13 april 1969 | Roda JC                                                                | 6 – 2 | Zwolsche Boys                  | Stadion: Kaalheide, Kerkrade Toeschouwers: 1.000 Scheidsrechter: Henk Pijper |
| 13 april 1969 | Uwe Blotenberg 8', 24', 30', 63' Hens Fischer 16' Wim Langenhuizen 69' |       | 34' Ger Lagendijk 45' Henk Ras | Stadion: Kaalheide, Kerkrade Toeschouwers: 1.000 Scheidsrechter: Henk Pijper |
| 13 april 1969 |                                                                        |       |                                | Stadion: Kaalheide, Kerkrade Toeschouwers: 1.000 Scheidsrechter: Henk Pijper |
| 13 april 1969 |                                                                        |       |                                | Stadion: Kaalheide, Kerkrade Toeschouwers: 1.000 Scheidsrechter: Henk Pijper |
|               |                                                                        |       |                                |                                                                              |

|               |                                          |       |           |                                                                                         |
| 13 april 1969 | NOAD                                     | 2 – 0 | Limburgia | Stadion: Gemeentelijk Sportpark, Tilburg Toeschouwers: 700 Scheidsrechter: Henk Geurens |
| 13 april 1969 | Bart Stovers 82' Cas Janssens 89' (pen.) |       |           | Stadion: Gemeentelijk Sportpark, Tilburg Toeschouwers: 700 Scheidsrechter: Henk Geurens |
| 13 april 1969 |                                          |       |           | Stadion: Gemeentelijk Sportpark, Tilburg Toeschouwers: 700 Scheidsrechter: Henk Geurens |
| 13 april 1969 |                                          |       |           | Stadion: Gemeentelijk Sportpark, Tilburg Toeschouwers: 700 Scheidsrechter: Henk Geurens |
|               |                                          |       |           |                                                                                         |

|               |            |       |         |                                                                                |
| 13 april 1969 | Heerenveen | 0 – 0 | Baronie | Stadion: Noord, Heerenveen Toeschouwers: 1.500 Scheidsrechter: Bernard Verbeek |
| 13 april 1969 |            |       |         | Stadion: Noord, Heerenveen Toeschouwers: 1.500 Scheidsrechter: Bernard Verbeek |
| 13 april 1969 |            |       |         | Stadion: Noord, Heerenveen Toeschouwers: 1.500 Scheidsrechter: Bernard Verbeek |
| 13 april 1969 |            |       |         | Stadion: Noord, Heerenveen Toeschouwers: 1.500 Scheidsrechter: Bernard Verbeek |
|               |            |       |         |                                                                                |

## Speelronde 28
|               |       |       |      |                                                                              |
| 20 april 1969 | Velox | 0 – 0 | NOAD | Stadion: Galgenwaard, Utrecht Toeschouwers: 1.000 Scheidsrechter: Jan Regtop |
| 20 april 1969 |       |       |      | Stadion: Galgenwaard, Utrecht Toeschouwers: 1.000 Scheidsrechter: Jan Regtop |
| 20 april 1969 |       |       |      | Stadion: Galgenwaard, Utrecht Toeschouwers: 1.000 Scheidsrechter: Jan Regtop |
| 20 april 1969 |       |       |      | Stadion: Galgenwaard, Utrecht Toeschouwers: 1.000 Scheidsrechter: Jan Regtop |
|               |       |       |      |                                                                              |

|               |                                             |       |                |                                                                               |
| 20 april 1969 | AGOVV                                       | 2 – 1 | EDO            | Stadion: Berg & Bos, Apeldoorn Toeschouwers: 850 Scheidsrechter: Henk Weerink |
| 20 april 1969 | Aad van der Voort 67' Leo van de Kraats 75' |       | 40' Ferry Kock | Stadion: Berg & Bos, Apeldoorn Toeschouwers: 850 Scheidsrechter: Henk Weerink |
| 20 april 1969 |                                             |       |                | Stadion: Berg & Bos, Apeldoorn Toeschouwers: 850 Scheidsrechter: Henk Weerink |
| 20 april 1969 |                                             |       |                | Stadion: Berg & Bos, Apeldoorn Toeschouwers: 850 Scheidsrechter: Henk Weerink |
|               |                                             |       |                |                                                                               |

|               |                                    |       |                                |                                                                             |
| 20 april 1969 | FC VVV                             | 2 – 2 | Fortuna Vlaardingen            | Stadion: De Kraal, Venlo Toeschouwers: 2.500 Scheidsrechter: Charles Corver |
| 20 april 1969 | Frans Derix 13' Henk Speijcken 50' |       | 16' Jan Hordijk 81' Jan Bouman | Stadion: De Kraal, Venlo Toeschouwers: 2.500 Scheidsrechter: Charles Corver |
| 20 april 1969 |                                    |       |                                | Stadion: De Kraal, Venlo Toeschouwers: 2.500 Scheidsrechter: Charles Corver |
| 20 april 1969 |                                    |       |                                | Stadion: De Kraal, Venlo Toeschouwers: 2.500 Scheidsrechter: Charles Corver |
|               |                                    |       |                                |                                                                             |

|               |                                        |       |     |                                                                                         |
| 20 april 1969 | SC Gooiland                            | 2 – 0 | PEC | Stadion: Gemeentelijk Sportpark, Hilversum Toeschouwers: 1.200 Scheidsrechter: Jan Beck |
| 20 april 1969 | Henk Kanselaar 37' Wim Riechelmann 77' |       |     | Stadion: Gemeentelijk Sportpark, Hilversum Toeschouwers: 1.200 Scheidsrechter: Jan Beck |
| 20 april 1969 |                                        |       |     | Stadion: Gemeentelijk Sportpark, Hilversum Toeschouwers: 1.200 Scheidsrechter: Jan Beck |
| 20 april 1969 |                                        |       |     | Stadion: Gemeentelijk Sportpark, Hilversum Toeschouwers: 1.200 Scheidsrechter: Jan Beck |
|               |                                        |       |     |                                                                                         |

|               |                   |       |     |                                                                                               |
| 20 april 1969 | Zwolsche Boys     | 1 – 0 | ZFC | Stadion: Gemeentelijk Sportpark, Zwolle Toeschouwers: 1.200 Scheidsrechter: Gerrit Berrevoets |
| 20 april 1969 | Ger Lagendijk 59' |       |     | Stadion: Gemeentelijk Sportpark, Zwolle Toeschouwers: 1.200 Scheidsrechter: Gerrit Berrevoets |
| 20 april 1969 |                   |       |     | Stadion: Gemeentelijk Sportpark, Zwolle Toeschouwers: 1.200 Scheidsrechter: Gerrit Berrevoets |
| 20 april 1969 |                   |       |     | Stadion: Gemeentelijk Sportpark, Zwolle Toeschouwers: 1.200 Scheidsrechter: Gerrit Berrevoets |
|               |                   |       |     |                                                                                               |

|               |                  |       |                                 |                                                                             |
| 20 april 1969 | Limburgia        | 1 – 2 | Excelsior                       | Stadion: Venweg, Brunssum Toeschouwers: 3.500 Scheidsrechter: Siem Wellinga |
| 20 april 1969 | Piet Hermans 24' |       | 60' Rob Jacobs 77' Hans Bassant | Stadion: Venweg, Brunssum Toeschouwers: 3.500 Scheidsrechter: Siem Wellinga |
| 20 april 1969 |                  |       |                                 | Stadion: Venweg, Brunssum Toeschouwers: 3.500 Scheidsrechter: Siem Wellinga |
| 20 april 1969 |                  |       |                                 | Stadion: Venweg, Brunssum Toeschouwers: 3.500 Scheidsrechter: Siem Wellinga |
|               |                  |       |                                 |                                                                             |

|               |            |       |           |                                                                                |
| 20 april 1969 | Heerenveen | 0 – 0 | SC Drente | Stadion: Noord, Heerenveen Toeschouwers: 1.700 Scheidsrechter: Rinus Barmentlo |
| 20 april 1969 |            |       |           | Stadion: Noord, Heerenveen Toeschouwers: 1.700 Scheidsrechter: Rinus Barmentlo |
| 20 april 1969 |            |       |           | Stadion: Noord, Heerenveen Toeschouwers: 1.700 Scheidsrechter: Rinus Barmentlo |
| 20 april 1969 |            |       |           | Stadion: Noord, Heerenveen Toeschouwers: 1.700 Scheidsrechter: Rinus Barmentlo |
|               |            |       |           |                                                                                |

|               |                                      |       |               |                                                                              |
| 20 april 1969 | Baronie                              | 2 – 1 | Hermes DVS    | Stadion: De Blauwe Kei, Breda Toeschouwers: 750 Scheidsrechter: Henk Geurens |
| 20 april 1969 | Ferry Pirard 9' Kees van Ierssel 90' |       | 56' Wim Klein | Stadion: De Blauwe Kei, Breda Toeschouwers: 750 Scheidsrechter: Henk Geurens |
| 20 april 1969 |                                      |       |               | Stadion: De Blauwe Kei, Breda Toeschouwers: 750 Scheidsrechter: Henk Geurens |
| 20 april 1969 |                                      |       |               | Stadion: De Blauwe Kei, Breda Toeschouwers: 750 Scheidsrechter: Henk Geurens |
|               |                                      |       |               |                                                                              |

|               |                                    |       |         |                                                                                     |
| 20 april 1969 | De Graafschap                      | 2 – 0 | Roda JC | Stadion: De Vijverberg, Doetinchem Toeschouwers: 5.000 Scheidsrechter: Henk Klopper |
| 20 april 1969 | Henk Overgoor 56' Arie Beekman 89' |       |         | Stadion: De Vijverberg, Doetinchem Toeschouwers: 5.000 Scheidsrechter: Henk Klopper |
| 20 april 1969 |                                    |       |         | Stadion: De Vijverberg, Doetinchem Toeschouwers: 5.000 Scheidsrechter: Henk Klopper |
| 20 april 1969 |                                    |       |         | Stadion: De Vijverberg, Doetinchem Toeschouwers: 5.000 Scheidsrechter: Henk Klopper |
|               |                                    |       |         |                                                                                     |

## Speelronde 29
|               |                    |       |                  |                                                                                |
| 27 april 1969 | ZFC                | 1 – 1 | De Graafschap    | Stadion: Westzanerdijk, Zaandam Toeschouwers: 2.500 Scheidsrechter: Jan Regtop |
| 27 april 1969 | Piet Ouderland 33' |       | 36' Guus Hiddink | Stadion: Westzanerdijk, Zaandam Toeschouwers: 2.500 Scheidsrechter: Jan Regtop |
| 27 april 1969 |                    |       |                  | Stadion: Westzanerdijk, Zaandam Toeschouwers: 2.500 Scheidsrechter: Jan Regtop |
| 27 april 1969 |                    |       |                  | Stadion: Westzanerdijk, Zaandam Toeschouwers: 2.500 Scheidsrechter: Jan Regtop |
|               |                    |       |                  |                                                                                |

|               |                                                  |       |       |                                                                                      |
| 27 april 1969 | Excelsior                                        | 4 – 0 | Velox | Stadion: Woudestein, Rotterdam Toeschouwers: 4.000 Scheidsrechter: Gerrit Berrevoets |
| 27 april 1969 | Thijs Kwakkernaat 27', 57', 72' Hans Bassant 77' |       |       | Stadion: Woudestein, Rotterdam Toeschouwers: 4.000 Scheidsrechter: Gerrit Berrevoets |
| 27 april 1969 |                                                  |       |       | Stadion: Woudestein, Rotterdam Toeschouwers: 4.000 Scheidsrechter: Gerrit Berrevoets |
| 27 april 1969 |                                                  |       |       | Stadion: Woudestein, Rotterdam Toeschouwers: 4.000 Scheidsrechter: Gerrit Berrevoets |
|               |                                                  |       |       |                                                                                      |

|               |                                  |       |                                                |                                                                                         |
| 27 april 1969 | SC Drente                        | 2 – 4 | Baronie                                        | Stadion: Mr. Ovingstraat, Klazienaveen Toeschouwers: 1.000 Scheidsrechter: Joop Mulders |
| 27 april 1969 | Luc Gerdes 56' Tonny Roosken 88' |       | 6' Rini van Zundert 30', 55', 78' Ferry Pirard | Stadion: Mr. Ovingstraat, Klazienaveen Toeschouwers: 1.000 Scheidsrechter: Joop Mulders |
| 27 april 1969 |                                  |       |                                                | Stadion: Mr. Ovingstraat, Klazienaveen Toeschouwers: 1.000 Scheidsrechter: Joop Mulders |
| 27 april 1969 |                                  |       |                                                | Stadion: Mr. Ovingstraat, Klazienaveen Toeschouwers: 1.000 Scheidsrechter: Joop Mulders |
|               |                                  |       |                                                |                                                                                         |

|               |            |       |       |                                                                           |
| 27 april 1969 | Hermes DVS | 0 – 0 | AGOVV | Stadion: Harga, Schiedam Toeschouwers: 300 Scheidsrechter: Tjeerd Elsinga |
| 27 april 1969 |            |       |       | Stadion: Harga, Schiedam Toeschouwers: 300 Scheidsrechter: Tjeerd Elsinga |
| 27 april 1969 |            |       |       | Stadion: Harga, Schiedam Toeschouwers: 300 Scheidsrechter: Tjeerd Elsinga |
| 27 april 1969 |            |       |       | Stadion: Harga, Schiedam Toeschouwers: 300 Scheidsrechter: Tjeerd Elsinga |
|               |            |       |       |                                                                           |

|               |                                                                       |       |                      |                                                                          |
| 27 april 1969 | Roda JC                                                               | 6 – 2 | FC VVV               | Stadion: Kaalheide, Kerkrade Toeschouwers: 1.000 Scheidsrechter: Ton Bom |
| 27 april 1969 | Horst Gnielka 15', 36' Uwe Blotenberg 37', 66', 86' John Pfeiffer 61' |       | 17', 84' Frans Derix | Stadion: Kaalheide, Kerkrade Toeschouwers: 1.000 Scheidsrechter: Ton Bom |
| 27 april 1969 |                                                                       |       |                      | Stadion: Kaalheide, Kerkrade Toeschouwers: 1.000 Scheidsrechter: Ton Bom |
| 27 april 1969 |                                                                       |       |                      | Stadion: Kaalheide, Kerkrade Toeschouwers: 1.000 Scheidsrechter: Ton Bom |
|               |                                                                       |       |                      |                                                                          |

|               |                                |       |             |                                                                                             |
| 27 april 1969 | NOAD                           | 2 – 0 | SC Gooiland | Stadion: Gemeentelijk Sportpark, Tilburg Toeschouwers: 1.500 Scheidsrechter: Charles Corver |
| 27 april 1969 | Cas Janssens 26' Wil Uyens 75' |       |             | Stadion: Gemeentelijk Sportpark, Tilburg Toeschouwers: 1.500 Scheidsrechter: Charles Corver |
| 27 april 1969 |                                |       |             | Stadion: Gemeentelijk Sportpark, Tilburg Toeschouwers: 1.500 Scheidsrechter: Charles Corver |
| 27 april 1969 |                                |       |             | Stadion: Gemeentelijk Sportpark, Tilburg Toeschouwers: 1.500 Scheidsrechter: Charles Corver |
|               |                                |       |             |                                                                                             |

|               |                           |       |               |                                                                                        |
| 27 april 1969 | EDO                       | 3 – 0 | Zwolsche Boys | Stadion: Noordersportpark, Haarlem Toeschouwers: 1.000 Scheidsrechter: Bernard Verbeek |
| 27 april 1969 | Rob Bosdijk 44', 67', 85' |       |               | Stadion: Noordersportpark, Haarlem Toeschouwers: 1.000 Scheidsrechter: Bernard Verbeek |
| 27 april 1969 |                           |       |               | Stadion: Noordersportpark, Haarlem Toeschouwers: 1.000 Scheidsrechter: Bernard Verbeek |
| 27 april 1969 |                           |       |               | Stadion: Noordersportpark, Haarlem Toeschouwers: 1.000 Scheidsrechter: Bernard Verbeek |
|               |                           |       |               |                                                                                        |

|               |                                             |       |           |                                                                               |
| 27 april 1969 | Fortuna Vlaardingen                         | 2 – 0 | Limburgia | Stadion: Floreslaan, Vlaardingen Toeschouwers: 4.000 Scheidsrechter: Jan Beck |
| 27 april 1969 | Jan Hordijk 74' Marcus Schippers 75' (pen.) |       |           | Stadion: Floreslaan, Vlaardingen Toeschouwers: 4.000 Scheidsrechter: Jan Beck |
| 27 april 1969 |                                             |       |           | Stadion: Floreslaan, Vlaardingen Toeschouwers: 4.000 Scheidsrechter: Jan Beck |
| 27 april 1969 |                                             |       |           | Stadion: Floreslaan, Vlaardingen Toeschouwers: 4.000 Scheidsrechter: Jan Beck |
|               |                                             |       |           |                                                                               |

|               |     |       |            |                                                                                  |
| 27 april 1969 | PEC | 0 – 0 | Heerenveen | Stadion: Zwolle, De Vrolijkheid Toeschouwers: 1.500 Scheidsrechter: Henk Weerink |
| 27 april 1969 |     |       |            | Stadion: Zwolle, De Vrolijkheid Toeschouwers: 1.500 Scheidsrechter: Henk Weerink |
| 27 april 1969 |     |       |            | Stadion: Zwolle, De Vrolijkheid Toeschouwers: 1.500 Scheidsrechter: Henk Weerink |
| 27 april 1969 |     |       |            | Stadion: Zwolle, De Vrolijkheid Toeschouwers: 1.500 Scheidsrechter: Henk Weerink |
|               |     |       |            |                                                                                  |

## Speelronde 30
|             |                       |       |                     |                                                                            |
| 11 mei 1969 | Velox                 | 1 – 1 | Fortuna Vlaardingen | Stadion: Galgenwaard, Utrecht Toeschouwers: 500 Scheidsrechter: Jan Keizer |
| 11 mei 1969 | Cees van den Berg 25' |       | 40' Jan Bouman      | Stadion: Galgenwaard, Utrecht Toeschouwers: 500 Scheidsrechter: Jan Keizer |
| 11 mei 1969 |                       |       |                     | Stadion: Galgenwaard, Utrecht Toeschouwers: 500 Scheidsrechter: Jan Keizer |
| 11 mei 1969 |                       |       |                     | Stadion: Galgenwaard, Utrecht Toeschouwers: 500 Scheidsrechter: Jan Keizer |
|             |                       |       |                     |                                                                            |

|             |                     |       |                                                      |                                                                                        |
| 11 mei 1969 | Zwolsche Boys       | 1 – 3 | Hermes DVS                                           | Stadion: Gemeentelijk Sportpark, Zwolle Toeschouwers: 800 Scheidsrechter: Henk Weerink |
| 11 mei 1969 | Wojo Gardašević 85' |       | 12' Theo de Raaij 72' Cees van Kooten 89' Ger Bakkes | Stadion: Gemeentelijk Sportpark, Zwolle Toeschouwers: 800 Scheidsrechter: Henk Weerink |
| 11 mei 1969 |                     |       |                                                      | Stadion: Gemeentelijk Sportpark, Zwolle Toeschouwers: 800 Scheidsrechter: Henk Weerink |
| 11 mei 1969 |                     |       |                                                      | Stadion: Gemeentelijk Sportpark, Zwolle Toeschouwers: 800 Scheidsrechter: Henk Weerink |
|             |                     |       |                                                      |                                                                                        |

|             |                        |       |                                                                               |                                                                            |
| 11 mei 1969 | Limburgia              | 1 – 4 | Roda JC                                                                       | Stadion: Venweg, Brunssum Toeschouwers: 4.000 Scheidsrechter: Henk Geurens |
| 11 mei 1969 | Jacques Maas 6' (pen.) |       | 25' Wim Langenhuizen 41' Horst Gnielka 77' Matthieu Spronck 88' Walter Kousen | Stadion: Venweg, Brunssum Toeschouwers: 4.000 Scheidsrechter: Henk Geurens |
| 11 mei 1969 |                        |       |                                                                               | Stadion: Venweg, Brunssum Toeschouwers: 4.000 Scheidsrechter: Henk Geurens |
| 11 mei 1969 |                        |       |                                                                               | Stadion: Venweg, Brunssum Toeschouwers: 4.000 Scheidsrechter: Henk Geurens |
|             |                        |       |                                                                               |                                                                            |

|             |                                                              |       |      |                                                                          |
| 11 mei 1969 | Heerenveen                                                   | 4 – 0 | NOAD | Stadion: Noord, Heerenveen Toeschouwers: 1.000 Scheidsrechter: Henk Vlug |
| 11 mei 1969 | Henk Zoetendal 53' Thomas Haan 66', 87' Cees Kist 82' (pen.) |       |      | Stadion: Noord, Heerenveen Toeschouwers: 1.000 Scheidsrechter: Henk Vlug |
| 11 mei 1969 |                                                              |       |      | Stadion: Noord, Heerenveen Toeschouwers: 1.000 Scheidsrechter: Henk Vlug |
| 11 mei 1969 |                                                              |       |      | Stadion: Noord, Heerenveen Toeschouwers: 1.000 Scheidsrechter: Henk Vlug |
|             |                                                              |       |      |                                                                          |

|             |                  |       |     |                                                                                       |
| 11 mei 1969 | De Graafschap    | 1 – 0 | EDO | Stadion: De Vijverberg, Doetinchem Toeschouwers: 5.000 Scheidsrechter: Charles Corver |
| 11 mei 1969 | Arie Beekman 78' |       |     | Stadion: De Vijverberg, Doetinchem Toeschouwers: 5.000 Scheidsrechter: Charles Corver |
| 11 mei 1969 |                  |       |     | Stadion: De Vijverberg, Doetinchem Toeschouwers: 5.000 Scheidsrechter: Charles Corver |
| 11 mei 1969 |                  |       |     | Stadion: De Vijverberg, Doetinchem Toeschouwers: 5.000 Scheidsrechter: Charles Corver |
|             |                  |       |     |                                                                                       |

|             |                                            |       |                               |                                                                                          |
| 11 mei 1969 | SC Drente                                  | 3 – 2 | PEC                           | Stadion: Mr. Ovingstraat, Klazienaveen Toeschouwers: 1.000 Scheidsrechter: Siem Wellinga |
| 11 mei 1969 | Gerrie de Jonge 15', 83' Tonny Roosken 52' |       | 42' Theo Kok 51' Jan Fiechter | Stadion: Mr. Ovingstraat, Klazienaveen Toeschouwers: 1.000 Scheidsrechter: Siem Wellinga |
| 11 mei 1969 |                                            |       |                               | Stadion: Mr. Ovingstraat, Klazienaveen Toeschouwers: 1.000 Scheidsrechter: Siem Wellinga |
| 11 mei 1969 |                                            |       |                               | Stadion: Mr. Ovingstraat, Klazienaveen Toeschouwers: 1.000 Scheidsrechter: Siem Wellinga |
|             |                                            |       |                               |                                                                                          |

|             |                                                                   |       |                  |                                                                                   |
| 11 mei 1969 | Baronie                                                           | 3 – 1 | AGOVV            | Stadion: De Blauwe Kei, Breda Toeschouwers: 1.200 Scheidsrechter: Rinus Barmentlo |
| 11 mei 1969 | Ferry Pirard 16' Kees van Ierssel 88' Henk van Ierssel 89' (pen.) |       | 9' Pauke Meijers | Stadion: De Blauwe Kei, Breda Toeschouwers: 1.200 Scheidsrechter: Rinus Barmentlo |
| 11 mei 1969 |                                                                   |       |                  | Stadion: De Blauwe Kei, Breda Toeschouwers: 1.200 Scheidsrechter: Rinus Barmentlo |
| 11 mei 1969 |                                                                   |       |                  | Stadion: De Blauwe Kei, Breda Toeschouwers: 1.200 Scheidsrechter: Rinus Barmentlo |
|             |                                                                   |       |                  |                                                                                   |

|             |        |       |     |                                                                              |
| 11 mei 1969 | FC VVV | 0 – 0 | ZFC | Stadion: De Kraal, Venlo Toeschouwers: 1.200 Scheidsrechter: Bernard Verbeek |
| 11 mei 1969 |        |       |     | Stadion: De Kraal, Venlo Toeschouwers: 1.200 Scheidsrechter: Bernard Verbeek |
| 11 mei 1969 |        |       |     | Stadion: De Kraal, Venlo Toeschouwers: 1.200 Scheidsrechter: Bernard Verbeek |
| 11 mei 1969 |        |       |     | Stadion: De Kraal, Venlo Toeschouwers: 1.200 Scheidsrechter: Bernard Verbeek |
|             |        |       |     |                                                                              |

|             |             |       |           |                                                                                             |
| 11 mei 1969 | SC Gooiland | 0 – 0 | Excelsior | Stadion: Gemeentelijk Sportpark, Hilversum Toeschouwers: 2.000 Scheidsrechter: Henk Geurens |
| 11 mei 1969 |             |       |           | Stadion: Gemeentelijk Sportpark, Hilversum Toeschouwers: 2.000 Scheidsrechter: Henk Geurens |
| 11 mei 1969 |             |       |           | Stadion: Gemeentelijk Sportpark, Hilversum Toeschouwers: 2.000 Scheidsrechter: Henk Geurens |
| 11 mei 1969 |             |       |           | Stadion: Gemeentelijk Sportpark, Hilversum Toeschouwers: 2.000 Scheidsrechter: Henk Geurens |
|             |             |       |           |                                                                                             |

## Speelronde 31
|            |     |                  |        |                                                                                       |
| 4 mei 1969 | EDO | 0 – 1            | FC VVV | Stadion: Noordersportpark, Haarlem Toeschouwers: 1.100 Scheidsrechter: Tjeerd Elsinga |
| 4 mei 1969 |     | 11' John Janssen |        | Stadion: Noordersportpark, Haarlem Toeschouwers: 1.100 Scheidsrechter: Tjeerd Elsinga |
| 4 mei 1969 |     |                  |        | Stadion: Noordersportpark, Haarlem Toeschouwers: 1.100 Scheidsrechter: Tjeerd Elsinga |
| 4 mei 1969 |     |                  |        | Stadion: Noordersportpark, Haarlem Toeschouwers: 1.100 Scheidsrechter: Tjeerd Elsinga |
|            |     |                  |        |                                                                                       |

|             |                                            |       |           |                                                                                     |
| 15 mei 1969 | ZFC                                        | 3 – 0 | Limburgia | Stadion: Westzanerdijk, Zaandam Toeschouwers: 2.500 Scheidsrechter: Rinus Barmentlo |
| 15 mei 1969 | Ab Ruitenbeek 17', 81' Peter van Ingen 61' |       |           | Stadion: Westzanerdijk, Zaandam Toeschouwers: 2.500 Scheidsrechter: Rinus Barmentlo |
| 15 mei 1969 |                                            |       |           | Stadion: Westzanerdijk, Zaandam Toeschouwers: 2.500 Scheidsrechter: Rinus Barmentlo |
| 15 mei 1969 |                                            |       |           | Stadion: Westzanerdijk, Zaandam Toeschouwers: 2.500 Scheidsrechter: Rinus Barmentlo |
|             |                                            |       |           |                                                                                     |

|             |                       |       |                  |                                                                                      |
| 15 mei 1969 | Excelsior             | 1 – 1 | Heerenveen       | Stadion: Woudestein, Rotterdam Toeschouwers: 3.000 Scheidsrechter: Henk van der Veer |
| 15 mei 1969 | Thijs Kwakkernaat 30' |       | 31' Roel Huitema | Stadion: Woudestein, Rotterdam Toeschouwers: 3.000 Scheidsrechter: Henk van der Veer |
| 15 mei 1969 |                       |       |                  | Stadion: Woudestein, Rotterdam Toeschouwers: 3.000 Scheidsrechter: Henk van der Veer |
| 15 mei 1969 |                       |       |                  | Stadion: Woudestein, Rotterdam Toeschouwers: 3.000 Scheidsrechter: Henk van der Veer |
|             |                       |       |                  |                                                                                      |

|             |               |       |                |                                                                         |
| 15 mei 1969 | Hermes DVS    | 1 – 1 | De Graafschap  | Stadion: Harga, Schiedam Toeschouwers: 200 Scheidsrechter: Henk Weerink |
| 15 mei 1969 | Wim Klein 74' |       | 40' Fred Jaski | Stadion: Harga, Schiedam Toeschouwers: 200 Scheidsrechter: Henk Weerink |
| 15 mei 1969 |               |       |                | Stadion: Harga, Schiedam Toeschouwers: 200 Scheidsrechter: Henk Weerink |
| 15 mei 1969 |               |       |                | Stadion: Harga, Schiedam Toeschouwers: 200 Scheidsrechter: Henk Weerink |
|             |               |       |                |                                                                         |

|             |                                     |       |                                                              |                                                                                      |
| 15 mei 1969 | Fortuna Vlaardingen                 | 4 – 4 | SC Gooiland                                                  | Stadion: Floreslaan, Vlaardingen Toeschouwers: 5.000 Scheidsrechter: Bernard Verbeek |
| 15 mei 1969 | Jan Hordijk 11', 52', –' Piet Janse |       | 13', 31' Eddy Westbroek 43' Sveto Stanišić 44' Piet Boogaard | Stadion: Floreslaan, Vlaardingen Toeschouwers: 5.000 Scheidsrechter: Bernard Verbeek |
| 15 mei 1969 |                                     |       |                                                              | Stadion: Floreslaan, Vlaardingen Toeschouwers: 5.000 Scheidsrechter: Bernard Verbeek |
| 15 mei 1969 |                                     |       |                                                              | Stadion: Floreslaan, Vlaardingen Toeschouwers: 5.000 Scheidsrechter: Bernard Verbeek |
|             |                                     |       |                                                              |                                                                                      |

|             |                                     |       |                                                   |                                                                                       |
| 15 mei 1969 | PEC                                 | 2 – 3 | Baronie                                           | Stadion: Zwolle, De Vrolijkheid Toeschouwers: 1.000 Scheidsrechter: Gerrit Berrevoets |
| 15 mei 1969 | Menno Dekker 63' Wolfgang Glock 68' |       | 24', 38' Ferry Pirard 44' (pen.) Henk van Ierssel | Stadion: Zwolle, De Vrolijkheid Toeschouwers: 1.000 Scheidsrechter: Gerrit Berrevoets |
| 15 mei 1969 |                                     |       |                                                   | Stadion: Zwolle, De Vrolijkheid Toeschouwers: 1.000 Scheidsrechter: Gerrit Berrevoets |
| 15 mei 1969 |                                     |       |                                                   | Stadion: Zwolle, De Vrolijkheid Toeschouwers: 1.000 Scheidsrechter: Gerrit Berrevoets |
|             |                                     |       |                                                   |                                                                                       |

|             |       |                               |               |                                                                               |
| 15 mei 1969 | AGOVV | 0 – 2                         | Zwolsche Boys | Stadion: Berg & Bos, Apeldoorn Toeschouwers: 500 Scheidsrechter: Henk Geurens |
| 15 mei 1969 |       | 65' Sietze Veen 66' Jan Ploeg |               | Stadion: Berg & Bos, Apeldoorn Toeschouwers: 500 Scheidsrechter: Henk Geurens |
| 15 mei 1969 |       |                               |               | Stadion: Berg & Bos, Apeldoorn Toeschouwers: 500 Scheidsrechter: Henk Geurens |
| 15 mei 1969 |       |                               |               | Stadion: Berg & Bos, Apeldoorn Toeschouwers: 500 Scheidsrechter: Henk Geurens |
|             |       |                               |               |                                                                               |

|             |                                     |       |                       |                                                                                 |
| 15 mei 1969 | Roda JC                             | 2 – 1 | Velox                 | Stadion: Kaalheide, Kerkrade Toeschouwers: 2.500 Scheidsrechter: Charles Corver |
| 15 mei 1969 | Walter Kousen 40' Horst Gnielka 65' |       | 39' Cees van den Berg | Stadion: Kaalheide, Kerkrade Toeschouwers: 2.500 Scheidsrechter: Charles Corver |
| 15 mei 1969 |                                     |       |                       | Stadion: Kaalheide, Kerkrade Toeschouwers: 2.500 Scheidsrechter: Charles Corver |
| 15 mei 1969 |                                     |       |                       | Stadion: Kaalheide, Kerkrade Toeschouwers: 2.500 Scheidsrechter: Charles Corver |
|             |                                     |       |                       |                                                                                 |

|             |                 |       |                                                                       |                                                                                     |
| 15 mei 1969 | NOAD            | 1 – 4 | SC Drente                                                             | Stadion: Gemeentelijk Sportpark, Tilburg Toeschouwers: 350 Scheidsrechter: Jan Beck |
| 15 mei 1969 | Theo Netten 82' |       | 15' Gerrie de Jonge 35' Jan Mink 63' Riekus Nieborg 78' Tonny Roosken | Stadion: Gemeentelijk Sportpark, Tilburg Toeschouwers: 350 Scheidsrechter: Jan Beck |
| 15 mei 1969 |                 |       |                                                                       | Stadion: Gemeentelijk Sportpark, Tilburg Toeschouwers: 350 Scheidsrechter: Jan Beck |
| 15 mei 1969 |                 |       |                                                                       | Stadion: Gemeentelijk Sportpark, Tilburg Toeschouwers: 350 Scheidsrechter: Jan Beck |
|             |                 |       |                                                                       |                                                                                     |

## Speelronde 32
|            |                                      |       |                    |                                                                            |
| 4 mei 1969 | Velox                                | 2 – 1 | ZFC                | Stadion: Galgenwaard, Utrecht Toeschouwers: 1.800 Scheidsrechter: Jan Beck |
| 4 mei 1969 | Harrie Hilverts 3' Piet de Vries 47' |       | 65' Piet Ouderland | Stadion: Galgenwaard, Utrecht Toeschouwers: 1.800 Scheidsrechter: Jan Beck |
| 4 mei 1969 |                                      |       |                    | Stadion: Galgenwaard, Utrecht Toeschouwers: 1.800 Scheidsrechter: Jan Beck |
| 4 mei 1969 |                                      |       |                    | Stadion: Galgenwaard, Utrecht Toeschouwers: 1.800 Scheidsrechter: Jan Beck |
|            |                                      |       |                    |                                                                            |

|             |                                            |       |               |                                                                                  |
| 18 mei 1969 | Baronie                                    | 3 – 0 | Zwolsche Boys | Stadion: De Blauwe Kei, Breda Toeschouwers: 1.500 Scheidsrechter: Tjeerd Elsinga |
| 18 mei 1969 | Ferry Pirard 14', 33' Rini van Zundert 67' |       |               | Stadion: De Blauwe Kei, Breda Toeschouwers: 1.500 Scheidsrechter: Tjeerd Elsinga |
| 18 mei 1969 |                                            |       |               | Stadion: De Blauwe Kei, Breda Toeschouwers: 1.500 Scheidsrechter: Tjeerd Elsinga |
| 18 mei 1969 |                                            |       |               | Stadion: De Blauwe Kei, Breda Toeschouwers: 1.500 Scheidsrechter: Tjeerd Elsinga |
|             |                                            |       |               |                                                                                  |

|             |                       |       |     |                                                                           |
| 18 mei 1969 | Limburgia             | 2 – 0 | EDO | Stadion: Venweg, Brunssum Toeschouwers: 400 Scheidsrechter: Siem Wellinga |
| 18 mei 1969 | Willy Coolen 63', 70' |       |     | Stadion: Venweg, Brunssum Toeschouwers: 400 Scheidsrechter: Siem Wellinga |
| 18 mei 1969 |                       |       |     | Stadion: Venweg, Brunssum Toeschouwers: 400 Scheidsrechter: Siem Wellinga |
| 18 mei 1969 |                       |       |     | Stadion: Venweg, Brunssum Toeschouwers: 400 Scheidsrechter: Siem Wellinga |
|             |                       |       |     |                                                                           |

|             |                  |       |                     |                                                                            |
| 18 mei 1969 | Heerenveen       | 1 – 0 | Fortuna Vlaardingen | Stadion: Noord, Heerenveen Toeschouwers: 1.500 Scheidsrechter: Jan Godding |
| 18 mei 1969 | Guus Joustra 89' |       |                     | Stadion: Noord, Heerenveen Toeschouwers: 1.500 Scheidsrechter: Jan Godding |
| 18 mei 1969 |                  |       |                     | Stadion: Noord, Heerenveen Toeschouwers: 1.500 Scheidsrechter: Jan Godding |
| 18 mei 1969 |                  |       |                     | Stadion: Noord, Heerenveen Toeschouwers: 1.500 Scheidsrechter: Jan Godding |
|             |                  |       |                     |                                                                            |

|             |                                                                           |       |                       |                                                                                     |
| 18 mei 1969 | De Graafschap                                                             | 6 – 1 | AGOVV                 | Stadion: De Vijverberg, Doetinchem Toeschouwers: 3.000 Scheidsrechter: Joop Mulders |
| 18 mei 1969 | Guus Hiddink 6', 33' (pen.), 53' Karel Melaard 21', 85' Henk Overgoor 89' |       | 51' Leo van de Kraats | Stadion: De Vijverberg, Doetinchem Toeschouwers: 3.000 Scheidsrechter: Joop Mulders |
| 18 mei 1969 |                                                                           |       |                       | Stadion: De Vijverberg, Doetinchem Toeschouwers: 3.000 Scheidsrechter: Joop Mulders |
| 18 mei 1969 |                                                                           |       |                       | Stadion: De Vijverberg, Doetinchem Toeschouwers: 3.000 Scheidsrechter: Joop Mulders |
|             |                                                                           |       |                       |                                                                                     |

|             |           |                    |           |                                                                                            |
| 18 mei 1969 | SC Drente | 0 – 1              | Excelsior | Stadion: Mr. Ovingstraat, Klazienaveen Toeschouwers: 1.000 Scheidsrechter: Joop Bentvelzen |
| 18 mei 1969 |           | 78' Thijs Libregts |           | Stadion: Mr. Ovingstraat, Klazienaveen Toeschouwers: 1.000 Scheidsrechter: Joop Bentvelzen |
| 18 mei 1969 |           |                    |           | Stadion: Mr. Ovingstraat, Klazienaveen Toeschouwers: 1.000 Scheidsrechter: Joop Bentvelzen |
| 18 mei 1969 |           |                    |           | Stadion: Mr. Ovingstraat, Klazienaveen Toeschouwers: 1.000 Scheidsrechter: Joop Bentvelzen |
|             |           |                    |           |                                                                                            |

|             |                 |       |            |                                                                              |
| 18 mei 1969 | FC VVV          | 1 – 0 | Hermes DVS | Stadion: De Kraal, Venlo Toeschouwers: 600 Scheidsrechter: Gerrit Berrevoets |
| 18 mei 1969 | Frans Derix 89' |       |            | Stadion: De Kraal, Venlo Toeschouwers: 600 Scheidsrechter: Gerrit Berrevoets |
| 18 mei 1969 |                 |       |            | Stadion: De Kraal, Venlo Toeschouwers: 600 Scheidsrechter: Gerrit Berrevoets |
| 18 mei 1969 |                 |       |            | Stadion: De Kraal, Venlo Toeschouwers: 600 Scheidsrechter: Gerrit Berrevoets |
|             |                 |       |            |                                                                              |

|             |             |       |         |                                                                                           |
| 18 mei 1969 | SC Gooiland | 0 – 0 | Roda JC | Stadion: Gemeentelijk Sportpark, Hilversum Toeschouwers: 2.000 Scheidsrechter: Jan Regtop |
| 18 mei 1969 |             |       |         | Stadion: Gemeentelijk Sportpark, Hilversum Toeschouwers: 2.000 Scheidsrechter: Jan Regtop |
| 18 mei 1969 |             |       |         | Stadion: Gemeentelijk Sportpark, Hilversum Toeschouwers: 2.000 Scheidsrechter: Jan Regtop |
| 18 mei 1969 |             |       |         | Stadion: Gemeentelijk Sportpark, Hilversum Toeschouwers: 2.000 Scheidsrechter: Jan Regtop |
|             |             |       |         |                                                                                           |

|             |                 |       |      |                                                                                |
| 18 mei 1969 | PEC             | 1 – 0 | NOAD | Stadion: Zwolle, De Vrolijkheid Toeschouwers: 800 Scheidsrechter: Henk Geurens |
| 18 mei 1969 | Martin Haar 60' |       |      | Stadion: Zwolle, De Vrolijkheid Toeschouwers: 800 Scheidsrechter: Henk Geurens |
| 18 mei 1969 |                 |       |      | Stadion: Zwolle, De Vrolijkheid Toeschouwers: 800 Scheidsrechter: Henk Geurens |
| 18 mei 1969 |                 |       |      | Stadion: Zwolle, De Vrolijkheid Toeschouwers: 800 Scheidsrechter: Henk Geurens |
|             |                 |       |      |                                                                                |

## Speelronde 33
|            |                                     |       |               |                                                                             |
| 4 mei 1969 | Roda JC                             | 2 – 1 | Heerenveen    | Stadion: Kaalheide, Kerkrade Toeschouwers: 800 Scheidsrechter: Henk Geurens |
| 4 mei 1969 | Uwe Blotenberg 17' Hens Fischer 72' |       | 33' Cees Kist | Stadion: Kaalheide, Kerkrade Toeschouwers: 800 Scheidsrechter: Henk Geurens |
| 4 mei 1969 |                                     |       |               | Stadion: Kaalheide, Kerkrade Toeschouwers: 800 Scheidsrechter: Henk Geurens |
| 4 mei 1969 |                                     |       |               | Stadion: Kaalheide, Kerkrade Toeschouwers: 800 Scheidsrechter: Henk Geurens |
|            |                                     |       |               |                                                                             |

|            |                                                                                |       |                 |                                                                                 |
| 4 mei 1969 | Baronie                                                                        | 4 – 1 | NOAD            | Stadion: De Blauwe Kei, Breda Toeschouwers: 1.000 Scheidsrechter: Siem Wellinga |
| 4 mei 1969 | Kees van Ierssel 48' Henk van Ierssel 80' (pen.), 87' (pen.) Cees Heijboer 89' |       | 35' Theo Netten | Stadion: De Blauwe Kei, Breda Toeschouwers: 1.000 Scheidsrechter: Siem Wellinga |
| 4 mei 1969 |                                                                                |       |                 | Stadion: De Blauwe Kei, Breda Toeschouwers: 1.000 Scheidsrechter: Siem Wellinga |
| 4 mei 1969 |                                                                                |       |                 | Stadion: De Blauwe Kei, Breda Toeschouwers: 1.000 Scheidsrechter: Siem Wellinga |
|            |                                                                                |       |                 |                                                                                 |

|             |                |       |                                             |                                                                                   |
| 26 mei 1969 | ZFC            | 1 – 2 | SC Gooiland                                 | Stadion: Westzanerdijk, Zaandam Toeschouwers: 1.000 Scheidsrechter: Siem Wellinga |
| 26 mei 1969 | Jan Beelen 70' |       | 50' Henk Kanselaar 65' (pen.) Piet Boogaard | Stadion: Westzanerdijk, Zaandam Toeschouwers: 1.000 Scheidsrechter: Siem Wellinga |
| 26 mei 1969 |                |       |                                             | Stadion: Westzanerdijk, Zaandam Toeschouwers: 1.000 Scheidsrechter: Siem Wellinga |
| 26 mei 1969 |                |       |                                             | Stadion: Westzanerdijk, Zaandam Toeschouwers: 1.000 Scheidsrechter: Siem Wellinga |
|             |                |       |                                             |                                                                                   |

|             |                                  |       |     |                                                                              |
| 26 mei 1969 | Excelsior                        | 2 – 0 | PEC | Stadion: Woudestein, Rotterdam Toeschouwers: 2.000 Scheidsrechter: Henk Vlug |
| 26 mei 1969 | Hans Bassant 33' Gerrit Kort 60' |       |     | Stadion: Woudestein, Rotterdam Toeschouwers: 2.000 Scheidsrechter: Henk Vlug |
| 26 mei 1969 |                                  |       |     | Stadion: Woudestein, Rotterdam Toeschouwers: 2.000 Scheidsrechter: Henk Vlug |
| 26 mei 1969 |                                  |       |     | Stadion: Woudestein, Rotterdam Toeschouwers: 2.000 Scheidsrechter: Henk Vlug |
|             |                                  |       |     |                                                                              |

|             |            |                                  |           |                                                                              |
| 26 mei 1969 | Hermes DVS | 0 – 2                            | Limburgia | Stadion: Harga, Schiedam Toeschouwers: 1.000 Scheidsrechter: Bernard Verbeek |
| 26 mei 1969 |            | 25' Jan Janssen 57' Boy Politiek |           | Stadion: Harga, Schiedam Toeschouwers: 1.000 Scheidsrechter: Bernard Verbeek |
| 26 mei 1969 |            |                                  |           | Stadion: Harga, Schiedam Toeschouwers: 1.000 Scheidsrechter: Bernard Verbeek |
| 26 mei 1969 |            |                                  |           | Stadion: Harga, Schiedam Toeschouwers: 1.000 Scheidsrechter: Bernard Verbeek |
|             |            |                                  |           |                                                                              |

|             |                          |       |                                      |                                                                                      |
| 26 mei 1969 | Zwolsche Boys            | 3 – 2 | De Graafschap                        | Stadion: Gemeentelijk Sportpark, Zwolle Toeschouwers: 3.000 Scheidsrechter: Jan Beck |
| 26 mei 1969 | Jan Welles 24', 30', 65' |       | 7' Karel Melaard 45' Theo van Londen | Stadion: Gemeentelijk Sportpark, Zwolle Toeschouwers: 3.000 Scheidsrechter: Jan Beck |
| 26 mei 1969 |                          |       |                                      | Stadion: Gemeentelijk Sportpark, Zwolle Toeschouwers: 3.000 Scheidsrechter: Jan Beck |
| 26 mei 1969 |                          |       |                                      | Stadion: Gemeentelijk Sportpark, Zwolle Toeschouwers: 3.000 Scheidsrechter: Jan Beck |
|             |                          |       |                                      |                                                                                      |

|             |                 |       |                                       |                                                                                   |
| 26 mei 1969 | EDO             | 1 – 2 | Velox                                 | Stadion: Noordersportpark, Haarlem Toeschouwers: 500 Scheidsrechter: Henk Weerink |
| 26 mei 1969 | Rob Bosdijk 19' |       | 18' Gerard Matthijssen 32' Willem Pot | Stadion: Noordersportpark, Haarlem Toeschouwers: 500 Scheidsrechter: Henk Weerink |
| 26 mei 1969 |                 |       |                                       | Stadion: Noordersportpark, Haarlem Toeschouwers: 500 Scheidsrechter: Henk Weerink |
| 26 mei 1969 |                 |       |                                       | Stadion: Noordersportpark, Haarlem Toeschouwers: 500 Scheidsrechter: Henk Weerink |
|             |                 |       |                                       |                                                                                   |

|             |                                    |       |           |                                                                                      |
| 26 mei 1969 | Fortuna Vlaardingen                | 3 – 0 | SC Drente | Stadion: Floreslaan, Vlaardingen Toeschouwers: 6.000 Scheidsrechter: Rinus Barmentlo |
| 26 mei 1969 | Jan Bouman 41', 63' Ed Verweel 53' |       |           | Stadion: Floreslaan, Vlaardingen Toeschouwers: 6.000 Scheidsrechter: Rinus Barmentlo |
| 26 mei 1969 |                                    |       |           | Stadion: Floreslaan, Vlaardingen Toeschouwers: 6.000 Scheidsrechter: Rinus Barmentlo |
| 26 mei 1969 |                                    |       |           | Stadion: Floreslaan, Vlaardingen Toeschouwers: 6.000 Scheidsrechter: Rinus Barmentlo |
|             |                                    |       |           |                                                                                      |

|             |                                                             |       |                                         |                                                                                      |
| 26 mei 1969 | AGOVV                                                       | 4 – 2 | FC VVV                                  | Stadion: Berg & Bos, Apeldoorn Toeschouwers: 500 Scheidsrechter: Harm Jan van Asselt |
| 26 mei 1969 | Jan Evers 2' Herman Tiesselink 80', 81' Jacques Wentink 89' |       | 6' (pen.) Frans Derix 84' Tiny van Elst | Stadion: Berg & Bos, Apeldoorn Toeschouwers: 500 Scheidsrechter: Harm Jan van Asselt |
| 26 mei 1969 |                                                             |       |                                         | Stadion: Berg & Bos, Apeldoorn Toeschouwers: 500 Scheidsrechter: Harm Jan van Asselt |
| 26 mei 1969 |                                                             |       |                                         | Stadion: Berg & Bos, Apeldoorn Toeschouwers: 500 Scheidsrechter: Harm Jan van Asselt |
|             |                                                             |       |                                         |                                                                                      |

## Speelronde 34
|             |                        |       |                                            |                                                                              |
| 1 juni 1969 | Velox                  | 1 – 2 | Hermes DVS                                 | Stadion: Galgenwaard, Utrecht Toeschouwers: 500 Scheidsrechter: Henk Geurens |
| 1 juni 1969 | Cor Adelaar 58' (pen.) |       | 12' Jaap van de Griend 13' Cees van Kooten | Stadion: Galgenwaard, Utrecht Toeschouwers: 500 Scheidsrechter: Henk Geurens |
| 1 juni 1969 |                        |       |                                            | Stadion: Galgenwaard, Utrecht Toeschouwers: 500 Scheidsrechter: Henk Geurens |
| 1 juni 1969 |                        |       |                                            | Stadion: Galgenwaard, Utrecht Toeschouwers: 500 Scheidsrechter: Henk Geurens |
|             |                        |       |                                            |                                                                              |

|             |                                              |       |         |                                                                                 |
| 1 juni 1969 | De Graafschap                                | 4 – 0 | Baronie | Stadion: De Vijverberg, Doetinchem Toeschouwers: 4.500 Scheidsrechter: Jan Beck |
| 1 juni 1969 | Guus Hiddink 22', 55' Henk Overgoor 50', 63' |       |         | Stadion: De Vijverberg, Doetinchem Toeschouwers: 4.500 Scheidsrechter: Jan Beck |
| 1 juni 1969 |                                              |       |         | Stadion: De Vijverberg, Doetinchem Toeschouwers: 4.500 Scheidsrechter: Jan Beck |
| 1 juni 1969 |                                              |       |         | Stadion: De Vijverberg, Doetinchem Toeschouwers: 4.500 Scheidsrechter: Jan Beck |
|             |                                              |       |         |                                                                                 |

|             |                                    |       |                                                    |                                                                                          |
| 1 juni 1969 | SC Drente                          | 2 – 4 | Roda JC                                            | Stadion: Mr. Ovingstraat, Klazienaveen Toeschouwers: 800 Scheidsrechter: Bernard Verbeek |
| 1 juni 1969 | Gerrie de Jonge 2' Wout Bosman 36' |       | 25', 41' Abdelmajid Chetali 53', 75' Walter Kousen | Stadion: Mr. Ovingstraat, Klazienaveen Toeschouwers: 800 Scheidsrechter: Bernard Verbeek |
| 1 juni 1969 |                                    |       |                                                    | Stadion: Mr. Ovingstraat, Klazienaveen Toeschouwers: 800 Scheidsrechter: Bernard Verbeek |
| 1 juni 1969 |                                    |       |                                                    | Stadion: Mr. Ovingstraat, Klazienaveen Toeschouwers: 800 Scheidsrechter: Bernard Verbeek |
|             |                                    |       |                                                    |                                                                                          |

|             |        |                                             |               |                                                                         |
| 1 juni 1969 | FC VVV | 0 – 3                                       | Zwolsche Boys | Stadion: De Kraal, Venlo Toeschouwers: 1.500 Scheidsrechter: Jan Keizer |
| 1 juni 1969 |        | 35' Henk Ras 55' Adrie Vogel 87' Jan Welles |               | Stadion: De Kraal, Venlo Toeschouwers: 1.500 Scheidsrechter: Jan Keizer |
| 1 juni 1969 |        |                                             |               | Stadion: De Kraal, Venlo Toeschouwers: 1.500 Scheidsrechter: Jan Keizer |
| 1 juni 1969 |        |                                             |               | Stadion: De Kraal, Venlo Toeschouwers: 1.500 Scheidsrechter: Jan Keizer |
|             |        |                                             |               |                                                                         |

|             |                                   |       |     |                                                                                            |
| 1 juni 1969 | SC Gooiland                       | 3 – 0 | EDO | Stadion: Gemeentelijk Sportpark, Hilversum Toeschouwers: 2.000 Scheidsrechter: Frans Derks |
| 1 juni 1969 | Piet Boogaard 4', 53', 74' (pen.) |       |     | Stadion: Gemeentelijk Sportpark, Hilversum Toeschouwers: 2.000 Scheidsrechter: Frans Derks |
| 1 juni 1969 |                                   |       |     | Stadion: Gemeentelijk Sportpark, Hilversum Toeschouwers: 2.000 Scheidsrechter: Frans Derks |
| 1 juni 1969 |                                   |       |     | Stadion: Gemeentelijk Sportpark, Hilversum Toeschouwers: 2.000 Scheidsrechter: Frans Derks |
|             |                                   |       |     |                                                                                            |

|             |                                                                |       |                                 |                                                                                |
| 1 juni 1969 | PEC                                                            | 4 – 2 | Fortuna Vlaardingen             | Stadion: Zwolle, De Vrolijkheid Toeschouwers: 800 Scheidsrechter: Henk Klopper |
| 1 juni 1969 | Wolfgang Glock 8' Puck van der Horst 41', 88' Ben Spanhaak 72' |       | 9' Jan Baksteen 78' Jan Hordijk | Stadion: Zwolle, De Vrolijkheid Toeschouwers: 800 Scheidsrechter: Henk Klopper |
| 1 juni 1969 |                                                                |       |                                 | Stadion: Zwolle, De Vrolijkheid Toeschouwers: 800 Scheidsrechter: Henk Klopper |
| 1 juni 1969 |                                                                |       |                                 | Stadion: Zwolle, De Vrolijkheid Toeschouwers: 800 Scheidsrechter: Henk Klopper |
|             |                                                                |       |                                 |                                                                                |

|             |                                                                                             |       |                       |                                                                               |
| 1 juni 1969 | Limburgia                                                                                   | 6 – 1 | AGOVV                 | Stadion: Venweg, Brunssum Toeschouwers: 800 Scheidsrechter: Gerrit Berrevoets |
| 1 juni 1969 | Anton Dormans 7' Willy Coolen 25' Jan Janssen 40' Jan Beckers 47', 86' Emil Klostermann 88' |       | 68' Leo van de Kraats | Stadion: Venweg, Brunssum Toeschouwers: 800 Scheidsrechter: Gerrit Berrevoets |
| 1 juni 1969 |                                                                                             |       |                       | Stadion: Venweg, Brunssum Toeschouwers: 800 Scheidsrechter: Gerrit Berrevoets |
| 1 juni 1969 |                                                                                             |       |                       | Stadion: Venweg, Brunssum Toeschouwers: 800 Scheidsrechter: Gerrit Berrevoets |
|             |                                                                                             |       |                       |                                                                               |

|             |                |       |                |                                                                               |
| 1 juni 1969 | Heerenveen     | 1 – 1 | ZFC            | Stadion: Noord, Heerenveen Toeschouwers: 2.000 Scheidsrechter: Tjeerd Elsinga |
| 1 juni 1969 | Hans Zwart 82' |       | 16' Jan Beelen | Stadion: Noord, Heerenveen Toeschouwers: 2.000 Scheidsrechter: Tjeerd Elsinga |
| 1 juni 1969 |                |       |                | Stadion: Noord, Heerenveen Toeschouwers: 2.000 Scheidsrechter: Tjeerd Elsinga |
| 1 juni 1969 |                |       |                | Stadion: Noord, Heerenveen Toeschouwers: 2.000 Scheidsrechter: Tjeerd Elsinga |
|             |                |       |                |                                                                               |

|             |                                        |       |                                                 |                                                                                           |
| 1 juni 1969 | NOAD                                   | 2 – 4 | Excelsior                                       | Stadion: Gemeentelijk Sportpark, Tilburg Toeschouwers: 500 Scheidsrechter: Charles Corver |
| 1 juni 1969 | Harrie van der Velden 4' Hens Maas 80' |       | 25', 47' Thijs Libregts 51', 57' Aad den Butter | Stadion: Gemeentelijk Sportpark, Tilburg Toeschouwers: 500 Scheidsrechter: Charles Corver |
| 1 juni 1969 |                                        |       |                                                 | Stadion: Gemeentelijk Sportpark, Tilburg Toeschouwers: 500 Scheidsrechter: Charles Corver |
| 1 juni 1969 |                                        |       |                                                 | Stadion: Gemeentelijk Sportpark, Tilburg Toeschouwers: 500 Scheidsrechter: Charles Corver |
|             |                                        |       |                                                 |                                                                                           |

## Voetnoten
AGOVV · Baronie · SC Drente · EDO · Excelsior · Fortuna · Gooiland · De Graafschap · Heerenveen · Hermes DVS · Limburgia · NOAD · PEC · Roda JC · Velox · FC VVV · ZFC · Zwolsche Boys